# رئاسة أسقفية تونس
رئاسة أسقفية تونس  (باللاتينية: Archidioecesis Tunetanus) تغطي جميع أراضي تونس. تشرف على حوالي 19 مكان عبادة منتشر في جميع أنحاء البلاد ضمن 10 رعايا، تتكون من أسقف واحد و33 كاهن وأكثر من 100 راهبة. يقام القداس الإلهي باللغات العربية والإنجليزية والفرنسية والإيطالية والإسبانية والألمانية على كامل أيام الأسبوع في الأماكن المخصصة لذلك.
تدير هذه الأبرشية كذلك 7 مدارس ابتدائية وإعدادية وثانوية وهي: مدرسة الساليزيانيّين بتونس (ثانوية)، مدرسة الساليزيانيّين بمنوبة (ابتدائية) ويدير كلّا منهما خمسة رهبان ساليزيانيين اثنان بتونس وثلاثة بمنوبة، مدرسة الراهبات بالحلفاوين (ابتدائية وإعدادية)، مدرسة الراهبات بسوسة (ابتدائية)، مدرسة جان دارك بحي البلفيدير (ابتدائية)، وتدير ثلاثتها راهبات القلب الأقدس المصريّات، مدرسة الراهبات بنزرت (ابتدائية) وتديرها راهبات الكلمة المتجسّد، بالإضافة إلى مدرسة أخرى وروضتين لتحتضن الكنيسة بذلك حوالي 6.000 تلميذ تونسي، وتعامل وزارة التربية هذه المدارس مثل بقية المدارس الخاصة.
تدير رئاسة أسقفية تونس كذلك معهد الآداب العربية بتونس، مركز دراسات قرطاج بالقرجاني، ومركز الدراسات الأسقفية بمونفلوري، إضافة إلى المكتبة الأسقفية التي تحتوي على 000 50 كتاب ومكتبة أخرى بالمرسى. مؤسسة كاريتاس الدولية تقدم أعمال خيرية للمقيمين المحليين.
تغطي الأبرشية مساحة 000 164 كم مربع، وتجمع 30.700 كاثوليكي (0.3% من الشعب التونسي). الجماعة المسيحية كانت أكبر بكثير سنة 1949 حيث قدرت بـ 280,000 فرد بنسبة 8,7% وبلغت أعلى نسبة للكاثوليك بتونس 9% وذلك سنة 1911.
أغلبية المؤمنين هم من المغتربين والدبلوماسيين وأكثرهم أوروبيين وأفارقة. يوجد العديد من الأفارقة من جنوب الصحراء، جزء كبير منهم هم طلبة، وكذلك موظفي البنك الإفريقي للتنمية، وأخيرا عدة من التونسيين والسياح الذي يقدمون إلى تونس.
مقر الأبرشية يقع في كاتدرائية القديس فنسون دو بول بتونس. يدير أبرشية تونس رئيس الأساقفة المونسنيور إيلاريو أنطونيازي منذ 21 فبراير 2013.

## التاريخ

### المسيحية في شمال إفريقيا بعد مجيء العرب المسلمين

#### المسيحية المحلية

##### زمن الولاة الأمويين
سنة 698 تمكن القائد الأموي حسان بن النعمان من دخول مدينة قرطاج بعد حصارها حيث قام بهدم أسوارها وحرقها وتخريب منائها واستعملت سواريها ورخامها الرفيع بعد ذلك في توسيع مدينة تونس (TUNES)، ولم يبق من مدينة قرطاج إلا قرية صغيرة في مركزها تعرف في المصادر العربية باسم «المعلقة» أو «قرطاجنة المعلقة»، يسكنها قلة من سكانها الأصليين يلتفون حول رئيس أساقفتها حيث مات العديد وفر العديد إلى الدول الأوروبية إثر دخول العرب إليها، وكان في مدينة تونس أسقفية وفي مركز المدينة كانت توجد بازيليكا القديسة أوليفيا حيث قام حسان بن النعمان باتخاذ مسجد جوارها الذي ما لبث أن وُسّع على حسابها ليأخذ إسمها مترجما إلى العربية: «جامع الزيتونة» وذلك زمن ولاية عبيد الله بن الحبحاب، ولم تنقرض المسيحية من البلاد مباشرة حيث كان الديانة الأولى. وقد ورد في رسالة للبابا غريوغوري الثاني (715-731) إلى القديس بونيفاس أسقف ماينتس تحذير للأسقف المذكور من الأساقفة الإفريقيين المنفيين بسبب الهرطقة الدوناتية خوفًا من أن ينشروها.

##### زمن الولاة العباسيين
لازالت المسيحية زمن حكم الولاة العباسيين على إفريقية الديانة الأولى في المنطقة حيث صنف البابا أدريان الأول (772-795) في إحدى رسائله كنيسة شمال إفريقيا من بين الكنائس الحية مثل كنيسة إسبانيا (الأندلس) وكنيسة إيطاليا وكنيسة بلاد الغال (فرنسا)، وهذا ما يفسر سماح الوالي العباسي على إفريقية الفضل بن روح المهلبي تأسيس كنيسة في القيروان سنة 794، ويأيد هذا أيضا ما ذكره القاضي عياض في المدارك نقلا عن أبي الحسن القابسي أن كنيسة القيروان زمن سحنون كانت كنيسة بارزة ورؤسائها كثر.

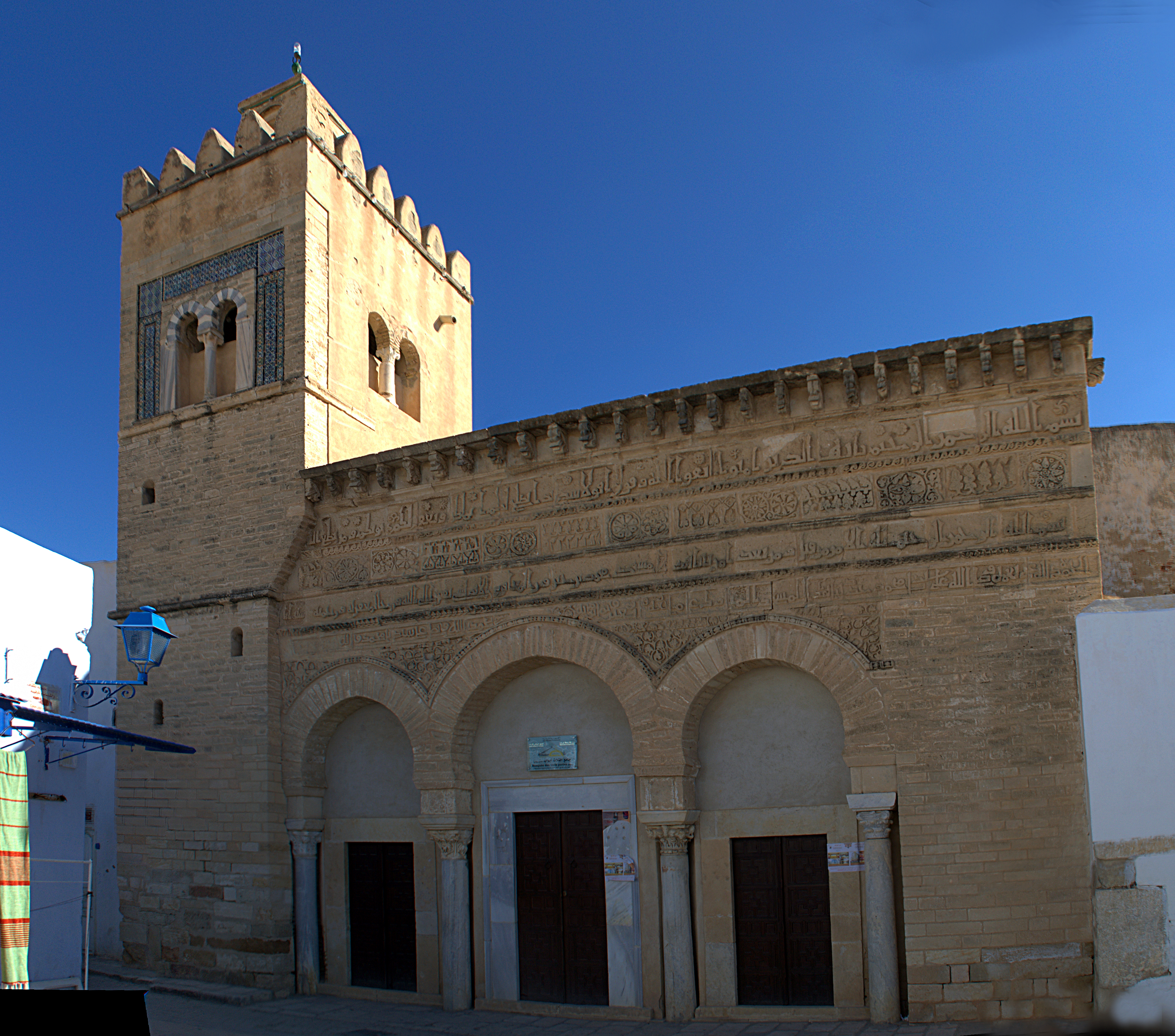
جامع الأبواب الثلاثة الذي كان كنيسة حسب التقليد الشفوي، تم بناؤه في القرن التاسع الميلادي.

##### زمن الأغالبة
تذكرالمصادر غير العربية أن البابا لاون الرابع (847-855) في رسالته إلى أساقفة إنجلترا ذكر أن تقاليد الصوم لدى القرطاجيين والإفريقيين مطابقة لتقاليد كنيسة روما، كما أشار من بعده البابا فورموسوس (891-855) في رسالته إلى فولكوس أسقف رانس إلى حضور مندوبين من إفريقية في روما الذين جاءوا للمطالبة بالتحكيم في شأن المشاحنات اللاهوتية بين الأساقفة المحليين.

##### زمن الفاطميين[24]
مع حلول القرن العاشر أي مع تأسيس الخلافة الفاطمية لم يبق من عشرات الأسقفيات في شمال إفريقيا سوى بضعة أسقفيات موزعة على كامل مجال إفريقية، ويرجّح العديد من الباحثين أن ذلك كان بسبب ثورة صاحب الحمار العنيفة، وهي: أسقفية بتونس (TUNES)،وبـطرابلس (TRIPOLITANA) وبنفزاوة (TURRIS TAMALLENI) – ما يعرف اليوم بـولاية قبلي – وكانت تتبعها كنائس منطقة قسطيلية -ما يعرف اليوم بمنطقة الجريد – وبقفصة (CAPSA) وبـالكاف (SICCA VENERIA) وبالمهدية (GUMMI) وبالقيروان وبمجانة (VARDIMISSA)، ويذكر ابن الصغير أن الرستميين قرّبوا مسيحيي مجانة إلى عاصمتهم تاهرت حيث ازدهرت كنيستهم هناك إلى سقوط الدولة الرستمية حيث قاموا بالهجرة مع من بقي من أمرائها إلى مدينة ورقلة واستقروا هناك طيلة القرن العاشر ولما أسس الحمادييون دولتهم واتخذوا القلعة عاصمة لهم وذلك سنة 1007 انتقلت هذه الجماعة المسيحية للعيش هناك طيلة ما يزيد عن نصف قرن ليهاجروا بعد ذلك إلى مدينة بجاية، ويرأس هذه الأسقفيات رئيس أساقفة قرطاج. واثر ثورة صاحب الحمار التي اضطهدت مسيحيي البلاد كثيرا زمن القائم بأمر الله الفاطمي أرسل الإمبراطور البيزنطي رومانوس الأول سفارة إلى المهدية أثناء الثورة يستفسر من خلالها عن الأحداث التي تمر بها البلاد ما يفسر قلقه عن الأقليات المسيحية المضطهدة.

##### زمن الزيريين
زمن حبرية البابا بندكتوس السابع قام هذا الأخير بإرسال يعقوب أحد الكهنة الإفريقيين ليتم تكوينه في دير القديس بونيفاس ليصير فيما بعد أسقفا. وقد تقلص عدد الأسقفيات المذكورة ابتداء من القرن الحادي عشر باندثار أسقفية طرابلس مع بداية القرن المذكور على أقصى تقدير تلتها القيروان والكاف في منتصف القرن نفسه حيث يشير علماء الآثار إلى أن بازيليكا القديس بطرس بالكاف أصبحت آثارا حوالي منتصف القرن الحادي عشر.

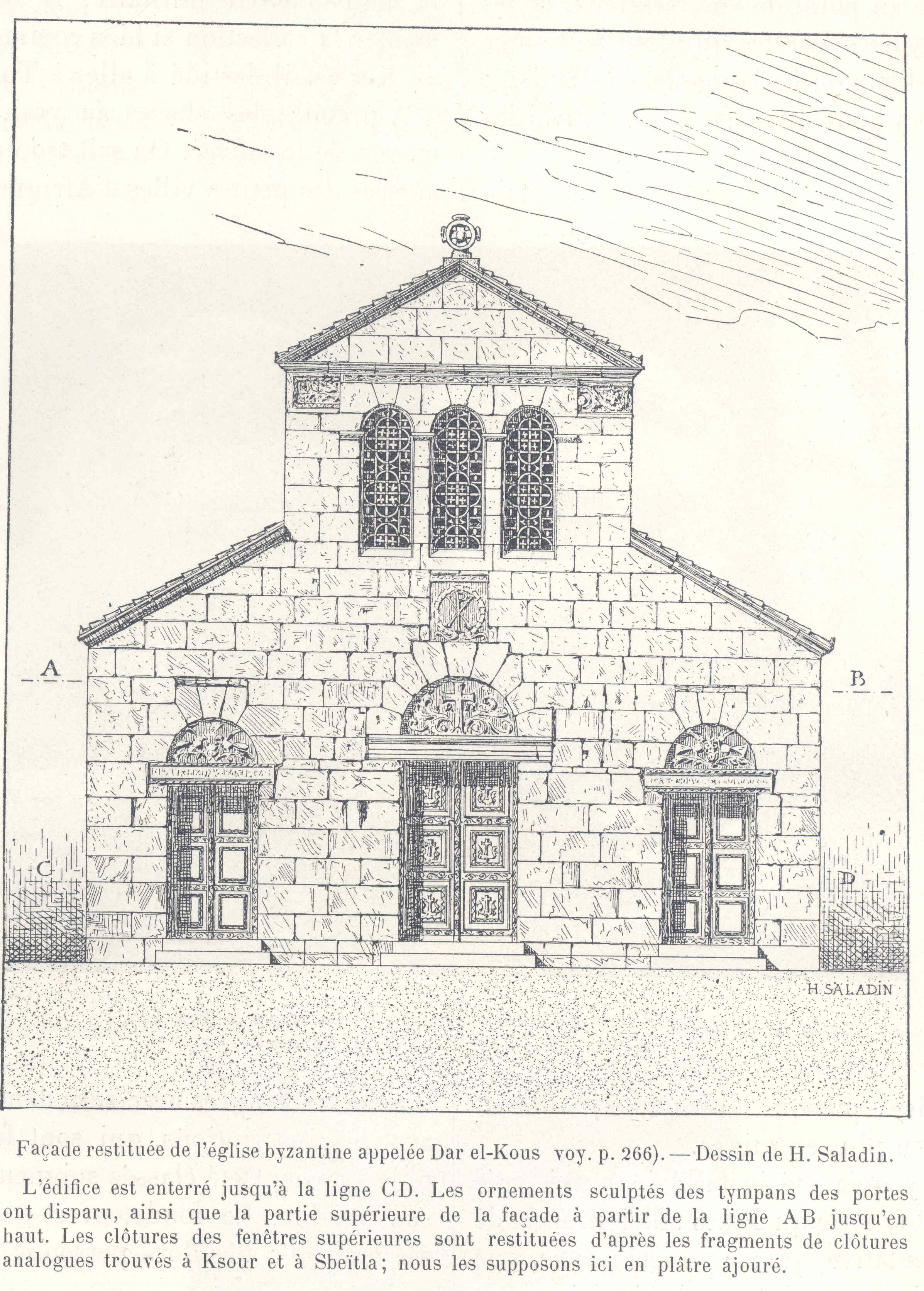
بازيليكا القديس بطرس بالكاف.
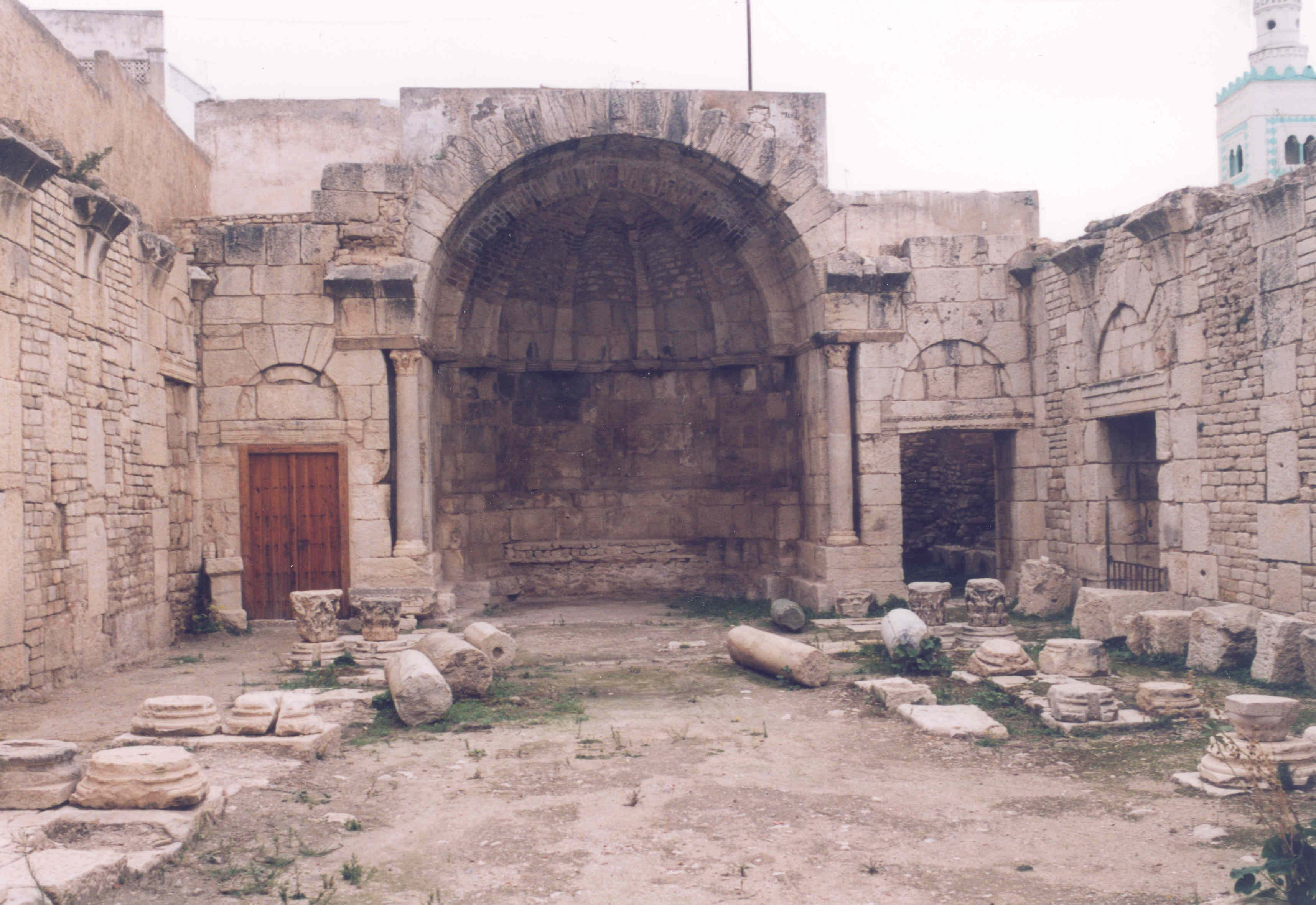
ما تبقى من البازيليكا.

أما كنيسة القيروان فقد اندثرت بلاد شك مع مجيء الهلاليين إليها في منتصف نفس القرن، وقد أرسل البابا لاون التاسع سنة 1053 رسالتين إلى كنيسة إفريقية لفض النزاع الحاصل بين أسقف قرطاج وأسقف المهدية (GUMMI) عن قيادة الكنيسة وعمّن يحمل منهما لقب رئيس الأساقفة ومن منهما يلبس الباليوم حيث وضّح البابا أن رئيس أساقفة شمال إفريقيا هو أسقف قرطاج وأن الأسقف الأول في كنيسة الغرب بعد أسقف روما هو أسقف قرطاج وأن لقب رئيس الأساقفة ولبس الباليوم هما من حق أسقف قرطاج وكتب هذا في رسالتين الأولى إلى توماس رئيس أساقفة قرطاج والثانية إلى الأسقفين بطرس ويوحنا اللذين وقفا إلى صف أسقف قرطاج في شرعيته كما تحسّر البابا المذكور من خلال الرسالتين عن وضع الكنيسة المتردي حيث لم يبق من 205 أسقف قبل مجيء العرب سوى 5 أساقفة زمن كتابة الرسالتين وبين هؤلاء الخمسة غيرة وخلاف، والراجح أن الأسقفيات الخمسة هي أسقفية قرطاج، أسقفية المهدية، أسقفية نفزاوة، أسقفية الكاف قبل اندثارها وأسقفية القلعة. وفي سنة 1076 عبر البابا غريغوري السابع عن تأسفه لعدم وجود الأساقفة الثلاثة اللازمين لرسامة أسقف جديد في بجاية وذلك بطلب من السلطان الناصر إذ لم يبق سوى أسقف واحد مع أسقف قرطاج الراجح أنه أسقف نفزاوة أدى هذا الإشكال إلى إرسال الكاهن سرفندوس إلى بابا روما لتتم رسامته من هناك أسقفا لبجاية ليكتمل بذلك نصاب الأساقفة بإفريقية: ثلاثة أساقفة. في زمن الزيريين أيضا برز قسطنطين الإفريقي الكاتب والمترجم والطبيب والراهب الذي تحول للمسيحية سرا وهاجر من قرطاج إلى روما وترهب في دير مونتي كاسينو البندكتي حيث أكمل بقية حياته.

##### زمن الحفصيين

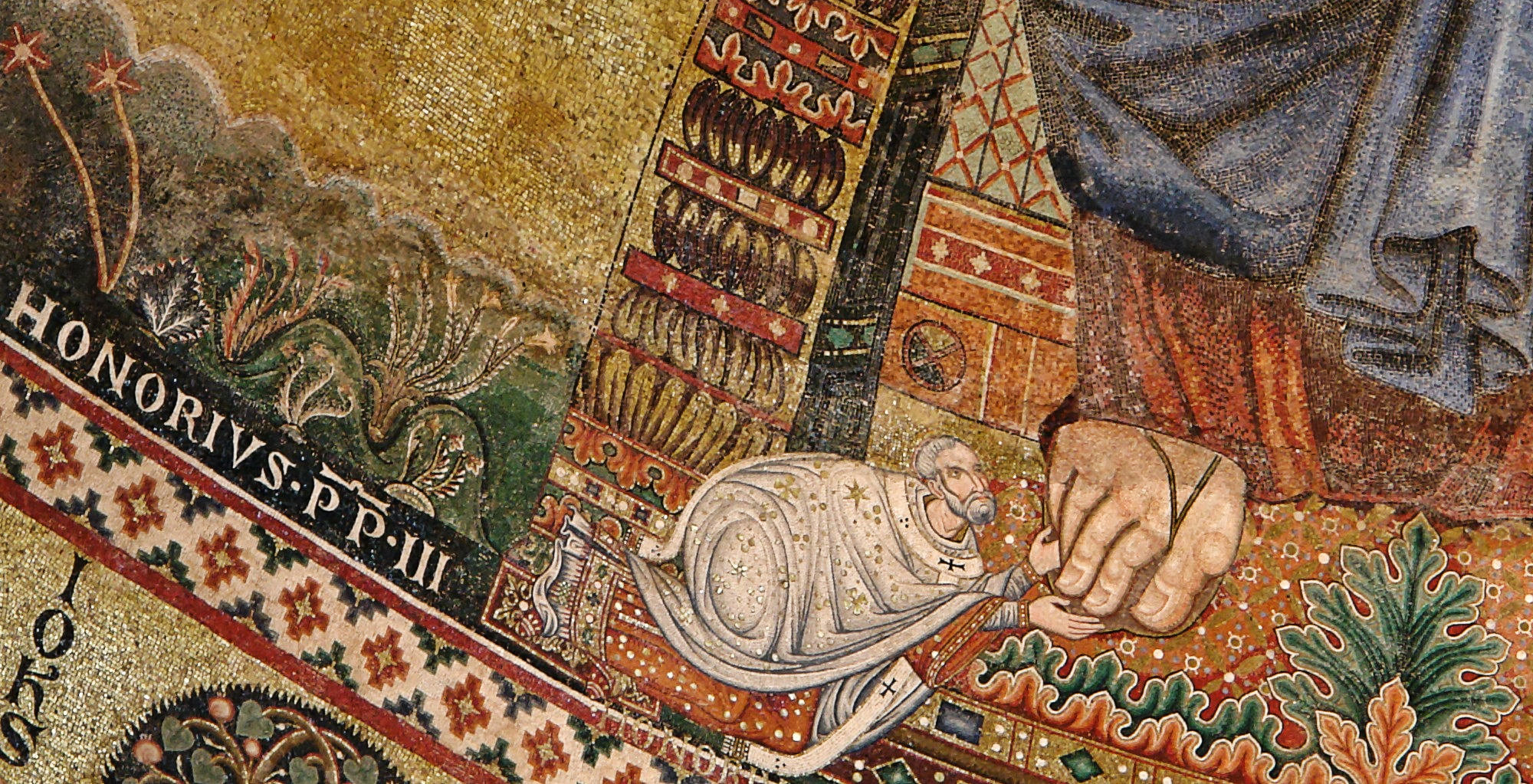
البابا هونوريوس الثالث يقبل أرجل المسيح (فسيفساء من بازيليكا القديس بولس خارج الأسوار)

زمن الحفصيين لم يعد هنالك ذكر لأسقفية بجاية بخلاف كنيسة قلعة بني حماد سنة 1114 التي كانت كنيسة ناشطة حيث ذكر الشماس بطرس البندكتي في «تاريخ مونتي كاسينو» أن أشياء خارقة للطبيعة حدثت في كنيسة القديسة مريم بقلعة بني حماد. وقد ذكر الإدريسي في الثلث الأول من القرن الثاني عشر أنه لما زار قفصة وقابس وجد أناسا لازالت تتحدث بـ«اللسان اللاتيني الإفريقي» وهم مسيحيو البلاد في تلك الفترة بلا شك إذ هم الوحيدون اللذين حافظوا على لغتهم الأم، أما أسقفيى ة قرطاج فقد ذكرت آخر مرة سنة 1192 في كتاب (Liber censuum Romanae Ecclesiae) والذي ألّفه شنشيو سافيلّي الذي أصبح لاحقا البابا هونوريوس الثالث. وفي سنة 1220 زار رهبان فرنسيسكان مدينة قفصة التي وجدوا فيها مسيحيين ناطقيين باللاتينية وقطعًا كانوا على اتصال بعد ذلك بأسقفية المغرب التي تأسست سنة 1225، وبدون شك فإن أسقفية قرطاج اندثرت مع نهاية القرن الثاني عشر أو في بداية القرن الثالث عشر. وأخيرا أسقفية نفزاوة وهي الوحيدة التي صمدت إلى بداية القرن الخامس عشر حيث كان آخر ذكر لها سنة 1406 من قبل ابن خلدون في كتابه العبر ولا شك أنها كانت على اتصال بأسقفية المغرب التي انتهت سنة 1421، لتندثر المسيحية المحلية بعد ذلك للأسباب التالية:
1-عدم استقلالها عن روما ككنائس الشرق الأوسط ما يجعل الكنيسة الإفريقية في ضغط اجتماعي خاصة زمن الحروب الصليبية.
2-استعمال اللغة اللاتينية في القداس وحتى في الحياة العامة دون التأقلم مع حركة التعريب التي مرت بها كل منطقة شمال إفريقيا بخلاف كنائس المشرق التي استطاعت تخطي هذا المشكل.
3-ارتفاع ضريبة الجزية التي تثقل كاهل أهل الذمة في أي بلد كي يخرجوا من دينهم ويلتحقوا بالمسلمين.
4-قدوم الهلاليين سنة 1052 الذين أكلوا الأخضر واليابس وضروا العديد من المدن خاصة القيروان ما يفسر اندثار كنيستها مع منتصف القرن الحادي عشر وكذلك الأمر بالنسبة للكاف ويذكر المؤرخون أنهم كانوا يمنعون الناس من دخول المدن والخروج منها للسيطرة على التجارة ما يعرقل بالنسبة للكنيسة رسامة الكهنة وخاصة الأساقفة وقد ذكر البكري أن حاكم قرطاجنة المعلقة كان من بني رياح الهلاليين.
5-ركود الكنيسة وجمودها وابتعادها عن التدوين والأدب الكنسي اللاهوتي مثلما كان أجدادهم ما جعلها كنيسة منكمشة على ذاتها متقلصة شيئاً فشيئاً.

#### المسيحية الأجنبية

##### زمن النورمان

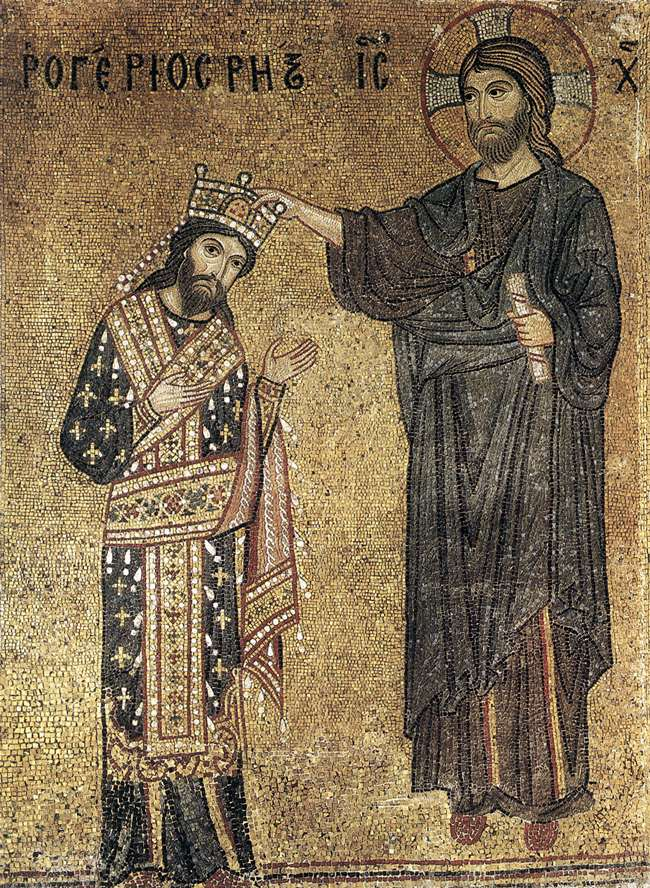
الملك روجر الثاني، ملك صيقلية بين 1130 و1154.

يُرجح أن ظهور المسيحية الأجنبية في تونس كان مع استقرار النورمان على السواحل الإفريقية بأمر من الملك روجر الثاني ملك صيقلية مؤسسين بذلك مملكة إفريقيا النورمانية (1135-1160) والتي امتدت على الشريط الساحلي من طرابلس إلى جربة وقابس مرورا بصفاقس والمهدية وسوسة فتونس وصولا إلى بونة وبجاية بالجزائر. وكان للنورمان الفضل في انتعاش التجارة والاقتصاد في إفريقية كما يذكر ذلك التجاني في رحلته، وقد كان للنورمان أسقف بالمهدية واسمه كوسماس وقد قام هذا الأخير برحلة إلى روما ليتم إقراره في منصبه من قبل البابا إيجين الثالث والذي بقي فيه حت طرد النورمان من المهدية سنة 1160. وقد انتهى وجودهم في إفريقية مع دخول الموحدين إذ عرض عبد المؤمن بن علي على اليهود والمسيحيين بمدينة تونس الإسلام أو الموت ورفض الجزية وطبعا مسيحيو مدينة تونس في تلك الفترة هم من النورمان وليسوا من السكان الأصليين إذ كانت المدينة في تلك الفترة خاضعة للحماية النورمانية. ولما استولى الأخير على مدينة المهدية أقدم على قتل حوالي 3000 مسيحي لولا تدخل ملك صيقلية ويليام الأول الذي هدده بمسلمي صيقلية ما أدى إلى الإفراح عنهم وعودتهم إلى صيقلية بحراً، وكان بينهم كوسماس الذي أكمل حياته كأسقف في باليرمو. لا يوجد ذكر في المصادر التاريخية عن اتصال بين أسقف المهدية ورئيس أساقفة قرطاج لقلة المصادر وشحها إلا أنه يبقى أمرا غير مستبعد خاصة وأن مدينة تونس بحكّامها بني خراسان كانت خاضعة للحماية النورمانية بين سنتي 1148 و1159 لكن ماهو مأكد هو أن أسقف المهدية كان مستقلا في إدارة أسقفيته عن رئاسة أسقفية قرطاج.

##### زمن الحفصيين[29]

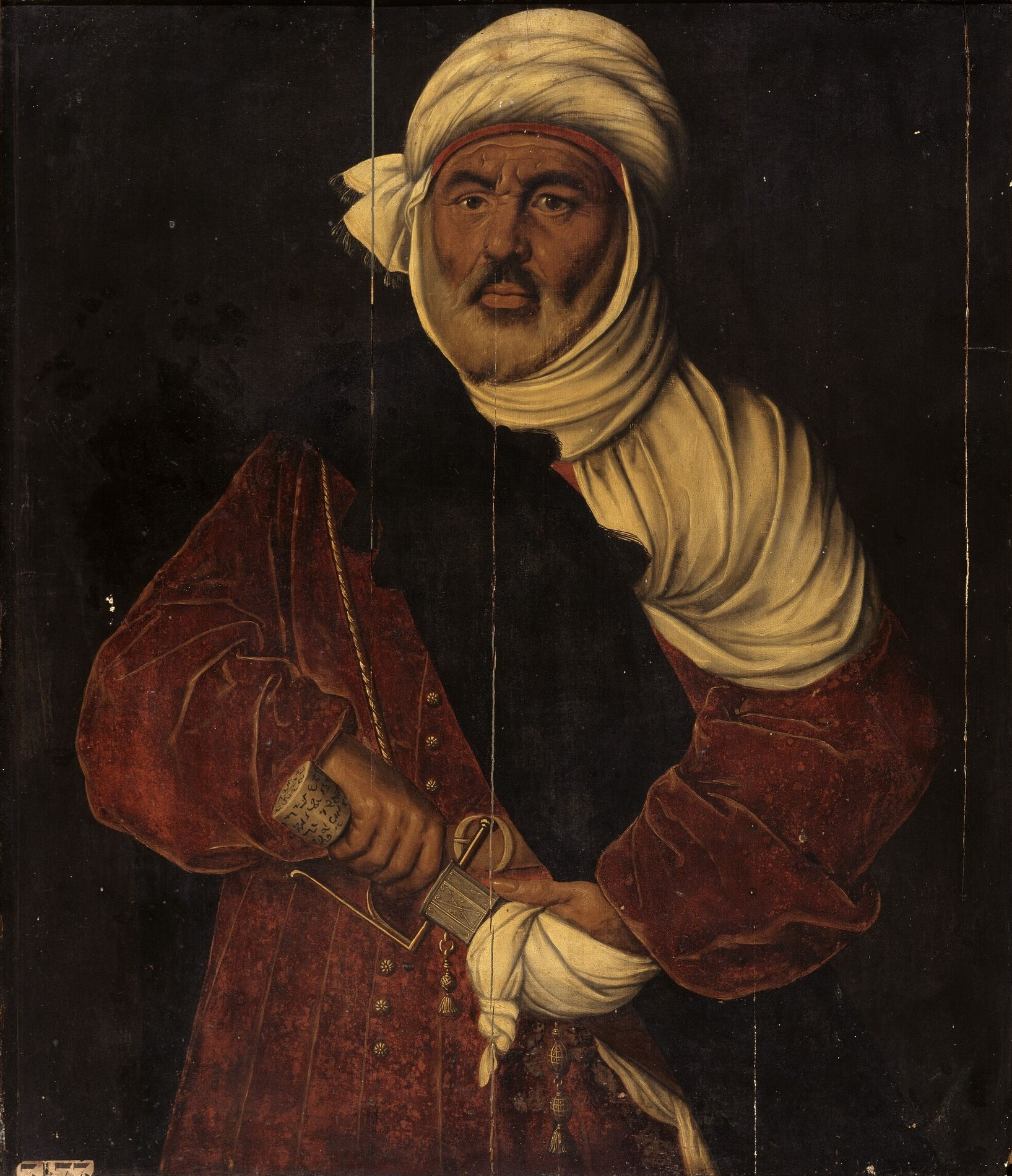
السلطان أبو عبد الله الحسن الحفصي سلطان تونس بين 1526 و1543.

ابتدأ الحفصيون حكمهم كولاة للموحدين على إفريقية، ليستقلوا بعد ذلك بالحكم مؤسسين السلطنة الحفصية (1228-1574)، وبالإضافة إلى المسيحية الحلية في البلاد التي انتهت مع مطلع القرن الخامس عشر ابتدأت المسيحية الأجنبية في الازدهار بالبلاد من خلال عدة أنماط: فوجود التجار الأوربيين بالبلاد خاصة بالمدن الساحلية مع عائلاتهم وذويهم كان بارزا منذ أواخر القرن الثاني عشر ولاشك أنهم كانوا يصطحبون معهم كهنة لإقامة القداديس حيثما حلّوا طيلة رحلاتهم الطويلة، وفي سنة 1270 جاءت الحملة الصليبية الثامنة إلى تونس بحرا واستطاعت جيوش الملك القديس لويس التاسع يوم 21 جولية/يوليو 1270 السيطرة على سهول مدينة قرطاج (قرطاجنة المعلقة) وتمت السيطرة على قرطاج يوم 24 جويلية/يوليو 1270، توفي الملك لويس التاسع في قرطاج بسبب مياه الآبار غير الصالحة للشرب ورغم ذلك واصلت الحملة مسيرتها إلى مدينة تونس لحصارها طيلة أشهر لينتهي يوم 20 أكتوبر 1270 باتفاقية بين قادة الحملة الصليبية الثامنة والسلطان أبي عبد الله المستنصر وضمن بنود هذا الإتفاق بند متعلق بحرية التجارة للمسيحيين الأجانب وحق الوعظ والصلاة لرجال الدين علنا في الكنائس. ساهمت هذه الإتفاقية في توفير حرية العبادة للمسيحيين الأجانب المقيمين في السلطنة الحفصية طيلة حكمها للبلاد. ومع كثرة عدد التجار الأجانب كثر القناصلة الأجانب في البلاد خاصة في تونس وبنزرت وسوسة وصفاقس، وكان التجار والقناصلة يعيشون مع عيالهم في الفنادق وهي مجمّع سكني مخصص للأجانب في كل مدينة وكل أمة كانت لها فندقها دون اختلاط وكان في كل فندق مصلى كنسي به كاهن مرسل من البلد الأم لخدمة مسيحيي الفندق فقط دون غيرهم، وقد خُصص في مدينة تونس حي كامل لهذه الفنادق يسمى بـ«حي النصارى» وهو الذي يعرف اليوم بشارع الحبيب بورقيبة، وكان القناصلة من جميع الجنسيات: بندقيون، مرسيليون، جنويون، بيزيون، صيقليون، أرغونيون، كتلونيون، ميورقيون، فرنسيون... وقد أبرمت معاهدات لضمان الأمن والسلام والحرية الدينية لهؤلاء التجار ولعائلاتهم لعل أشهرها: المعاهدة التي أبرمت بين تونس والبندقية سنة 1371 والمعاهدة المبرمة بين تونس وبيزة سنة 1379.
بالإضافة إلى التجار كان يوجد بالبلاد عدد كبير من العبيد الأوروبيين نتيجة لنشاط القرصنة البحرية في تلك الفترة ما سبب ارتفاع نسبة المسيحيين الأجانب في البلاد وكانوا يمثلون أغلبية المسيحيين حتى نهاية القرن الثامن عشر وبداية القرن التاسع عشر، ولذلك أرسل الكرسي الرسولي عدة بعثات من الرهبان لتحرير هؤلاء العبيد ولخدمتهم وكان لهم حي خاص بهم شمال القصبة عند باب العلوج
كذلك فقد امتازت السلطنة الحفصية وكذلك بقية ممالك شمال إفريقيا ودولة الموحدين من قبلهم باعتماد جنود مرتزقة من أصل أوروبي في الحراسة الشخصية للملوك والسلاطين وقد أقام لهم الحفصيون حيّا خاصا بهم في الجنوب الغربي لقصبة تونس وكانت توجد فيه كنيسة تدعى «كنيسة القديس فرنسيس» وكانوا مقربين جدا للبلاط الحفصي وكانت زوجاتهم يشاركن في الحفلات الملكية ويذكر المؤرخون أن عاداتهم تعربت وأصبحوا يلبسون مثل التونسيين غير أنهم استبدلوا العمامة بالقلنسوة وكانت كنيستهم الوحيدة في مدينة تونس التي يسمح بدق أجراسها ومع هؤلاء الجنود عدنا للحديث للمرة الأولى عن المسيحية المحلية بالبلاد لكنها من أصول أجنبية.

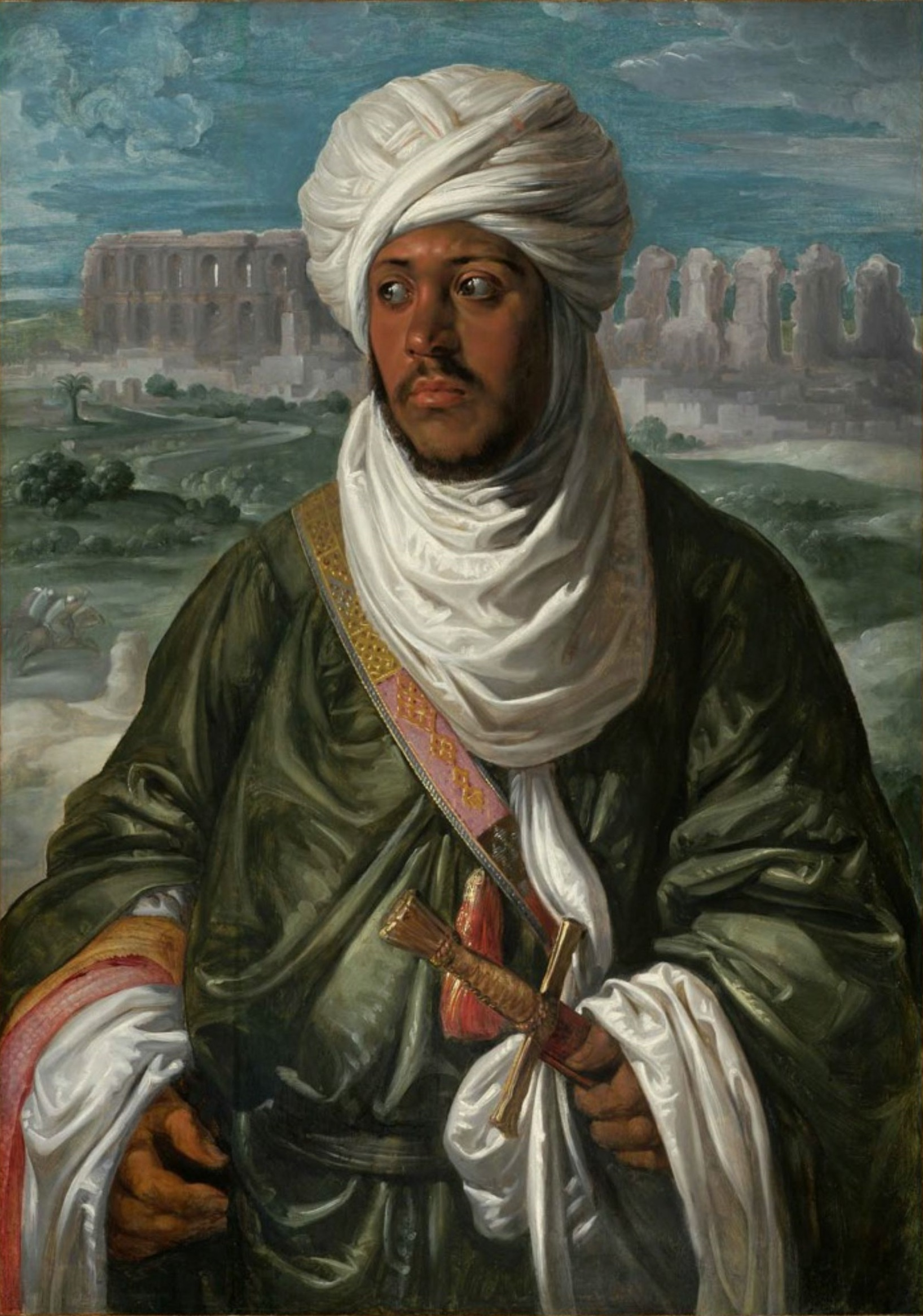
السلطان أبو العباس أحمد بن الحسن الحفصي سلطان تونس بين 1543 و1573.

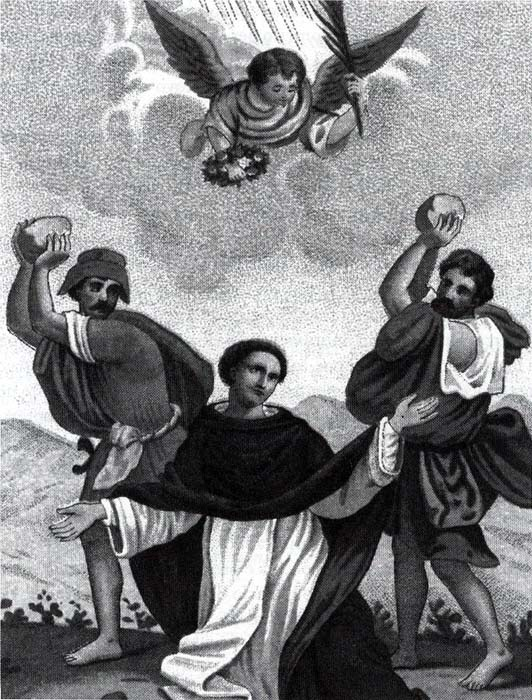
استشهاد القديس أنطوان نايرو في تونس يوم 10 أفريل 1460.

كما اعتبر البلاط الحفصي ملاذا آمنا للأمراء الأوربيين الفارّين من بطش عائلاتهم الحاكمة في أوروبا مثل: الأمير دون هنري، ابن ملك قشتالة سان فردينان والذي ثار على أخيه ألفونسو العاشر وانهزم في معركة أمامه مما أدى إلى هروبه إلى حماية السلطان الحفصي وذلك سنة 1260، ويوجد أمثلة للجوءات من هذا النوع زمن الحفصيين، حيث اُعتُبر البلاط الحفصي ملاذا آمنا للأمراء المسيحيين الأوربيين في النصف الثاني من القرن الثالث عشر وطيلة القرن الرابع عشر. وقد دخلت خلال فترة حكم الحفصيين عديد الرهبنات للبلاد وهي: الفرنسيسكانية والدومنكية، بالإضافة للرهبنة الثالوثية ورهبنة عذراء الرحمة المكرستان لتحرير الأسرى المسيحيين.
وقد اعتنق بعض الأمراء الحفصيين المسيحية حيث أن أحد أبناء أخي السلطان أبي زكريا يحيى الحفصي تحول إلى المسيحية وانتقل إلى بابا روما البابا غريغوري التاسع وذلك سنة 1236، وفي حدود سنة 1280 اعتنق أمير حفصي آخر المسيحية وتمت معموديته وهو ابن السلطان أبي إسحاق الحفصي وقد سمى نفسه بطرس باسم ملك أرجونة بطرس الثالث الذي ساعده ورعى رغبته، وأحد أبناء أخي السلطان أبي بكر المتوكل الحفصي - وكان واليا على المهدية - أرسل رسالة إلى البابا يوحنا الثاني والعشرون سنة 1325 يطلب منه مساعدته للدخول للمسيحية مع مجموعة من أصدقائه وذلك بعد أن رأى مريم العذراء في المنام.

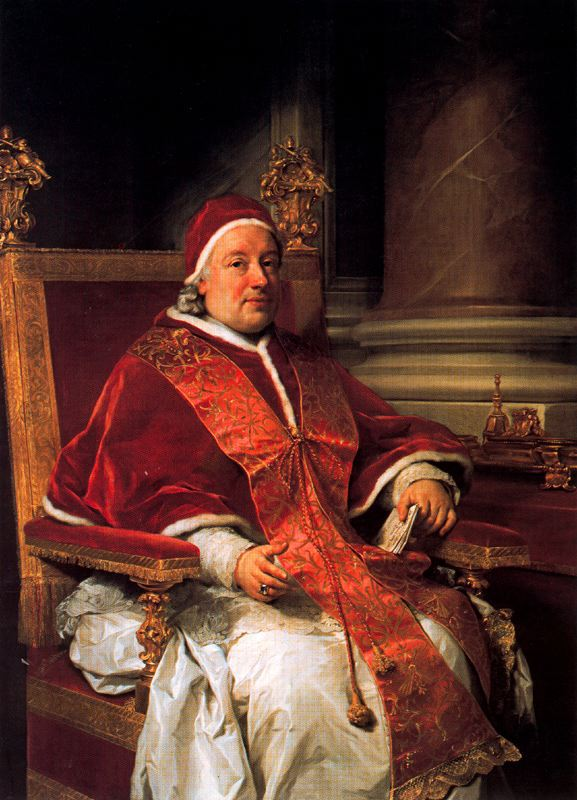
البابا كليمنت الثالث عشر الذي أعلن أنطوان نايرو طوباويا.

في منتصف القرن الخامس عشر وكنتيجة لكثافة نشاط القرصنة البحرية أو ما يعرف بـ«الجهاد البحري» تم الهجوم في إحدى المرات على سفينة في طريقها من صيقلية إلى نابولي من قبل بحّارة من تونس وأُخذ ركابها كأسرى كان من بينهم راهب يدعى أنطوان نايرو من الرهبنة الدومينكانية. وأُخذ عبدا إلى تونس وبقي مسجونا في ظروف قاسية أن جاء راهب صديق من رهبنته وهو الأخ قنسطنس الذي اختاره الذي اختاره السلطان أبو عمرو عثمان المنصور الحفصي كعبد خاص وقريب منه ما مكنه من الاتصال بأنطوان وإعطائه سرّي الإعتراف والمناولة، إلا أن أنطوان لم يعجبه وضعه السيّء والمؤلم فقرر أن يعتنق الإسلام لينال بذلك حريته ليتزوّج بعد ذلك بتونسية مسلمة إلا أنه بعد فترة قصيرة وصله خبر وفاة مرشده الروحي القديس أنطونينوس الذي أصبح بعد هجرة انطوان رئيسا لأساقفة فلورنسا كما وأخبره التجار الأجانب الوافدون على تونس بالعديد من المعجزات التي حصلت على يد مرشده الروحي بعد وفاته، غيّر هذا الخبر من حياة انطوان وكان سببا في توبته بعد مدة طويلة من الصلاة والتشفّع بمرشده الروحي إلى أن ظهر له هذا الأخير في ظهور إعجازي أخذ بعده أنطوان قراره القداسي بالعودة للمسيحية وعيش البتولية مرة أخرى كراهب من الدومنكان وكان هذا الأخير يعرف تمام المعرفة أن نتيجة قراره ستقابل حتما بالموت، لذلك قرر أنطوان إعلان إيمانه بالمسيح ستة أشهر لاحقا أثناء دخول احتفالي للسلطان أبي عمرو عثمان الحفصي لأسوار تونس، قضّى أنطوان هذه المدة في الصلاة والصوم والإماتات إلى أن جاء اليوم الذي كان ينتظره والذي يصادف يوم أحد الشعانين واستعدادا لهذا الحدث القداسي لبس أنطوان لباس رهبنته واحتفل بعيد أحد الشعانين بعد أن اعترف وتناول جسد المسيح ليخرج إثر ذلك لملاقاة الملك عند دخوله لأسوار المدينة وفي لحظة فارقة صرخ أنطوان نايرو أمام السلطان معلنا إيمانه بيسوع المسيح مخلصا وعودنه للمسيحية والرهبنة، وغاضبا، أمر السلطان أبو عمرو المنصور الحفصي أن يتم إبعاده عن أنظاره غلى أن ينظر القضاة في شأنه، فقضي أنطوان بضعة أيام أخيرة من حياته في السجن على الخبز والماء إلى أن حكم عليه يوم خميس الأسرار من الجمعة المقدسة بالإعدام بعد أن وقف أمام القضاة رافضا العودة للإسلام وذلك بأن يتم كسر أطرافه وسحق جسده رجما، فتم إخراجه إلى ساحة الإعدام يوم جمعة الآلام أي في ذكرى صلب المسيح وكان الشعب حاضرا ليشهد إعدامه بحماس، خلع أنطوان ثوب الرهبنة وأوصى الجلادين كوصية أخيرة له بأن يتم إعطاءه للرهبان الآخرين وقبلوا طلبه هذا، إثر ذلك ركع على ركبتية ليصلي عندها ارتمى جمهور كبير ممن شهدوا اعدامه عليه ضاربينه بالسكاكين والحجارة إلى مات شهيدا في نظر محبيه المسيحيين مجرما في نظر مبغضيه وذلك يوم 10 أفريل 1460 كما تم أخذ جثمانه وداروا به في كامل أرجاء المدينة من ثم تم الإلقاء به في خندق مليء بالقمامة نظرا لمنع الشريعة الإسلامية دفن المرتد في مقابر المسلمين إلا أن تجارا جنويين اشتروا جثمانه من السلطنة وعادوا بها إلى جنوة ومنها بعد ذلك إلى مدينة ريفولي مسقط رأسه حيث لايزال جثمانه مكرّما هناك في كنيسة القديسة مريم النجمة، وفي مستهل القرن العشرين تم نقل ذخيرة من رفاته إلى رئاسة أسقفية قرطاج وأسقفية إفريقيا الأولى حيث لا تزال محفوظة إلى اليوم في رعية الطوباوي أنطوان نايرو بالحمامات، وفي يوم 22 فيفري 1767 تم اعلانه طوباويا من قبل البابا كليمنت الثالث عشر وثُبّت الاحتفال بعيده يوم 10 أفريل من كل سنة أي في ذكرى يوم وفاته.
وخلال الهيمنة الإسبانية على السلطنة الحفصية زمن كل من أبي عبد الله الحسن الحفصي وأبي العباس أحمد بن الحسن الحفصي وأبي عبد الله محمد بن الحسن الحفصي كثُر الجنود المسيحيون والسياسيون والدبلوماسيون بالبلاد، كما تم منح جزيرة طبرقة إلى جمهورية جنوة سنة 1540 لتنمية الصيد وتجارة المرجان، فسكنها حوالي 2000 جنوي وكان بينهم كهنة وبقوا بها قرنين من الزمن.

خلال حكم الحفصيين للبلاد لم يوجد سوى تواصل واحد بين باباوات روما وسلاطين تونس وهو عبارة عن رسالة من البابا إنوسنت الرابع مؤرخة في 1246 موجهة للسلطان أبي زكرياء يحيى الحفصي.

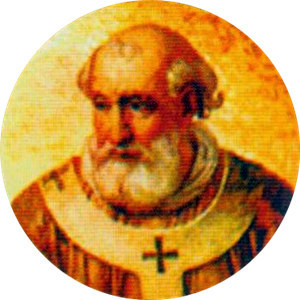
البابا غريغوي التاسع بابا روما بين 1227 و1241.
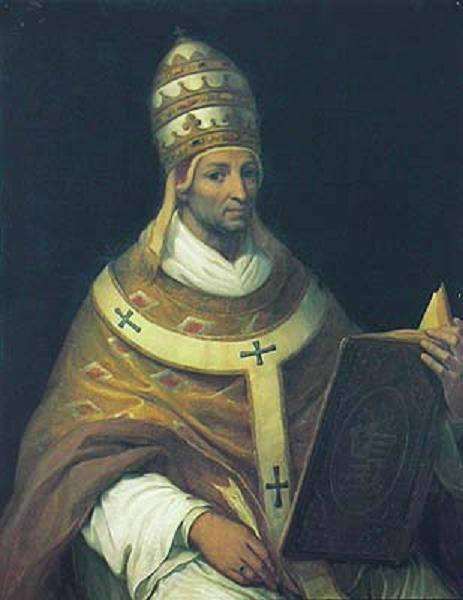
البابا يوحنا الثاني والعشرون بابا روما بين 1316 و1334.
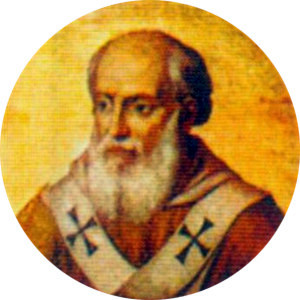
البابا إينوسنت الرابع بابا روما بين 1243 و1254.

##### زمن الأتراك

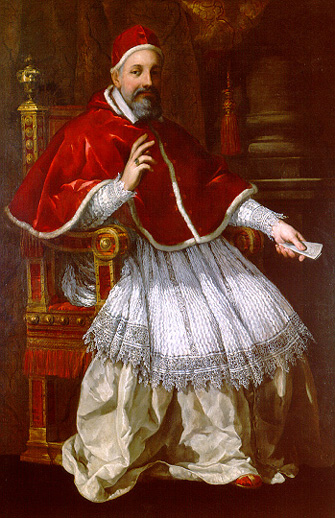
البابا أوربان الثامن بابا روما بين سنتي 1623 و 1644.

بقي الأمر على ماهو عليه زمن دخول العثمانيين للبلاد سنة 1574 بالنسبة للتجار والقناصلة الذين مازال عدد فنادقهم يزيد مع تقدم الزمن، أما الجنود المرتزقة فلا نعلم عن مصيرهم شيء بعد قدوم العثمانيين، وأما العبيد فقد ساء وضعهم جدا إلى زمن يوسف داي الذي قبل قرار البابا أوربان الثامن في تأسيس ولاية رسولية بتونس -وهي نوع من الإدارة الكنسية يوجد في البلدان التي لا تتوفر بها الظروف الكاملة لتأسيس أسقفية- وكان ذلك يوم 20 أفريل/أبريل 1624 في وثيقة (Dilecto filio) وأسند مهمة إدارتها إلى الرهبان الفرنسيسكان الكبوشيين وكان معهم في الخدمة الرهبنة اللعازية المرسلة من قبل القديس فنسون دو بول والرهبنة الثالوثية.

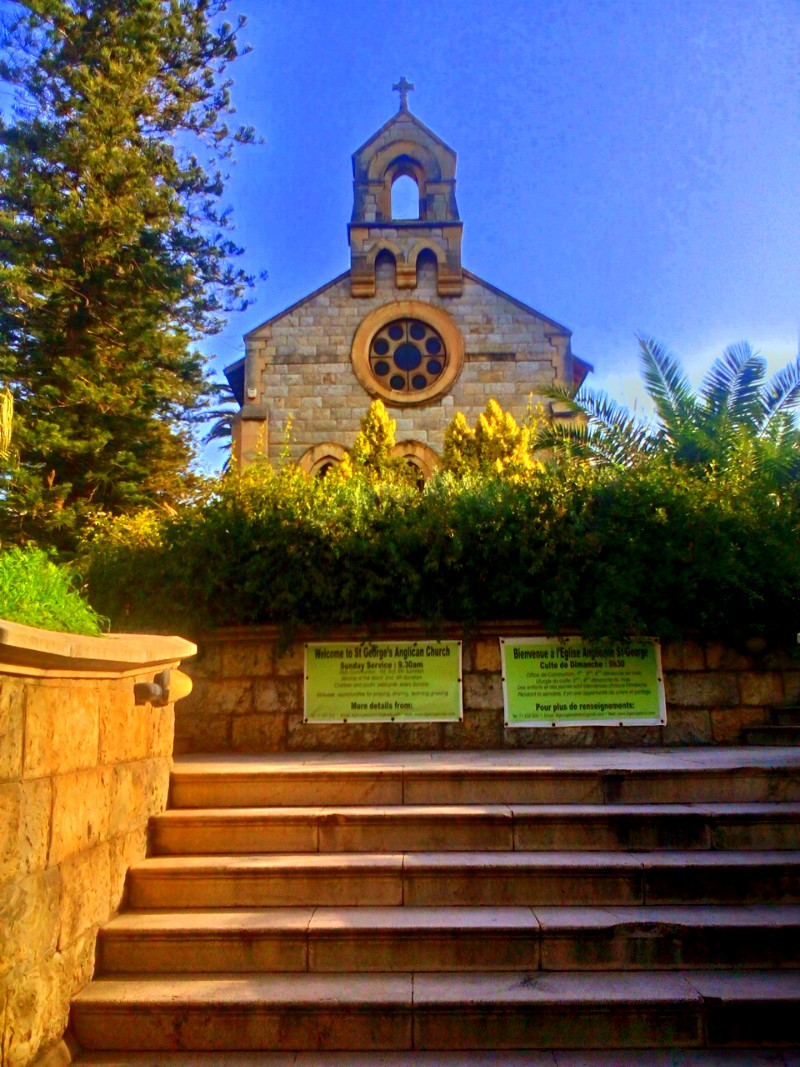
كنيسة القديس جورج الإنجليكانية بحي الحفصية، تونس.

وفي سنة 1696 بنى رمضان باي كنيسة القديس جورج الإنجليكانية بتونس خارج أسوار المدينة عند باب قرطاجنة من أجل دفن جثمان أمه مريا الإيطالية زوجة والده مراد باي الثاني، وأعاد بناءها بعد دلك المشير أحمد باي بشكلها الحالي سنة 1848 وتم اسناد إدارتها إلى قنصلية بريطانيا بتونس.

في سنة 1741 قام علي باي الأول بدخول جزيرة طبرقة والسيطرة عليها فسبى كل من كان بها من الجنويين فأصبحوا عبيدا للإيالة التونسية، لينتهي بذلك وجود المسيحية بطبرقة الذي تجاوز 200 سنة وبذلك يمكننا الحديث عن عودة المسيحية المحلية بالبلاد للمرة الثانية لكنها من أصول أجنبية. سبى علي باي الأول 842 جنوي من الجزيرة إلى تونس والبقية فروا إلى كرلوفورتا وجزيرتي سان بياترو وسانت أنتيوكو جنوب سردينيا وسلالاتهم لازالت موجودة هناك إلى اليوم يحملون لقب «تبركيني:Tabarchini» ويبلغ عددهم اليوم حوالي 10.000 شخص يتحدثون اللغة الإيطالية التبركينية، ولما سمعت الكنيسة في تونس ممثلة في شخص أنطوان دي نوفالارا الوالي الرسولي بتونس (1738-1744) حدث سبي سكان جزيرة طبرقة المسيحيين قررت الكنيسة اقتراض الأموال الطائلة منأجل تحريرهم ما سبب عجزا ماليا رهيبا في ميزانية الولاية الرسولية كان سؤجي إلى حل هده المؤسسة الكنسية بالبلاد وطرد ممثليها لولا تدخل قنصل هولاندا بتونس غيوم بلومان لدفع قيمة الدين من ماله الخاص سنة 1753 منقدا بدلك الكنيسة من خطر وشيك كان يهددها. 

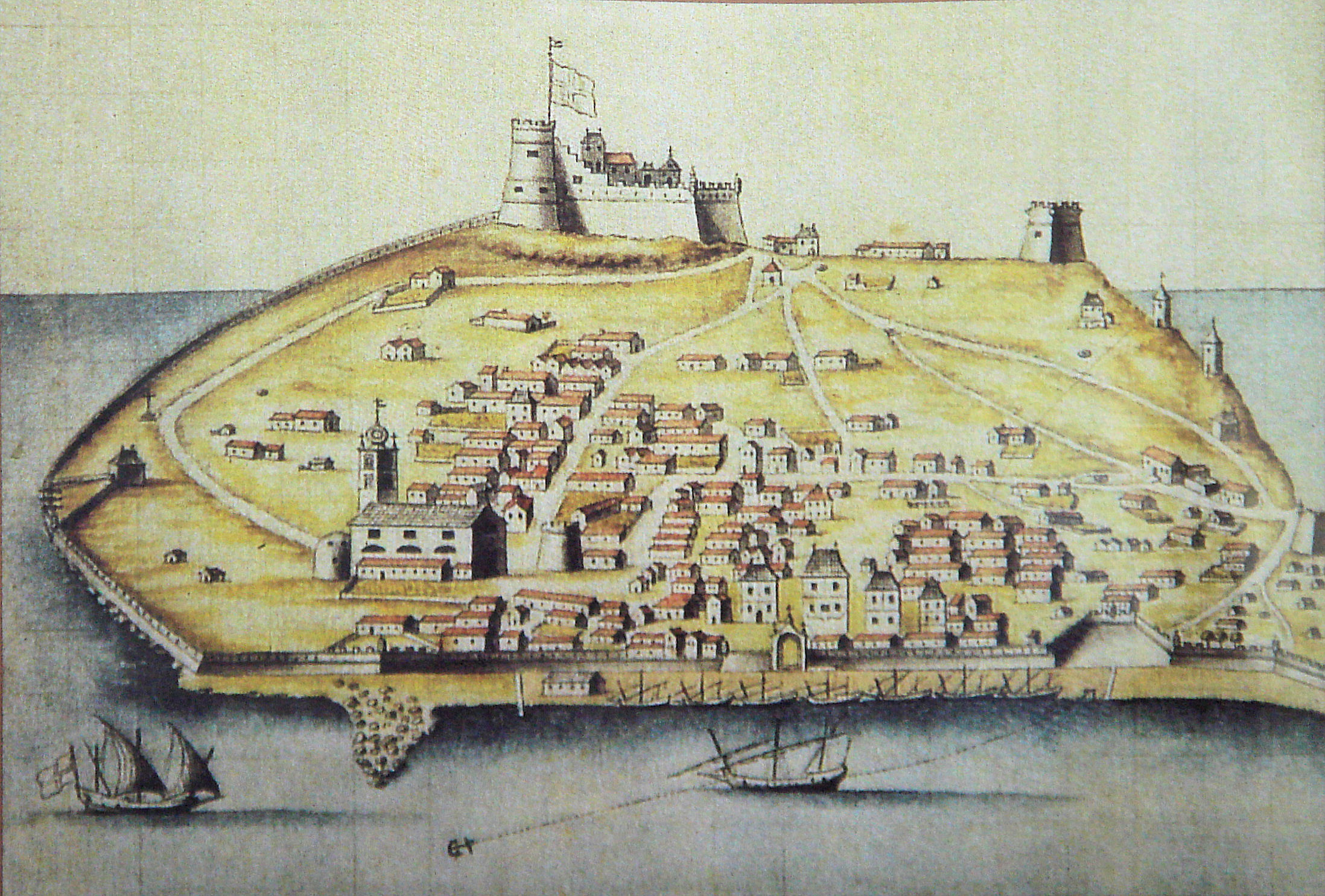
جزيرة طبرقة في القرن السابع عشر.
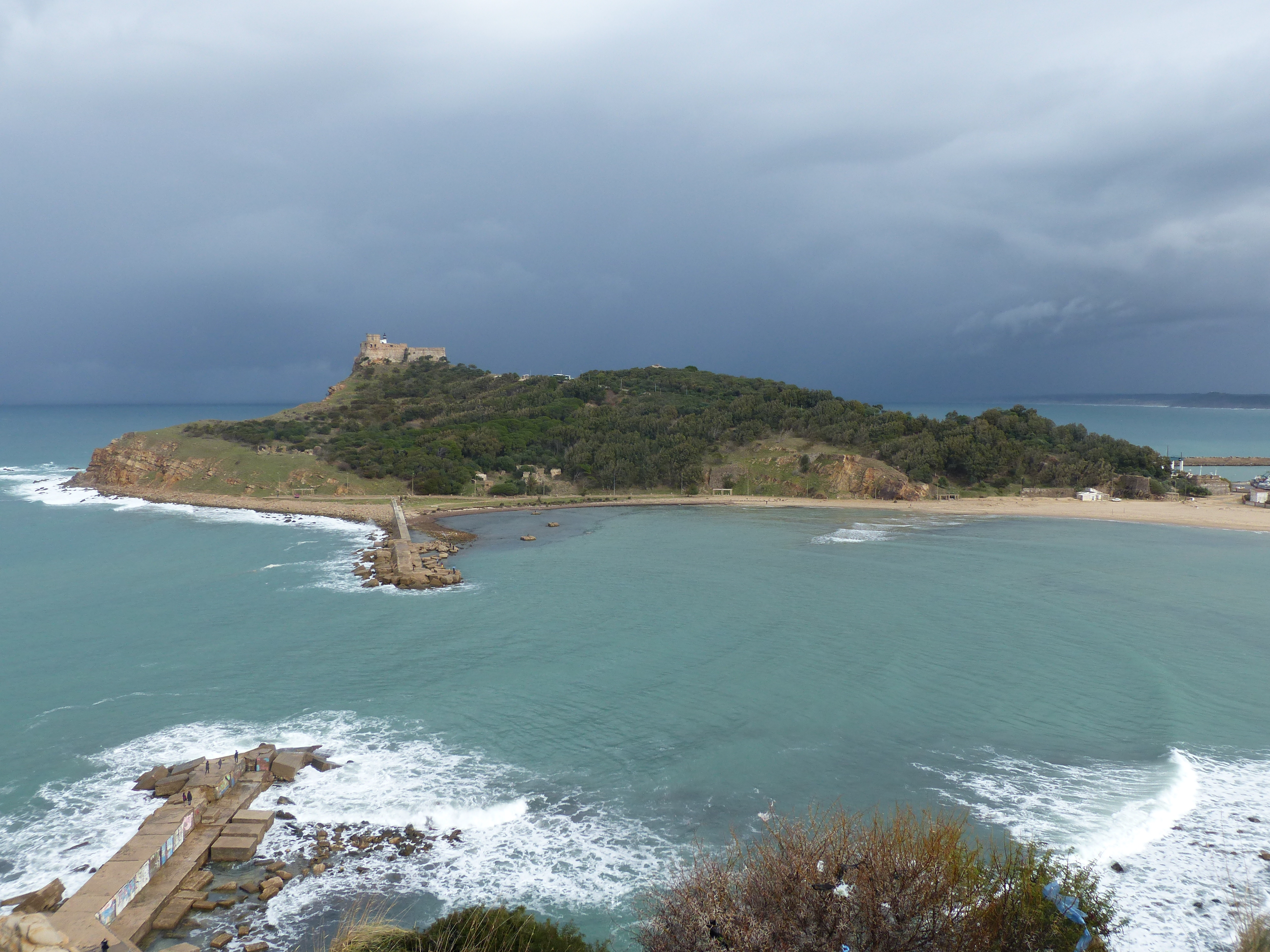
جزيرة طبرقة اليوم.
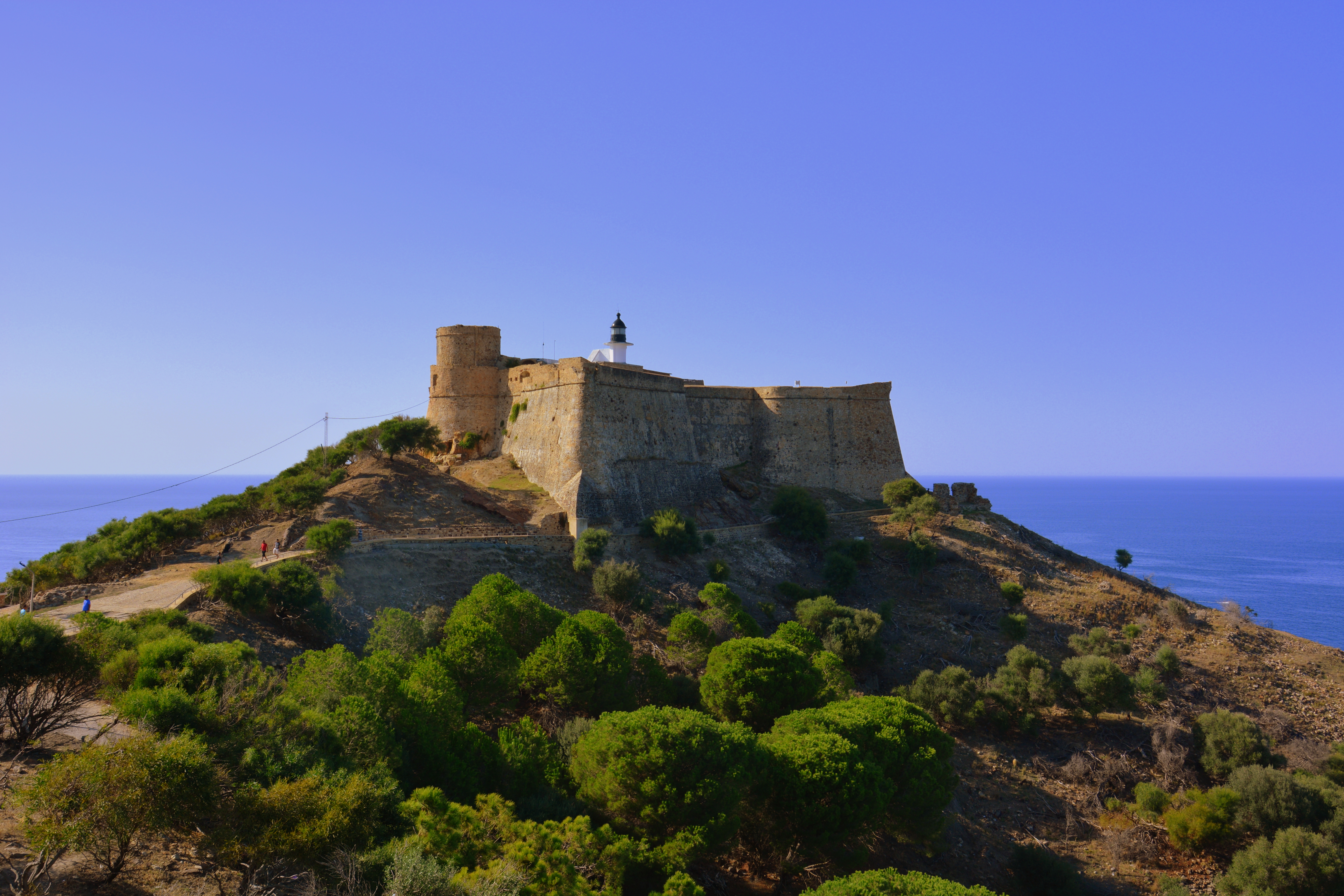
حصن الجزيرة اليوم.
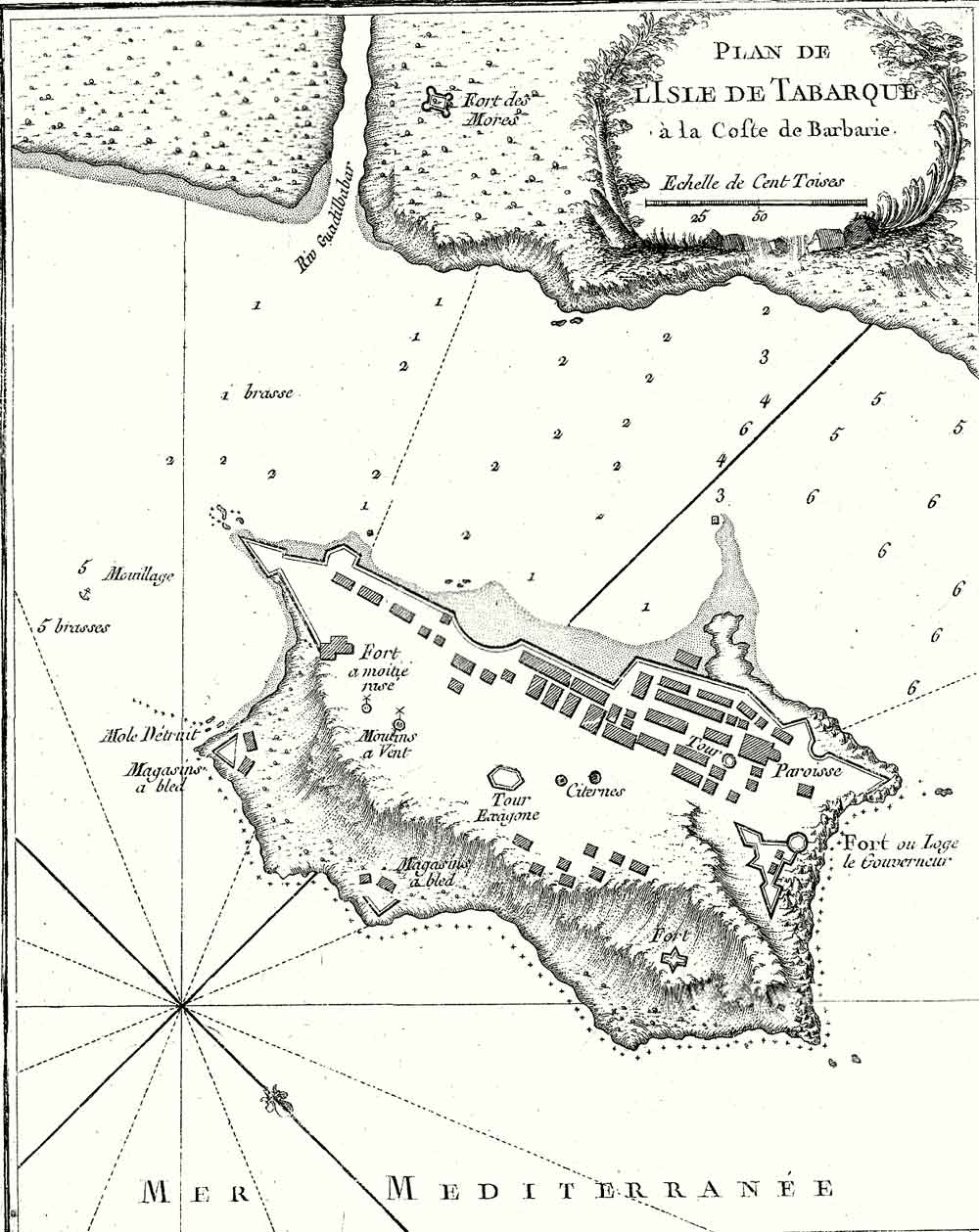
تخطيط جزيرة طبرقة في القرن الثامن عشر.

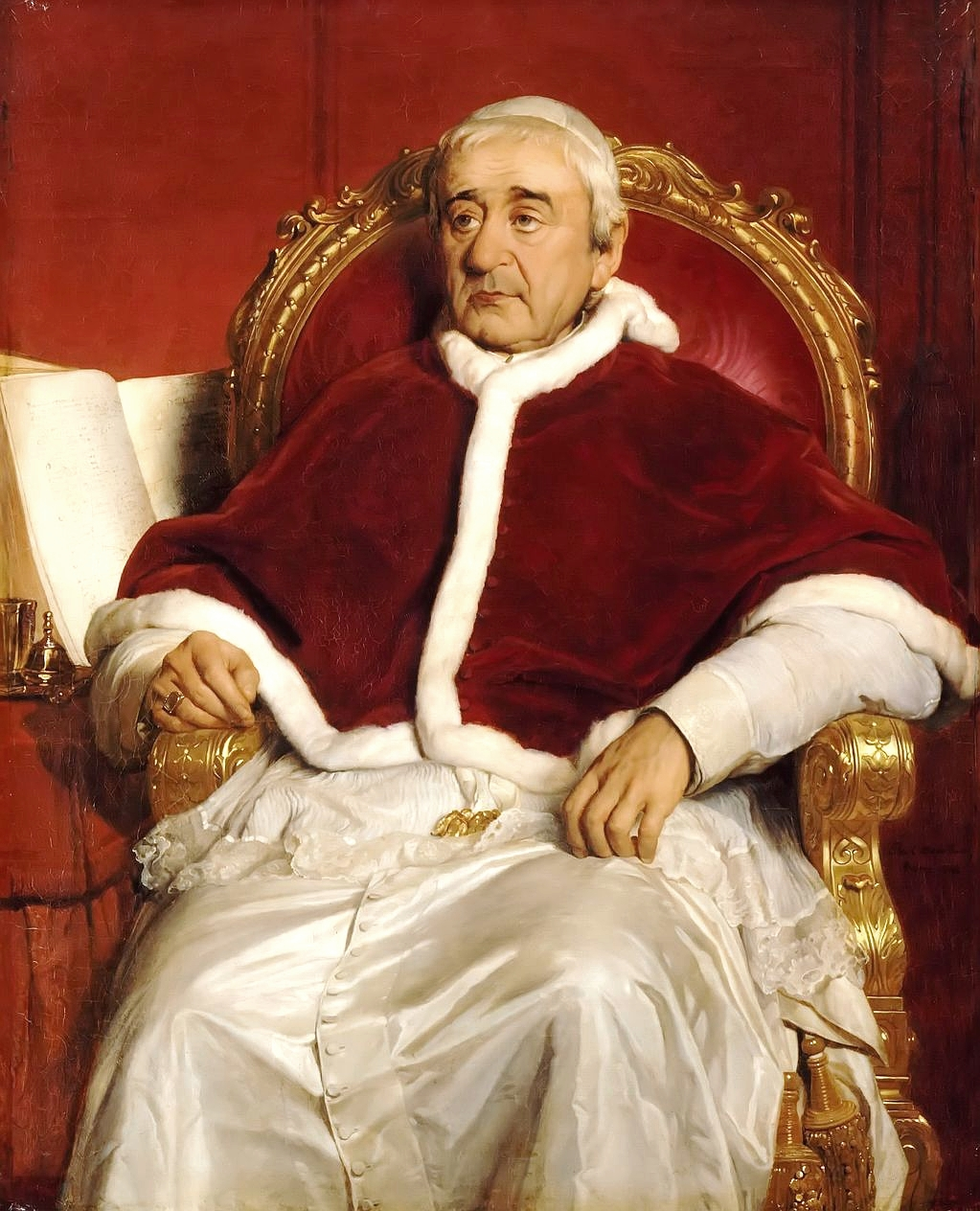
البابا غريغوري السادس عشر بابا روما بين سنتي 1831 و1846.

وفي يوم 12 ديسمبر/كانون الأول 1772 تم ضم الولاية الرسولية بتونس إلى إدارة المندوبية الرسولية بالجزائر في وثيقة (Pro commissa)، قبل أن يتم رفعها إلى النيابة الرسولية بتونس مستقلةً بذلك عن إدارة أسقفية الجزائر وذلك يوم 21 مارس/آذار 1843 زمن البابا غريغوري السادس عشر وذلك في وثيقة (Ex-dette)، وتم خلال هذه الفترة (1624-1843) تأسيس كنيسة وعديد المصليات الكنسية أما الكنيسة فهي: كنيسة الصليب المقدس بالمدينة العتيقة بتونس سنة 1662 ومصلى الطوباوي أنطوان نايرو سنة 1650 في المكان الذي يعرف اليوم بوزارة المرأة، والمصليات الكنسية عديدة في مدن كثيرة في الإيالة التونسية ولعل أهمها مصلّى القديس لويس في قرطاج الذي ابتدأ بناءه سنة 1840.

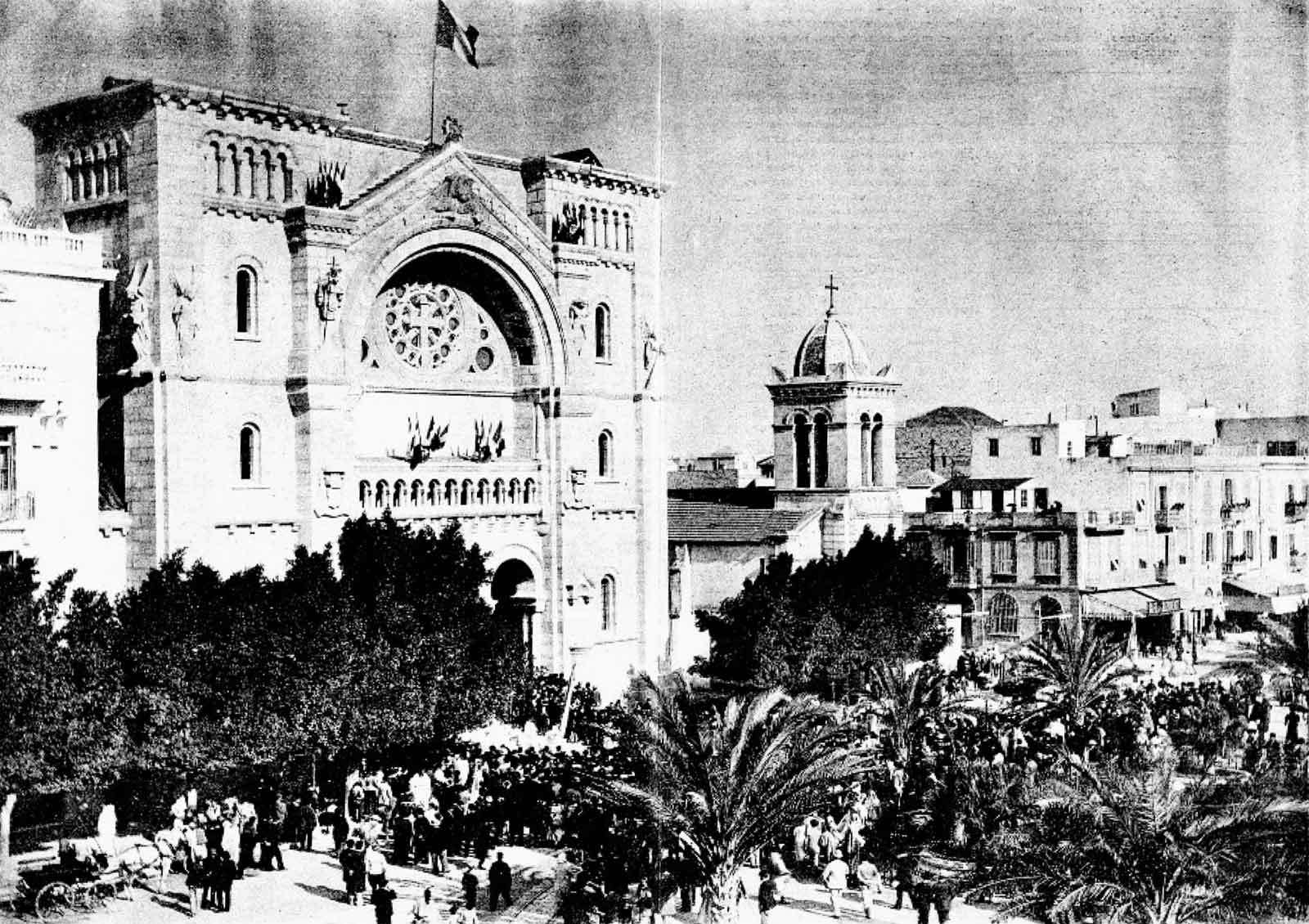
مصلى الطوباوي أنطوان نايرو المبني سنة 1650 بجانب كاتدرائية تونس التقطت الصورة سنة 1897.
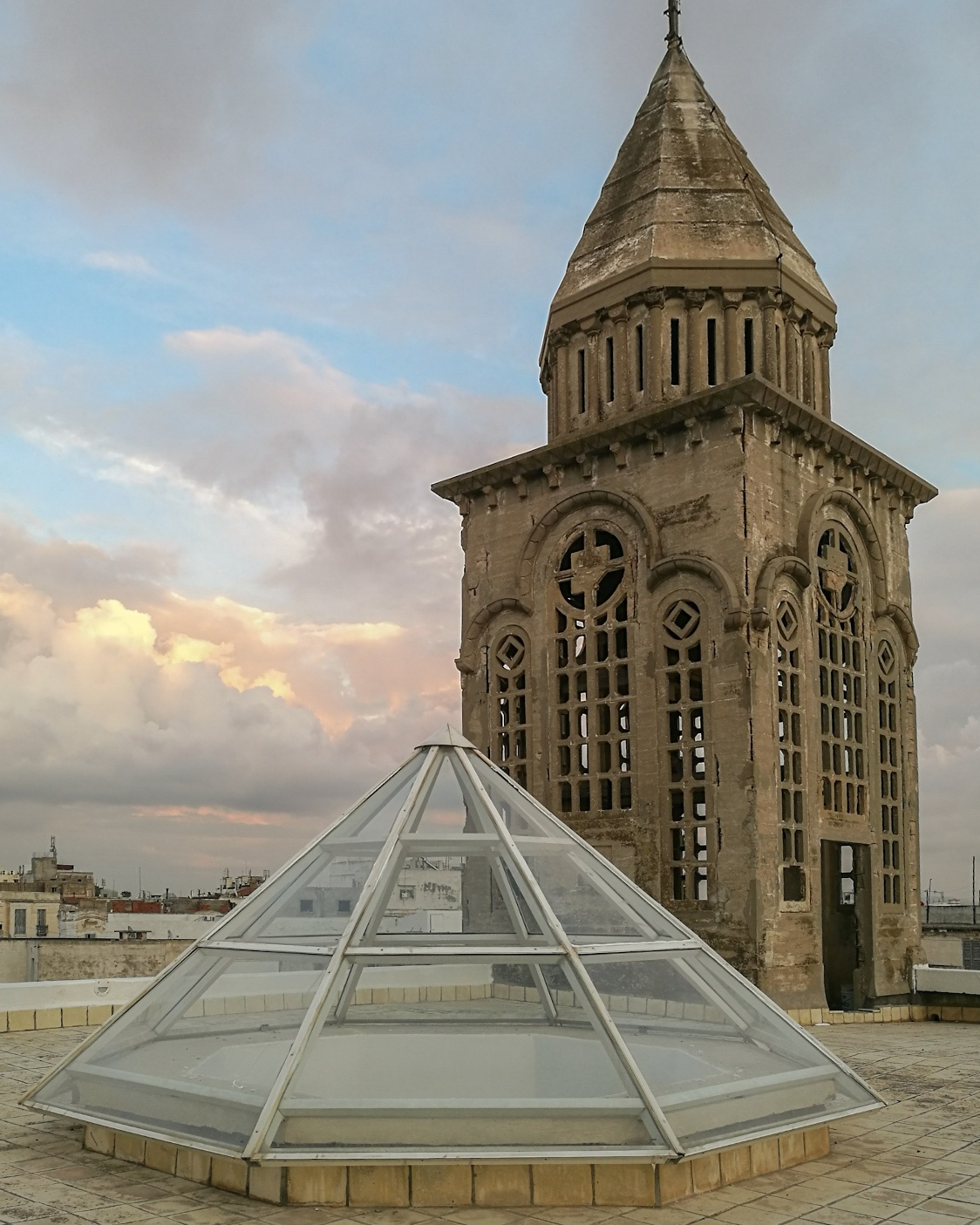
كنيسة الصليب المقدس المبنية سنة 1662.
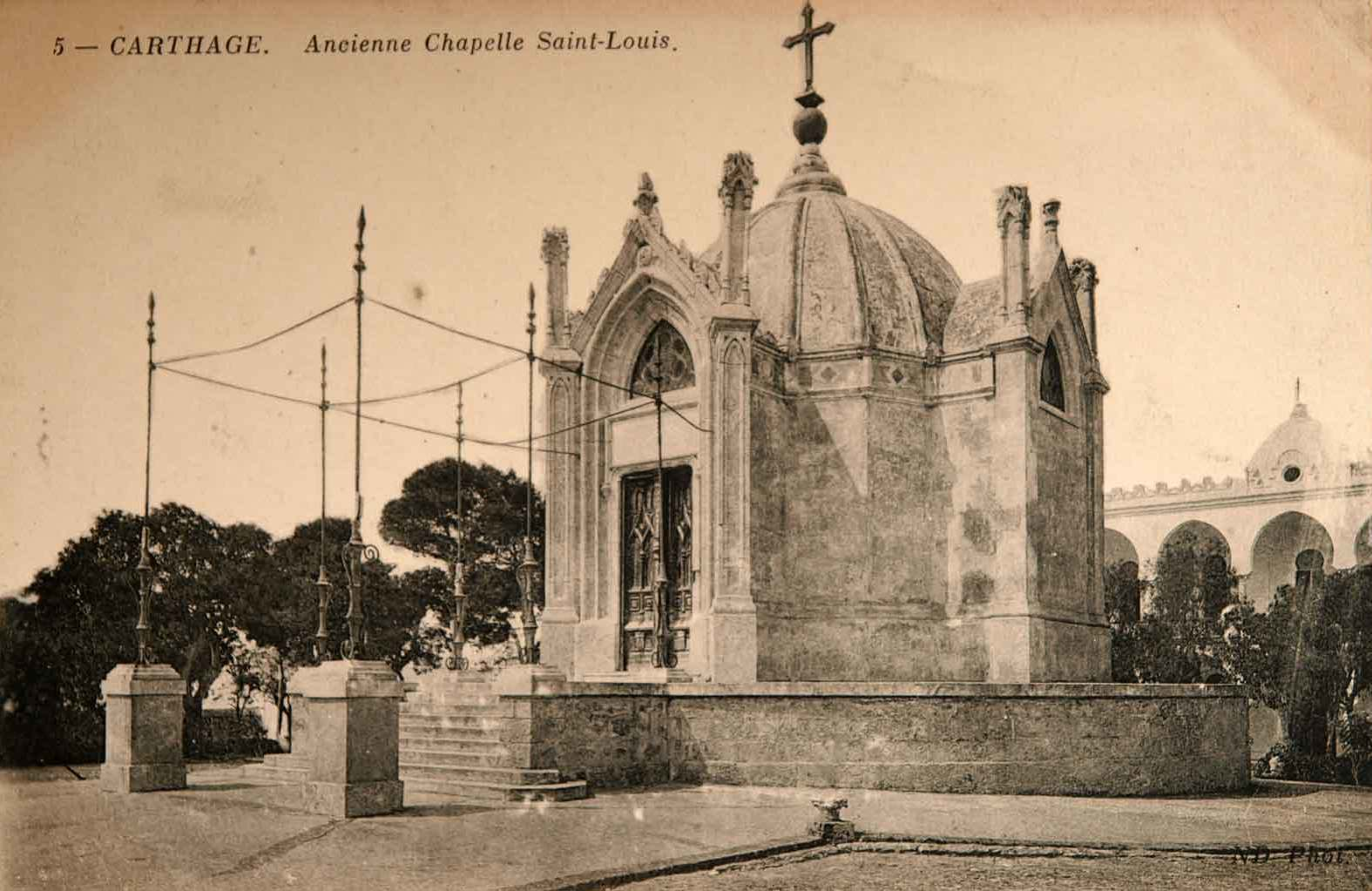
مصلى القديس لويس بقرطاج، ابتدأ بناؤه سنة 1840.

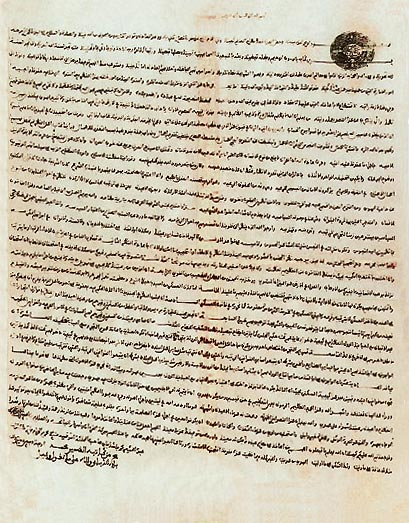
وثيقة عهد الأمان الصادرة يوم 8 سبتمبر 1857.

كثرت الجاليات الأجنبية زمن المندوبية الرسولية مقارنة بالماضي مما دعى إلى إقامة عدد من كناس في أماكن مختلفة من البلاد، وهي: كنيسة القديس أوغسينوس بحلق الوادي، كنيسة القديس بطرس الرسول بغار الملح، كنيسة سيدة جبل الكرمل بالمهدية، كنيسة القديس يوسف بجربة، كنيسة القديس بطرس والقديس بولس بصفاقس، كنيسة سيدة الحبل بلا دنس بالمدينة العتيقة سوسة،كنيسة بنزرت وكنيسة المنستير بالإضافة إلى الكنيستين القديمتين بمدينة تونس التي تم ترميمهما وتوسيعهما خاصة كنيسة الصليب المقدس.

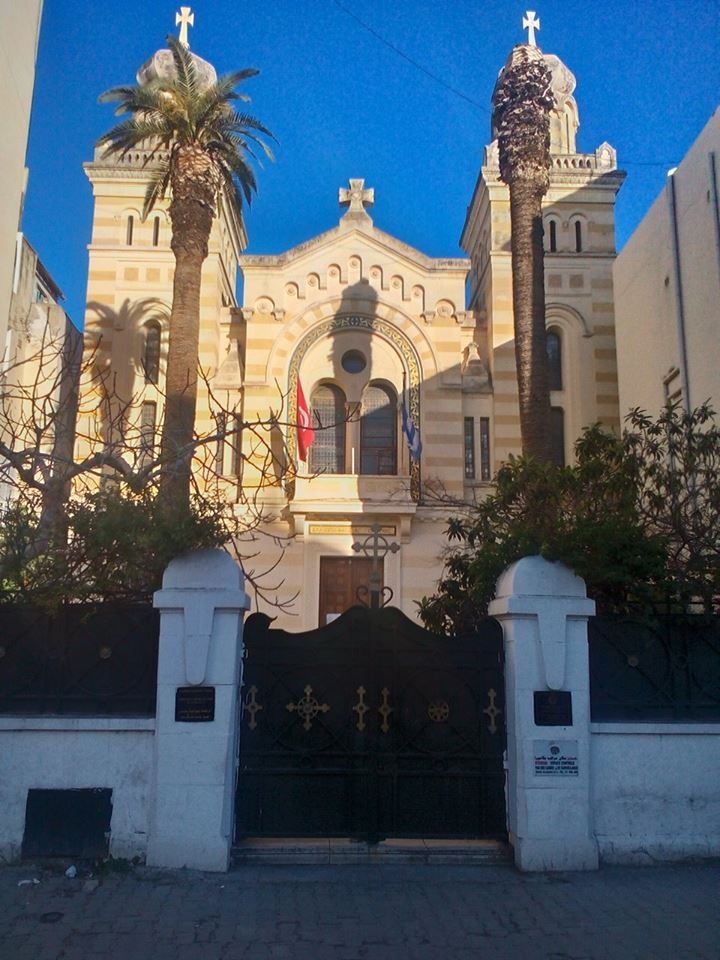
كنيسة القديس جاورجيوس بتونس مقر مطرانية قرطاج للروم الأرثودكس

وفي القرن التاسع عشر عدنا للحديث عن مسيحية محلية بالبلاد للمرة الثالثة لكنها من أصول أجنبية، أي أبناء وأحفاد الجاليات الأجنبية الذين ولدوا في تونس وكانوا من أصول إيطالية ومالطية ولعل أبز الشخصيات من هذه الفئة الاجتماعية جوزيف رافو ترجمان ومستشار مصطفى باي وزير الخارجية لدى المملكة التونسية زمن المشير أحمد باي الأول الذي هو نفسه كان ابنا لأم مسيحية من أصل إيطالي وهي فرنشسكا روسّو ما يُفسر تسامحه ومساعدته للأقلية المسيحية بالبلاد وسماح والده مصطفى باي الدي هو زوج فرنشسكا ببناء كنيسة بسوسة زمن حكمه سنة 1836، وكدلك الأمر بالنسبة لابنه أحمد باي، وكثرت هذه الفئة في البلاد لكن الكثير منهم هاجر اثر استقلال البلاد من الحماية الفرنسية ولم يبق إلا قلة.
وسيرا على نفس السياسة التي نهجتها الإيالة التونسية من تسامح مع غير المسلمين أصدر محمد باشا باي خليفة المشير أحمد باي وثيقة عهد الأمان يوم 8 سبتمبر 1857 والتي أكد في القاعدة الأولى منه على «الأمان لسائر الرعية وسكان الإيالة على اختلاف الأديان والألسنة والألوان» وفي القاعدة الثالثة منه على «التسوية بين المسلم وغيره من سكّان الإيالة في استحقاق الإنصاف» ماساهم بدوره في تحسن أوضاع الأقليات المسيحية في البلاد.
وفي زمن حكم محمد الصادق باي قام هدا الأخير بالسماح للجالية اليونانية بتأسيس كنيسة القديس جاورجيوس بتونس التي هي مقر مطرانية قرطاج للروم الأرثودكس سنة 1862 وتتولت قنصلية مملكة اليونان إدارتها وكانت في البداية كنيسة صغيرة في إحدى الزقاقات المدينة العتيقة القريبة من باب بحر، وقد تم إعادة بنائها وترميمها بشكلها الحالي في وسط المدينة الحديثة بعد ذلك وتم افتتاحها سنة 1901.

في هذه الفترة التي سبقت مجيء الحماية الفرنسية سجلنا بضعة حالات اعتناق للمسيحية الكاثوليكية من السكان المحليين المسلمين وخاصة اليهود، وأول اسم تم تسجيله في أرشيفات شهائد المعمودية بالكنيسة هو عزّوز بن حسّونة بن سليمان الزّواري من مواليد الحاضرة تونس سنة 1796، لنعود بذلك للحديث عن مسيحية محلية بالبلاد للمرة الرابعة ولأول مرة من أصول تونسية أصيلة.

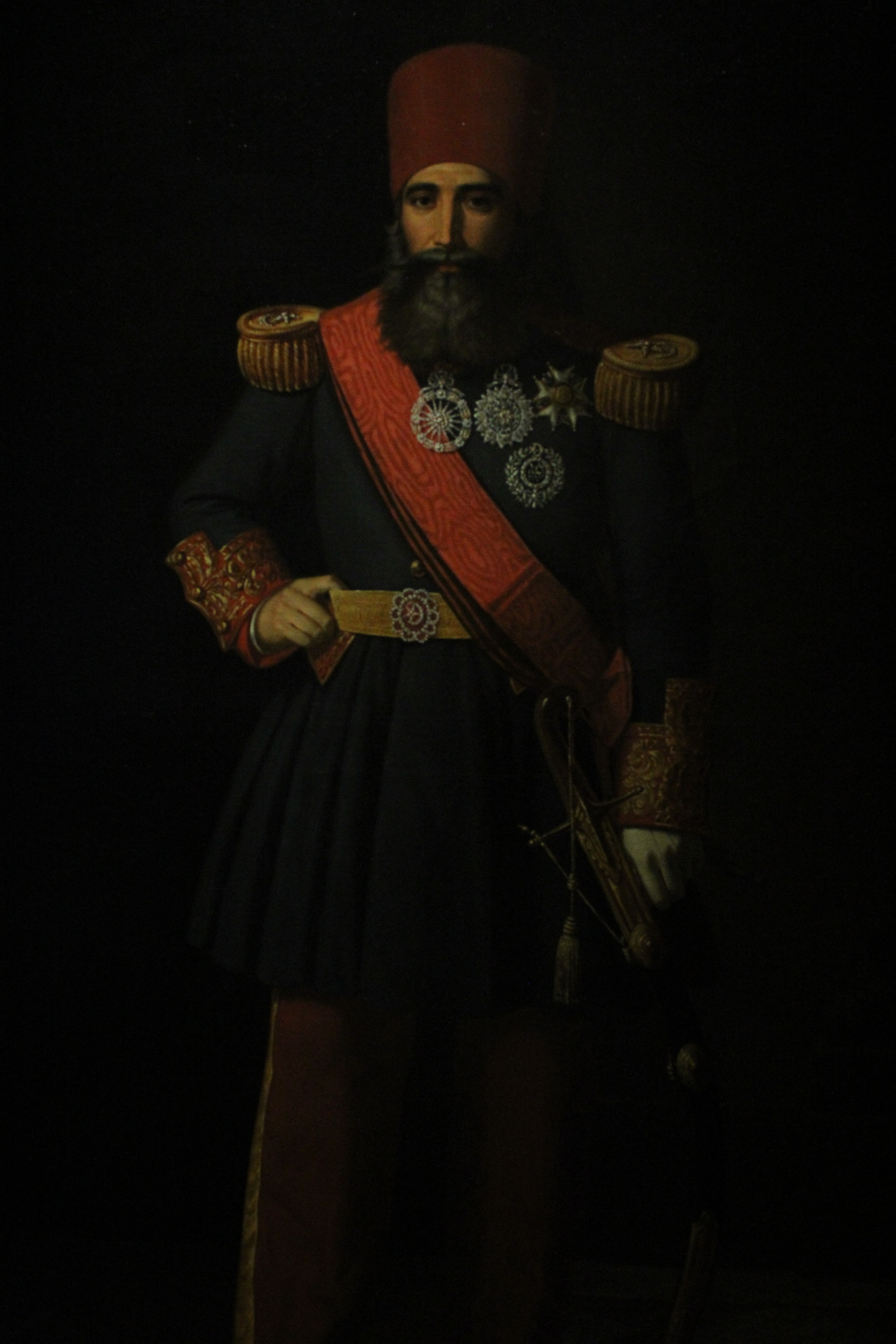
المشير أحمد باشا باي، باي تونس بين سنتي 1837 و1855.
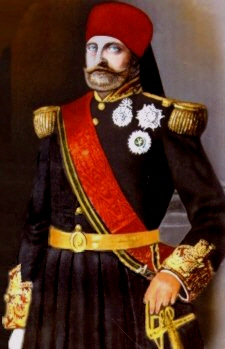
محمد باشا باي، باي تونس بين سنتي 1855 و1859.
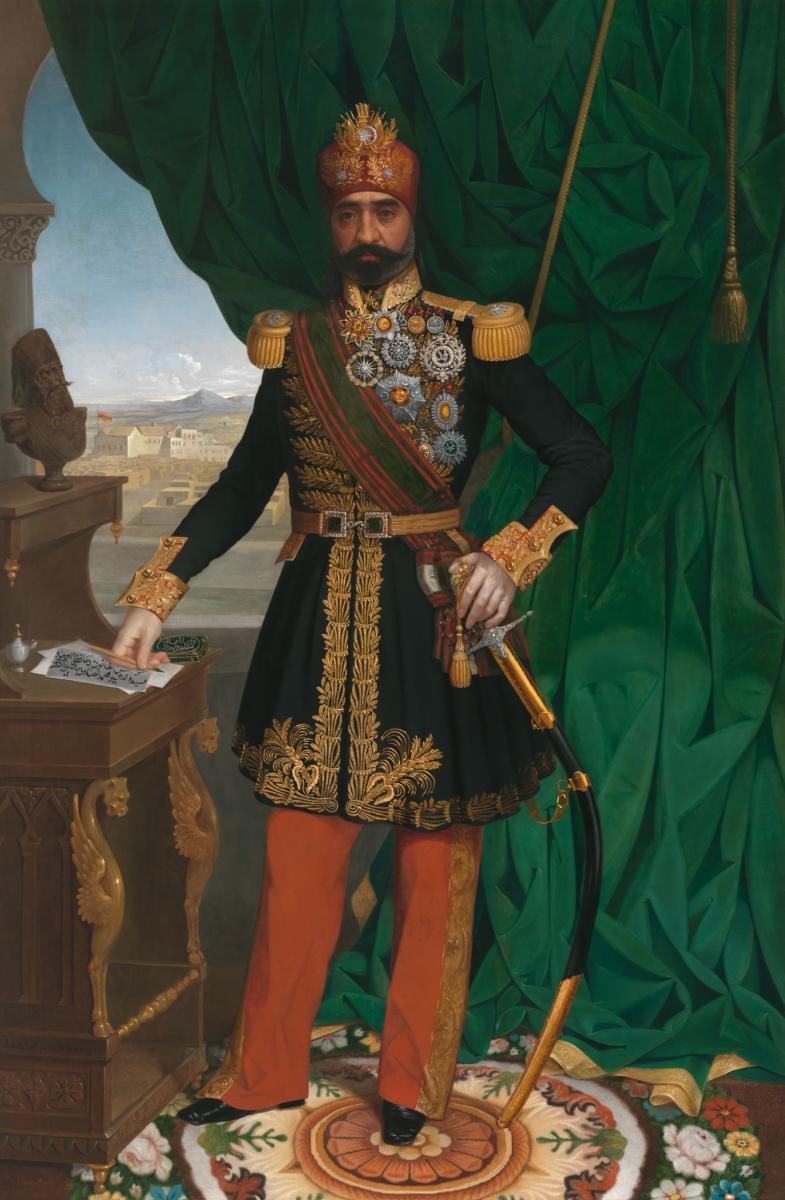
محمد الصادق باشا باي، حاكم تونس بين سنتي 1859 و1882.

##### زمن الفرنسيين

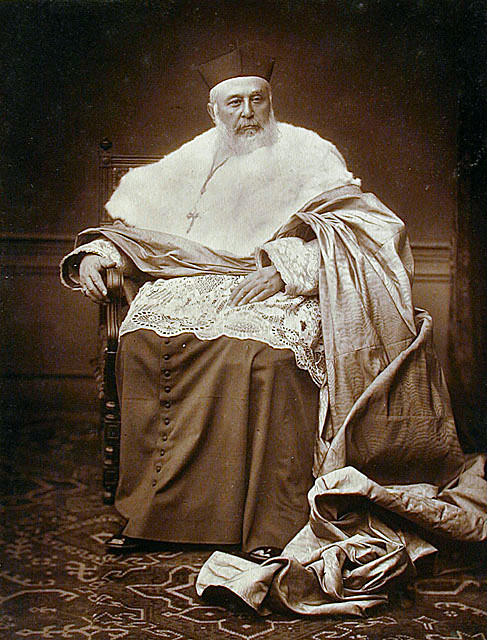
الكاردينال شارل لافيجري.

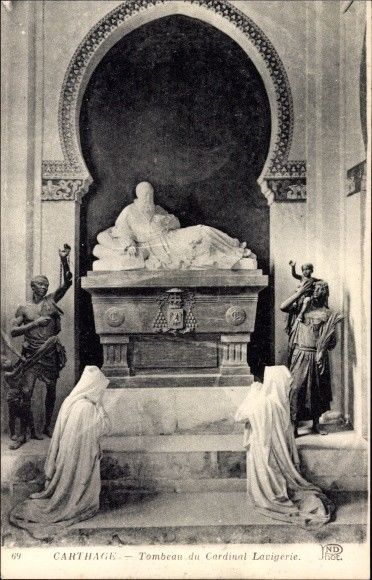
قبر الكاردينال لافيجري في كاتدرائية القديس لويس والقديس سبريانوس بقرطاج.

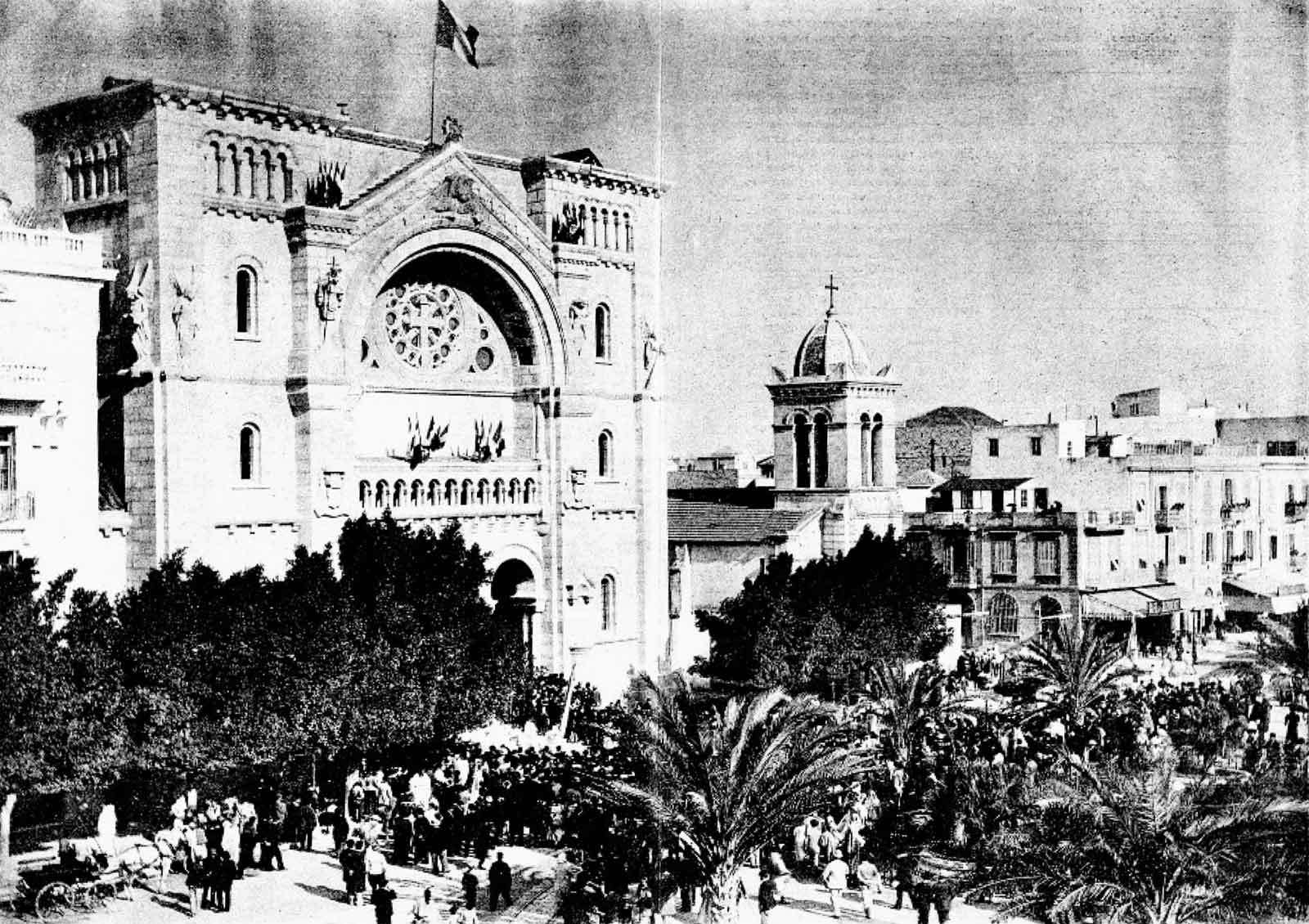
مصلّى الطوباوي أنطوان نايرو من عن يمين كاتدرائية القديس فنسون دو بول والقديسة أوليفيا بتونس والذي شغل كبرو-كاتدرائية لرئاسة أسقفية قرطاج من 1884 إلى 1890.

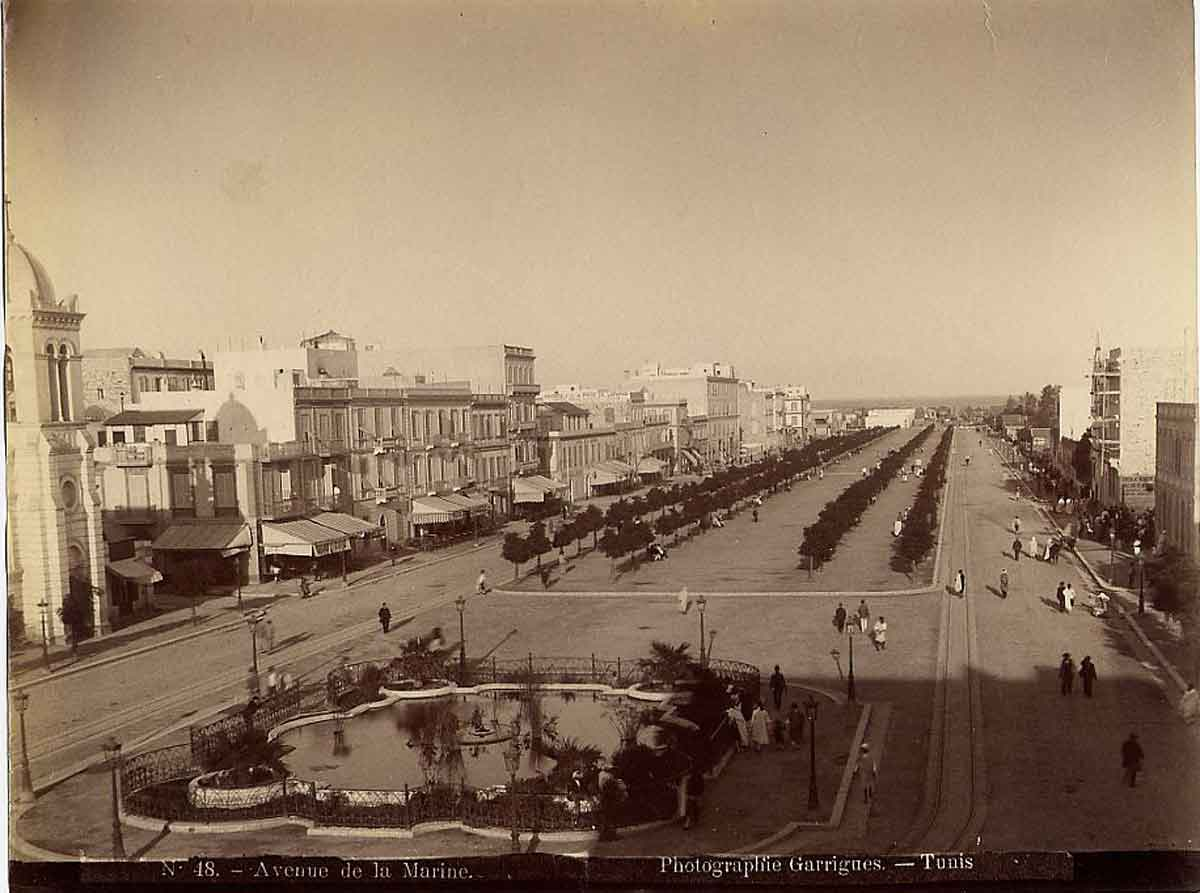
برو-كاتدرائية الطوباوي أنطوان نايرو عن يسار الصورة مطلّة على شارع البحرية سنة 1885.

سنة 1881 تم انتصاب الحماية الفرنسية بتونس بموجب معاهدة باردو المبرمة يوم 12 ماي 1881، فهم النائب الرسولي بتونس الأسقف فيديل سوتير أن مدة إدارته للكنيسة في تونس قد انتهت وفضل الخروج من الباب الكبير بالاستقالة على ان يتم طرده من سلطة الحماية، وفعلا تم ذلك ففي يوم 28 جوان 1881 تم قبول استقالة الأسقف سوتير بحجة بلوغه سن 85 سنة وقدم أسماء 3 آباء الذين بإمكانهم إنشاء توازن في العلاقات الديبلوماسية بين تونس وباريس وروما وكانوا من رهبنته الكبّوشية التي كانت تدير الكنيسة في تونس من قرون، في نفس اليوم عين البابا لاون الثالث عشر شارل لافيجري رئيس أساقفة الجزائر مديرا رسوليا على النيابة الرسولية بتونس مع الإقامة في الجزائر إلى حين تعيين نائب رسولي جديد، وفي السنة الموالية يوم 3 جويلية 1882 تم تعيين فرنشسكو مريّا رُوادا أسقفا ثانويّا للنيابة الرسولية بتونس مع الإقامة بها قصد مساعدة المدير الرسولي الأسقف لافيجري على قيامه بمهامه نظرا لإقامته بعيدا في الجزائر وفي نفس اليوم تم رفع هذا الأخير إلى رتبة كاردينال، وفي يوم 12 أوت 1884 تم تعيين الأسقف سبيريديون بوهادجيار ـوهو من الثلاثة الذين اقترحهم الأسقف فيديل سوتيرـ من قبل البابا لاون الثالث عشر نائبا رسوليا لتونس إلا أن وجوده في هذا المنصب لم يدم إذ قرر البابا لاون الثالث عشر يوم 10 نوفمبر 1884 إعادة إحياء رئاسة أسقفية قرطاج في وثيقة (Materna Ecclesiae caritas) واختار رئيس أساقفة الجزائر الكاردينال الفرنسي شارل لافيجري رئيسا لأساقفة قرطاج وأسقف إفريقيا الأول نظرا للأعمال القيمة التي قام بها مدة إدارته المؤقتة للنيابة الرسولية بتونس، وتم إتخاذ مصلّى الطوباوي أنطوان نايرو الكنسي بتونس برو-كاتدرائية (أي كاتدرائية خارج مدينة الأسقفية) لرئاسة أسقفية قرطاج.

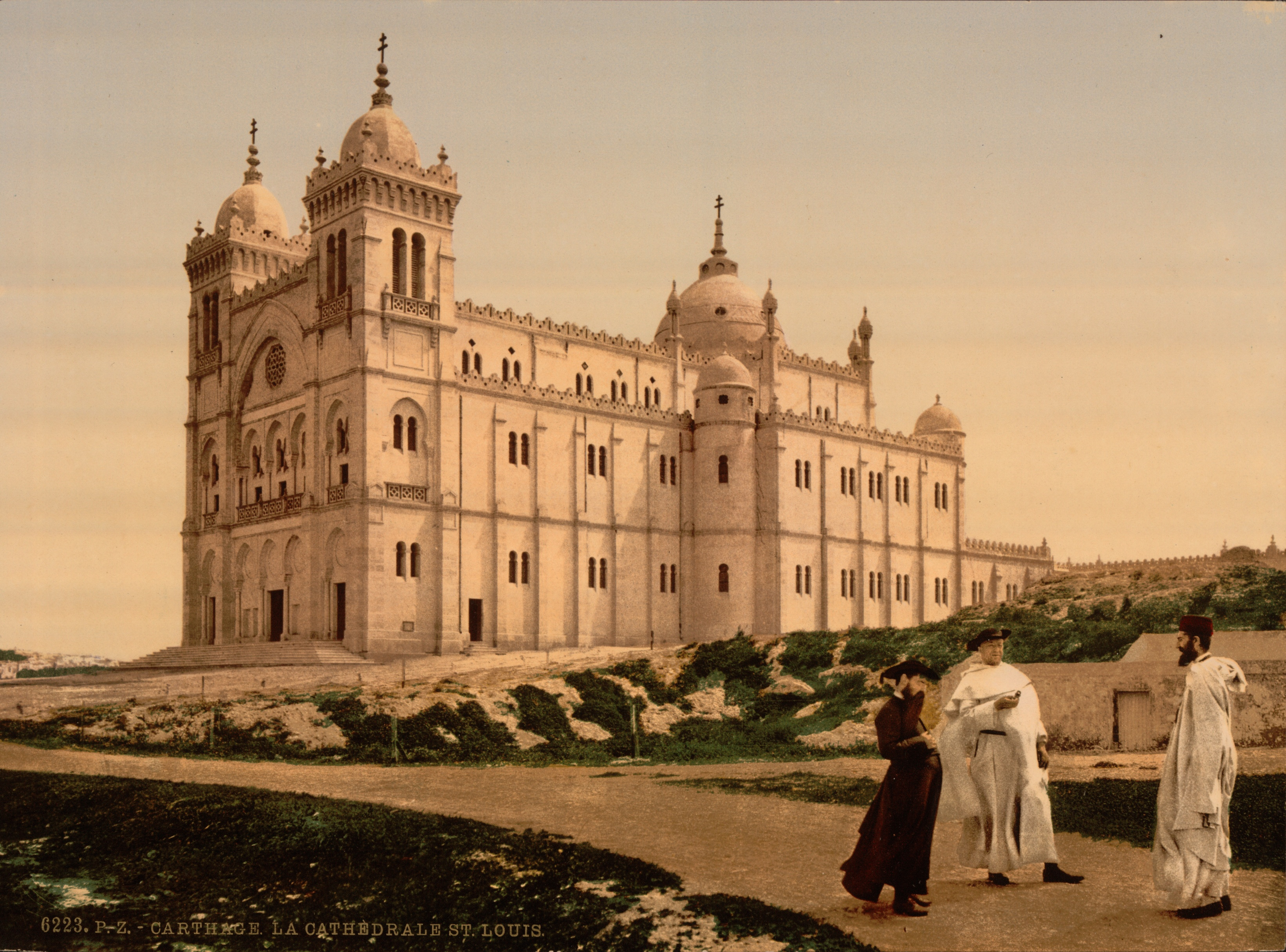
كاتدرائية القديس لويس والقديس سبريانوس بقرطاج في نهاية القرن التاسع عشر.

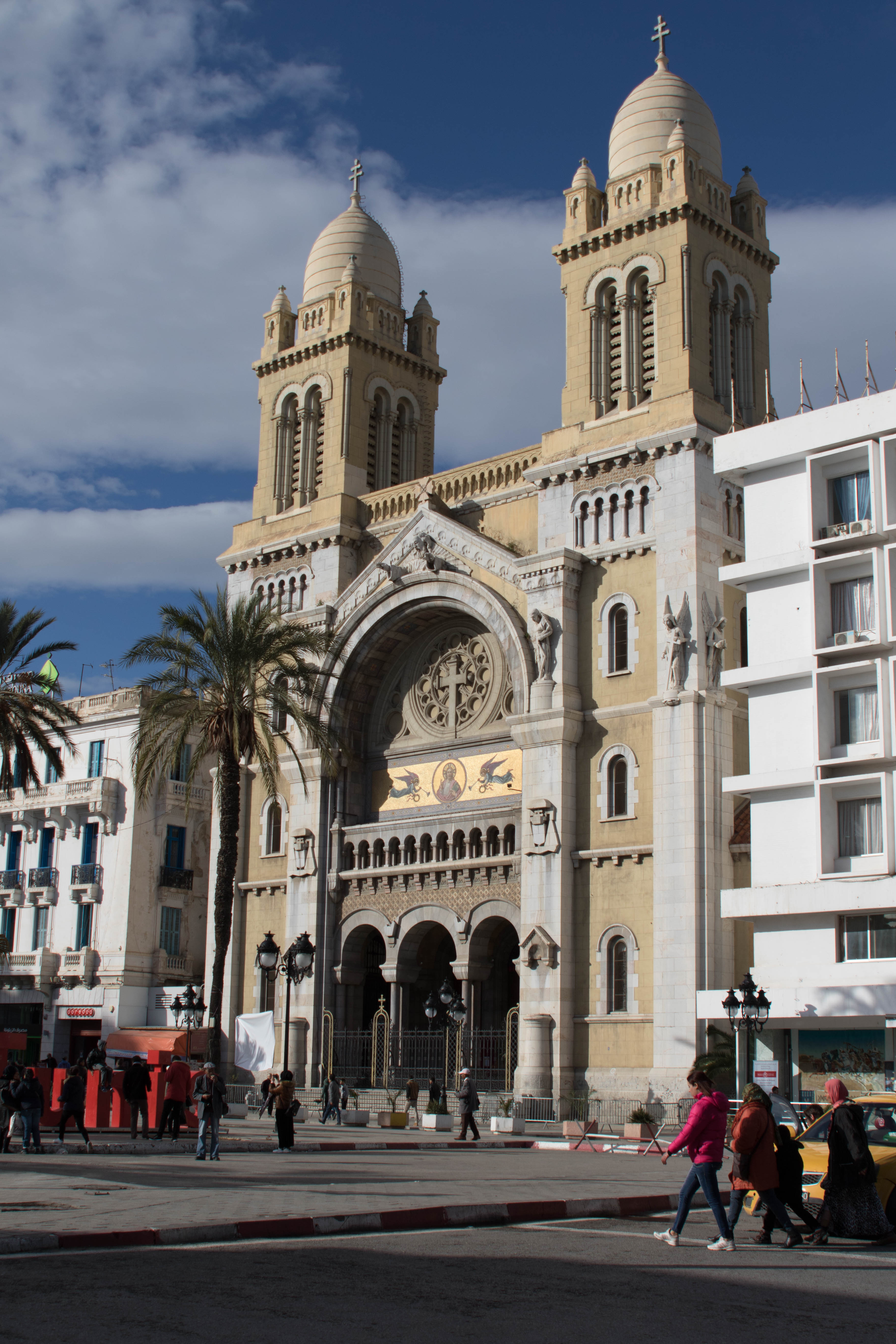
كاتدرائية القديس فنسون دو بول والقديسة أوليفيا بتونس.

مباشرة بعد تولي الكاردينال لافيجري لمنصبه قام مباشرة بالشروع في بناء كاتدرائية القديس لويس والقديس سبريانوس على هضبة بيرصا بقرطاج والتي تم تكريسها رسميا ككاتدرئية لرئاسة أسقفة قرطاج يوم 15 ماي 1890، مباشرة بعد الانتهاء من بناء كاتدرائية قرطاج وضع الكاردينال لافيجري يوم 19 ماي 1890 حجر أساس كو-كاتدرائية (أي كاتدرائية مساعدة للكاتدرائية الأم) القديس فنسون دو بول والقديسة أوليفيا بتونس وكانت رئاسة أسقفية قرطاج منقسمة إلى ثلاثة جهات: قرطاج وتونس وصفاقس ويرأس كل جهة أسقف، بالتوازي مع ذلك سحب الكاردينال لافيجري مهمة إدارة الكنيسة من الرهبان الكبوشيين متهما إياهم بالتسبب في تدهور أوضاع الكنيسة في تونس لقرون خاصة بعد حادثة تحرير عبيد طبرقة التي كادت ان تقضي على وجود الكنيسة بتونس لولا تدخل قنصل هولاندا في تلك الفترة وقام بطردهم تدريجيا من البلاد وكان خروج آخر كهنة من البلاد سنة 1891 وهم كهنة رعية كنيسة الصليب المقدس بمدينة تونس العتيقة، وقام بتعويضهم أساسا بكهنة أسقفيين وبالأباء البيض الذي قام بتأسيسهم قبل سنوات في الجزائر بالإضافة إلى بضع رهبنات أخرى، ما أثار غضب الجالية الإيطالية والمالطية في تلك الفترة التي كانت تشكل غالبية الكنيسة منذ انتصاب الحماية إلى أوائل ثلاثينات القرن العشرين، كما قام الكاردينال لافيجري ببناء بعض الكنائس الأخرى إضافة إلى دير الكرمل بقرطاج للراهبات الكرمليات وهو الذي تم تحويله اليوم إلى المركز الوطني لتكوين المكونين في التعليم وملجأ أيتام أيضا بقرطاج للأخوات البيض وهو الذي تم تحويله اليوم إلى معهد قرطاج حنبعل وإكليريكية لتكوين الكهنة خاصة بالآباء البيض وهي التي تم تحويلها اليوم إلى المتحف الوطني بقرطاج.
بلغت أعلى نسبة للكاثوليك بتونس زمن الحماية 9 % وذلك سنة 1911 وبلغ أعلى تعداد لهم في البلاد 280.000 نسمة وذلك سنة 1949، ولم يبلغوهما بعد ذلك إلى يومنا هذا. شكل الأجانب غير الفرنسيين خاصة الإيطاليون ومن بعدهم المالطيون أغلبية في الكنيسة وفي البلاد إلى أوائل ثلاثينات القرن الماضي ما دفع سلطات الحماية إلى فتح باب التجنيس أي منح غير الفرنسيين بالبلاد تونسيون أو أجانب الجنسية الفرنسية من أجل رفع نسبة الفرنسيين بالبلاد التونسية ما اعتبره شيوخ جامع الزيتونة بالبلاد في تلك الفترة أمرا محرّما وبلغ بهم الحد إلى تكفير المتجنس ومنع أهله من دفنه في مقابر المسلمين حتى وان بقي على دين الإسلام.

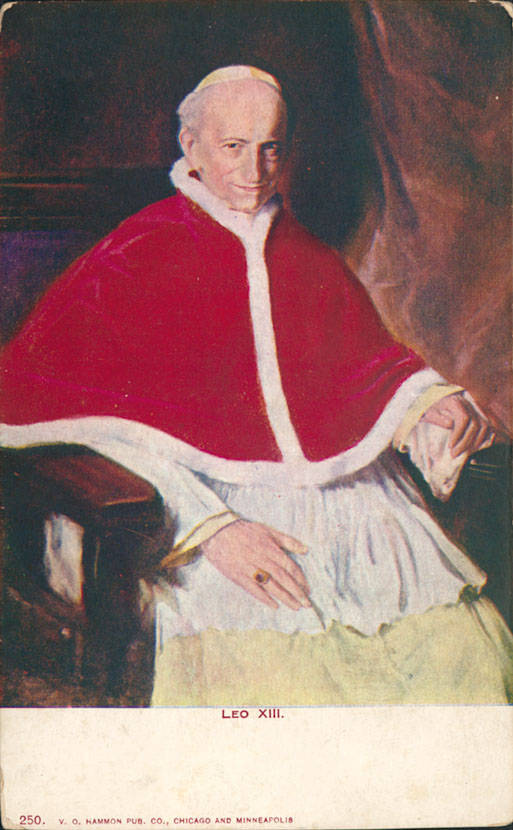
البابا لاون الثالث عشر، أسقف روما بين سنتي 1878 و1903.

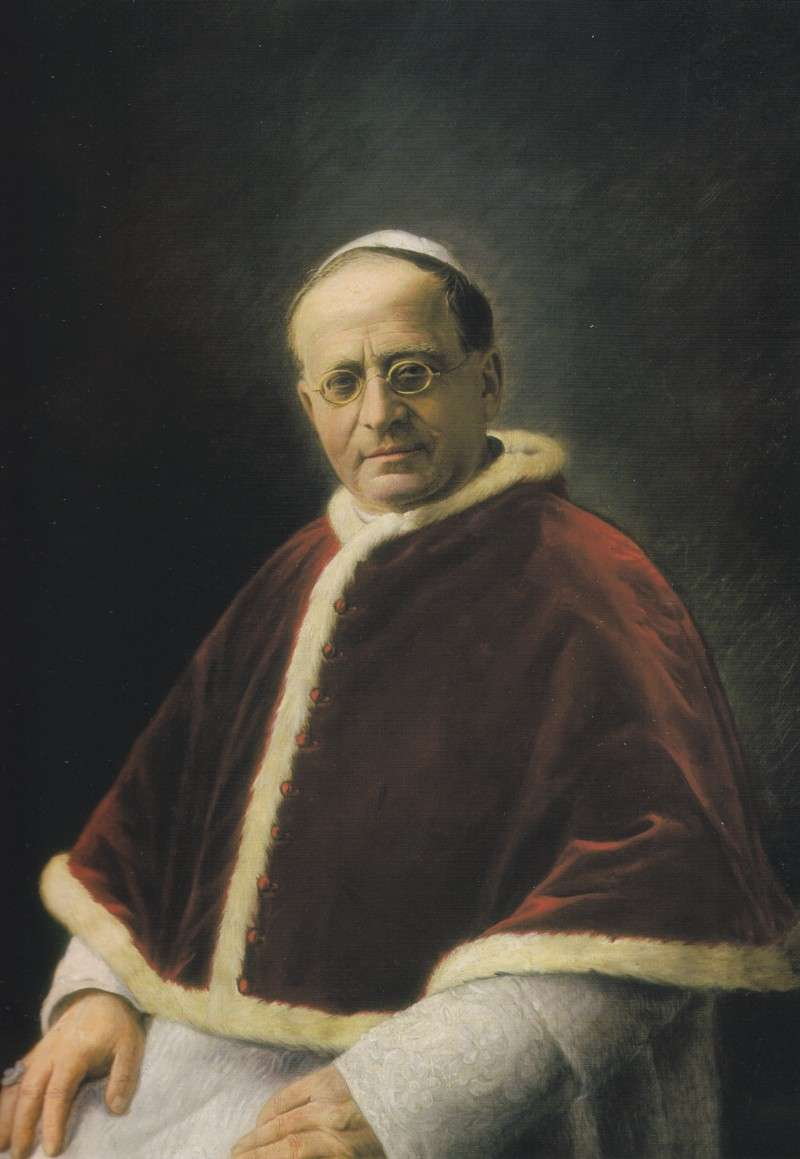
البابا بيوس الحادي عشر، أسقف روما بين سنتي 1922 و1939.

بعد مجيء الحماية الفرنسية مباشرة ابتدأ عدد كبير من اليهود والمسلمين في اعتناق المسيحية ولعل الكثير منهم فعل ذلك من أجل الحصول على امتيازات من قبل سلطات الحماية بالبلاد ذلك أننا وإن كنا نجد أسمائهم في أرشيفات شهائد المعمودية لتلك الفترة إلا أننا لا نسجل لهم في نفس الأرشيفات شهائد زواج في الكنيسة أو شهائد دفن إثر الوفات إلا لبضعة منهم توفوا قبل خروج الاستعمار الفرنسي والبقية إما خرجوا من البلاد أو عادوا للإسلام أو اليهودية بعد الاستقلال أو لم يكونوا جديين في اعتناقهم للمسيحية منذ البداية، كذلك فإن العديد من الأيتام الذين رُبوا في ملاجئ الراهبات اعتنقوا المسيحية تأثرا بها، هذه الفئة من الكاثوليك كانوا بضعة مئات حتى مجيء الاستقلال واغلبهم هاجر من البلاد بعد ذلك أو عاد للإسلام أو عاش بعد ذلك دون ممارسة للدين وبدون تلقينه لعائلته وأبنائه واليوم لم يبق منهم تقريبا أحد. حالات اعتناق المسيحية الكاثوليكية هذه لم تكن منظمة من قبل الكنيسة في إطار التبشير إذ منذ أن دخل الكاردينال لافيجري مع الآباء البيض إلى تونس رفض أن تبشر الكنيسة سكان البلاد نظرا لفشل ذلك مع الجزائريين قبل ذلك (إلا في منطقة القبائل حيث لا تزال توجد عائلات مسيحية كاثوليكية إلى اليوم)، ولذلك بقي عدد معتنقي المسيحية محدودا طيلة 75 سنة من الاحتلال الفرنسي، ولا يمكن تفسيرها إلا بكونها نتاج عن نشاطات فردية لكهنة وراهبات أو برغبة شخصية من المعتنق تحت ستار حماية السلطة الكنسية والسياسية الفرنسية.
في هذه الفترة ومع ازدياد عدد الكاثوليك بالبلاد كانت رئاسة أسقفية قرطاج تزيد عدد الكنائس بالبلاد إلى أن وصل سنة 1957 أكثر من 130 كنيسة في كامل أنحاء ما يعرف اليوم بالجمهورية التونسية باستثناء ولاية قبلي التي لم يتم تأسيس كنيسة بها لعدم وجود جماعة مسيحية مهمة بها إلا أن الكنيسة قد خسرت أكثر من 95% من هذه الكنائس بعد الاستقلال وتحديدا بعد سنة 1964.

وفي زمن حبرية البابا بيوس الحادي عشر، اختار هذا الأخير مدينة قرطاج لاحتضان المؤتمر الأفخارستي (وهو احتفالي ديني تنضمه الكنيسة باقتراح من بابا روما لغرض ترسيخ الاحتفال بالأفخارستيا وعقيدة التحول الجوهري التي يجب تذكرها في كل قداس إلهي حسب الإيمان المسيحي) لسنة 1930 بعد موافقة السلطات المحلية ممثلة في المقيم العام الفرنسي بتونس فرونسوا منسيرون وباي تونس أحمد باشا باي الثاني ورئيس أساقفة قرطاج وأسقف إفريقيا الأول ألكسيس لوماتر، بعد موافقة السلطات المحلية عين البابا الكاردينال ليبيسيي رئيس مجمع الكهنة المرسلين (Congregatio pro Religiosis) لرئاسة المؤتمر وتسيير فعالياته، كما حضر المؤتمر من افتتاحه إلى اختتامه سبعة كرادلة آخرين، أكثر من مائة أسقف، أكثر من 4000 كاهن وإكليريكي و10000 من المؤمنين الحجاج من عشرين جنسية مختلفة من بينها التونسية والفرنسية والإطالية والمالطية والإسبانية وغيرها ليكون عدد المشاركين في المؤتمر حوالي 15000 مسيحي بصفة رسمية أما الذين حضروا بعض فعاليات المؤتمر فيصل عددهم إلى حوالي 40000. يرى بعض المؤرخون أن المؤتمر نُظم عمدا من قبل سلطات الحماية الفرنسية من أجل جرح مشار التونسيين الدينية في حين يرى بعض المؤرخين الآخرين أن المؤتمر كان دينيا عقائديا بامتياز ولا علاقة له بالسياسة ويقف بعضهم موقفا وسطا فيقولون ان المؤتمر نُظم من قبل الكنيسة لأغراض روحية تخص المسيحيين دون غيرهم إلا أن سلطات الحماية استغلت الزمن ووضع البلاد لممارسة نوع من الاستفزاز تجاه التونسيين المسلمين.

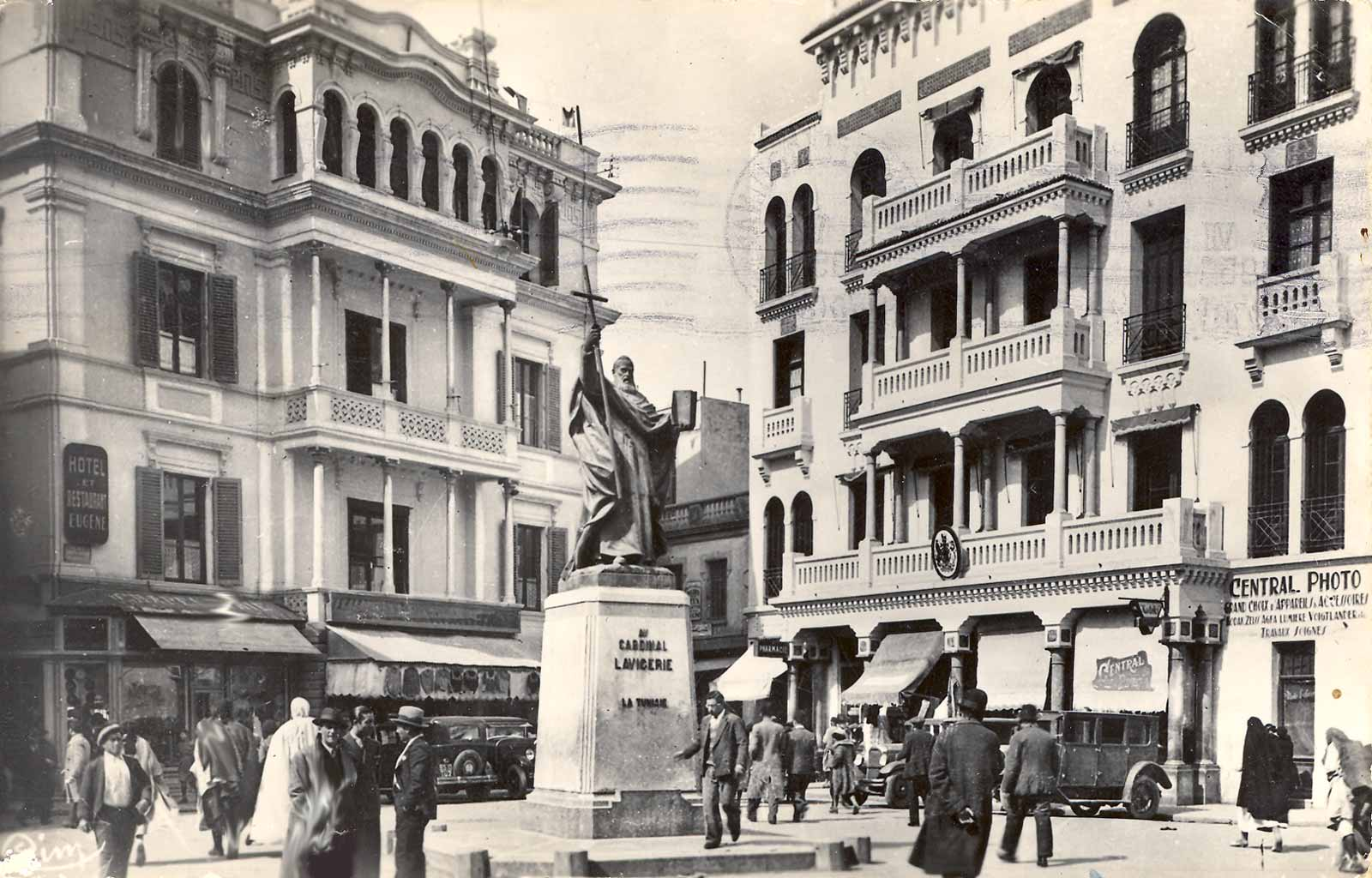
تمثال للكاردينال لافيجري تم نصبه أمام باب البحر من قبل سلطات الحماية إثر فعاليات المؤتمر الأفخاريستي.

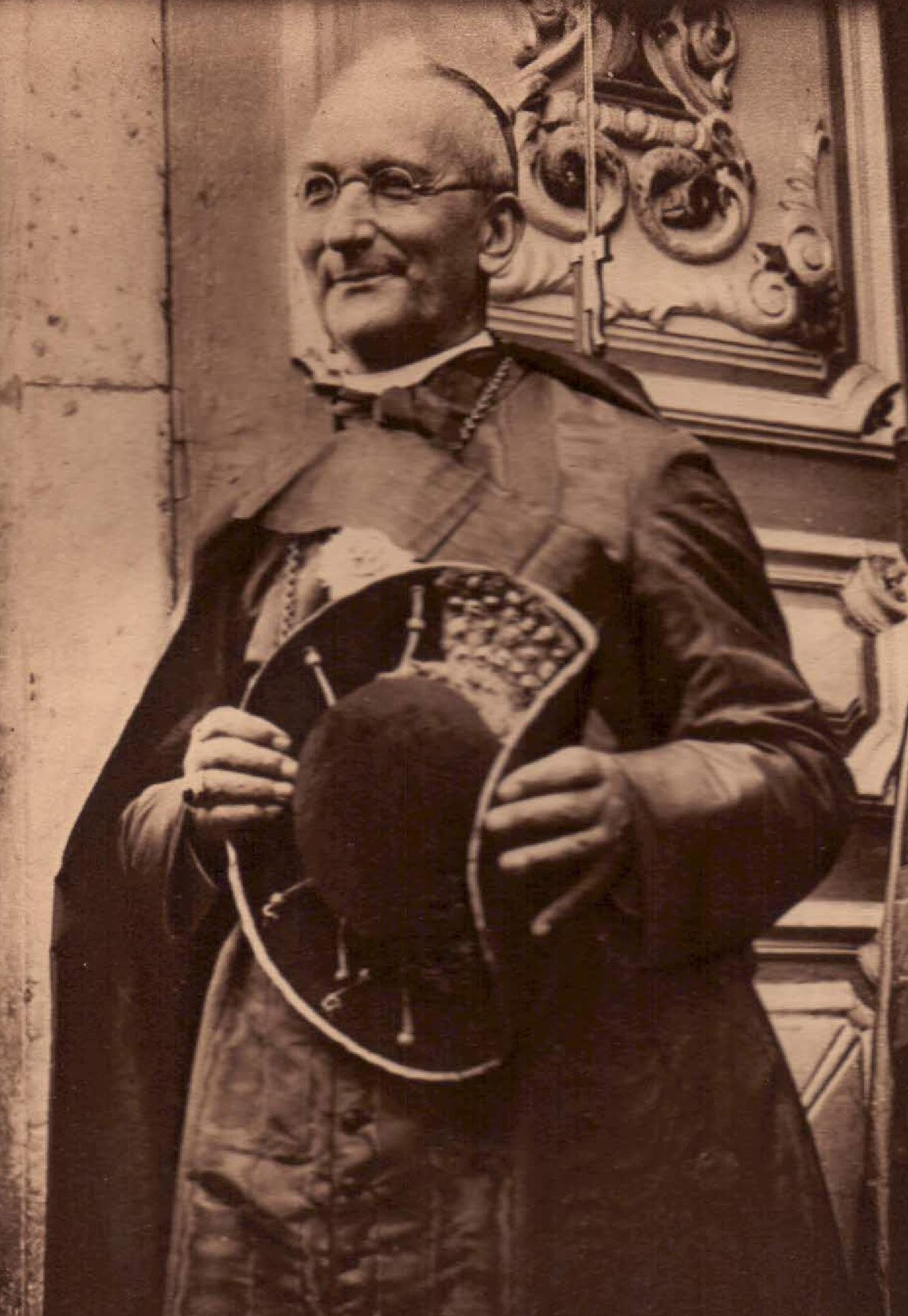
الكاردينال ليبيسيي الذي عينه البابا بيوس الحادي عشر لرئاسة المؤتمر الأفخارستي بقرطاج.
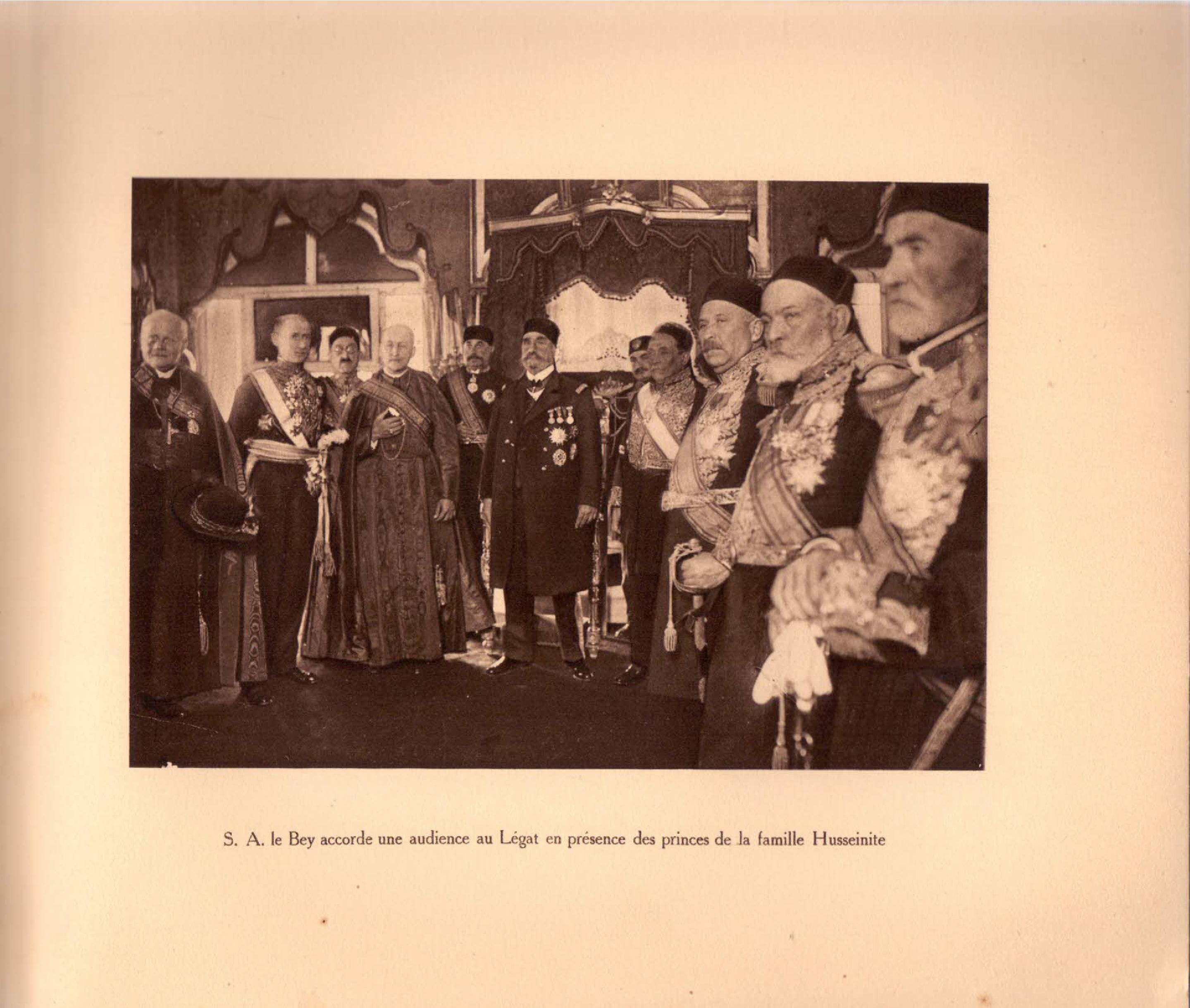
الكاردينال ليبيسيي في استقبال أحمد باشا باي الثاني وباقي أمراء الأسرة الحسينية عن يساره والمقيم العام الفرنسي فرنسوا منسيرون عن يمينه، وولي العهد محمد المنصف باي والوزير الأكبر للملكة خليل بوحاجب من خلفه.
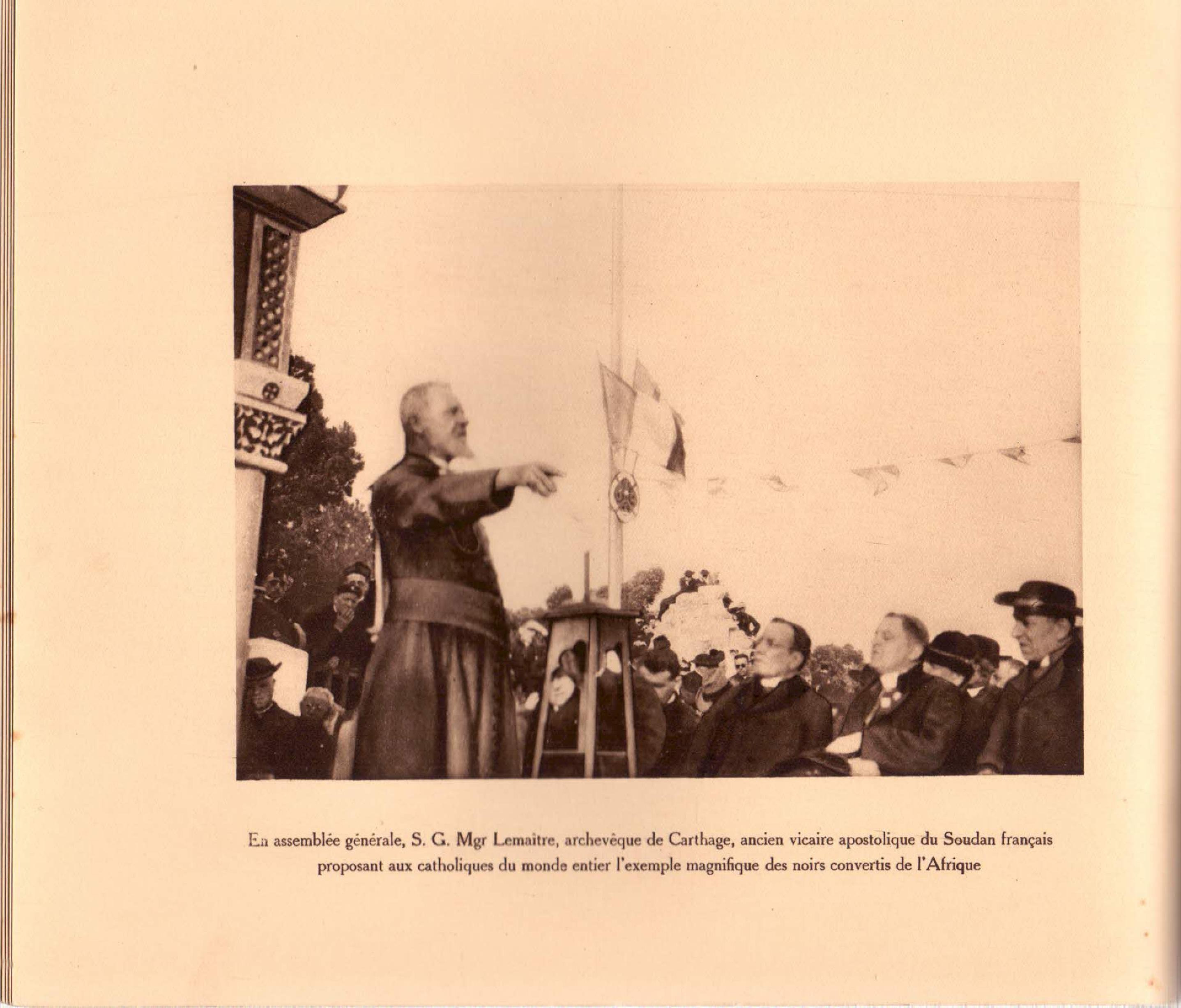
ألكسيس لوماتر رئيس أساقفة قرطاج وأسقف إفريقيا الأول في إحدى خطب المؤتمر.
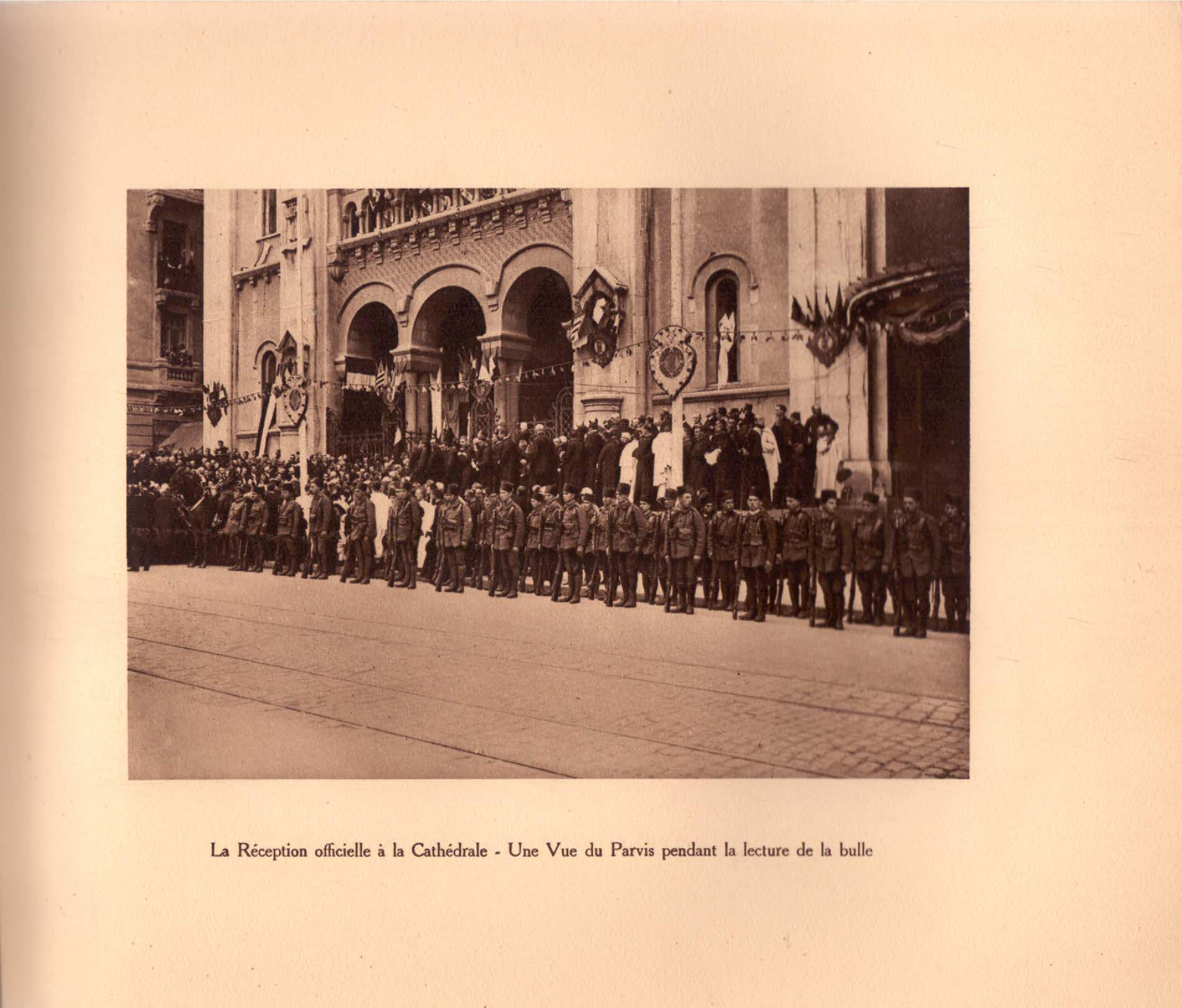
مراسم استقبال الكاردينال ليبيسيي في كاتدرائية القديس فنسون دو بول والقديسة أوليفيا بتونس لقرائة رسالة البابا بيوس الحادي عشر عن المؤتمر.
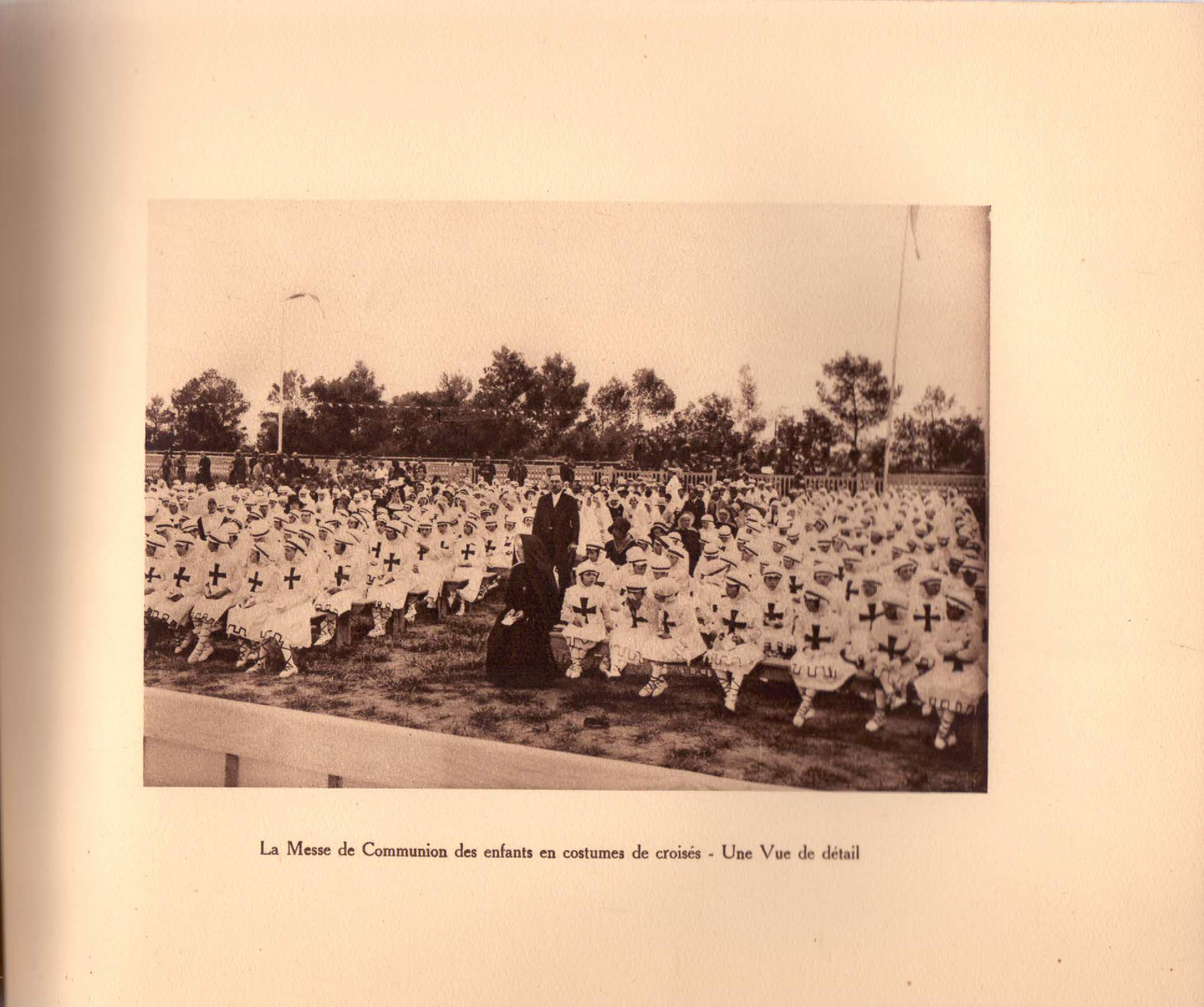
حوالي 5000 طفل مسيحي يستعدون لتلقي المناولة الأولى في قدّاس خاص في ملعب البلفيدير.
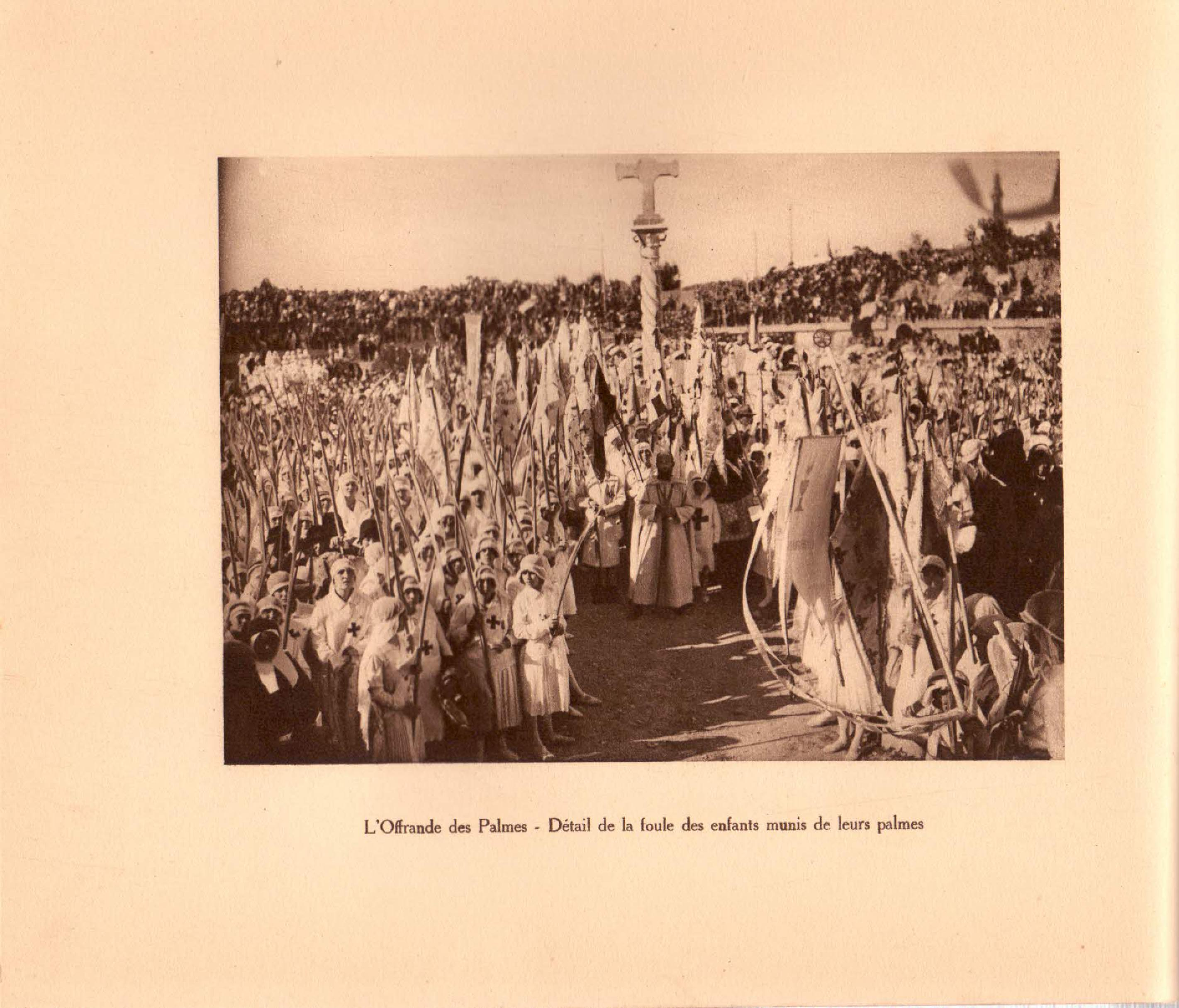
انتقال الأطفال إلى مسرح قرطاج الدائري أحد أهم الأماكن المقدسة بدماء شهداء المسيحية الأوائل للقيام بطقس تقدمة النخيل.
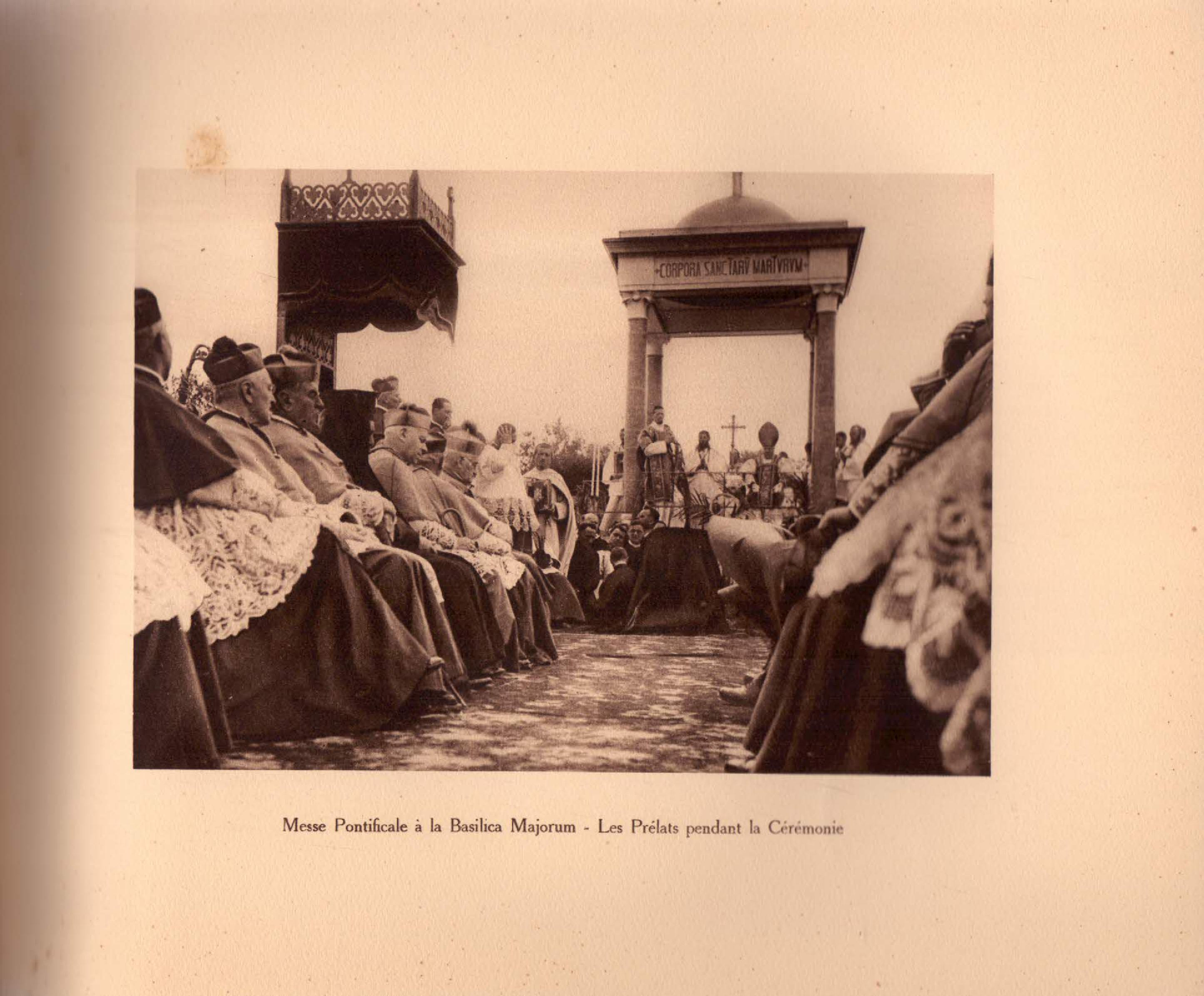
أول قداس حبري للمؤتمر ترأسه الكاردينال ليبيسيي في بازيليكا مايوروم والتي تعرف أيضا ببازيليكا القديستين فيليسيتاس وبربتوا بقرطاج.
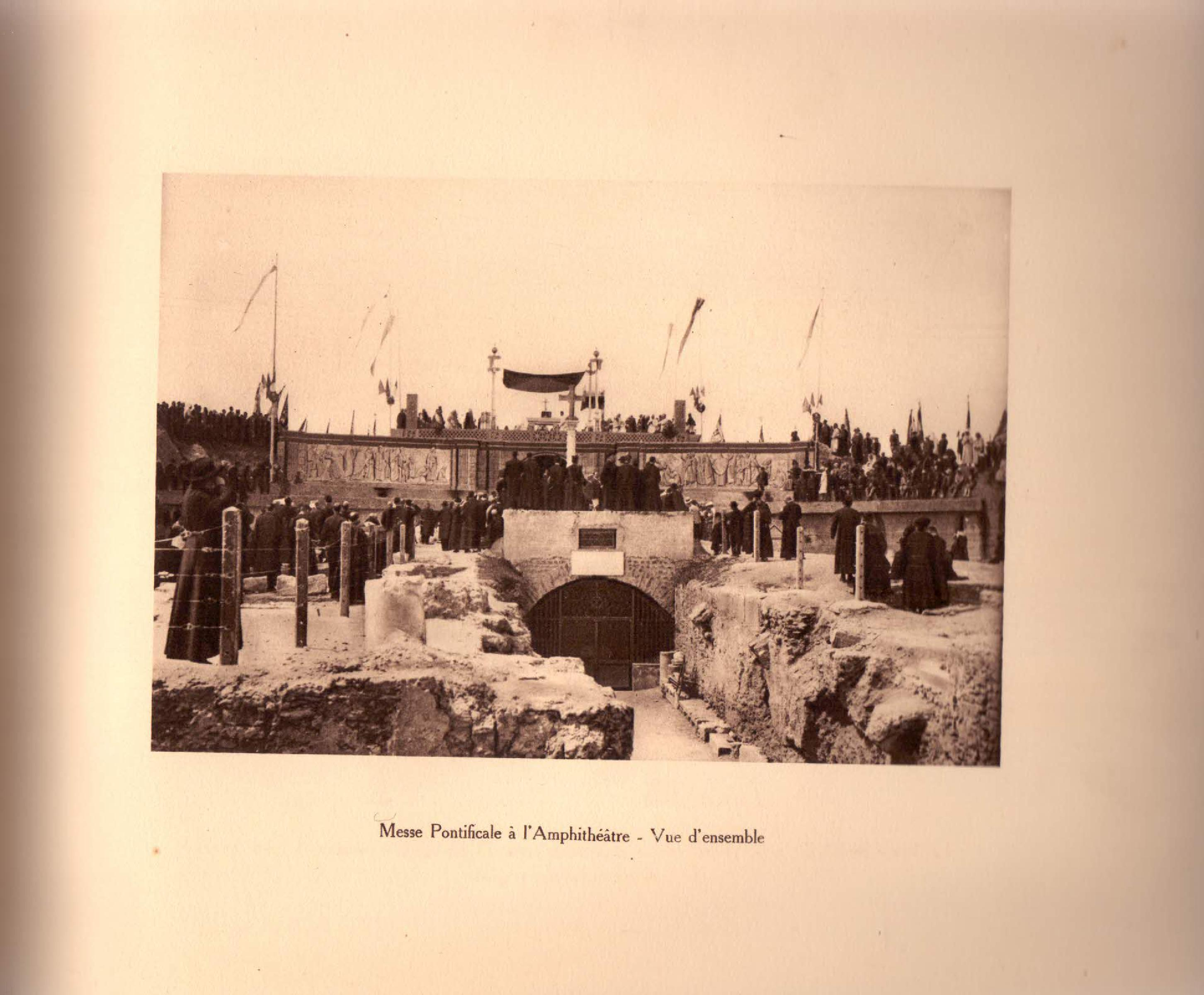
القداس الحبري الثاني للمؤتمر في المسرح الدائري بقرطاج ترأسه نفس الكاردينال.
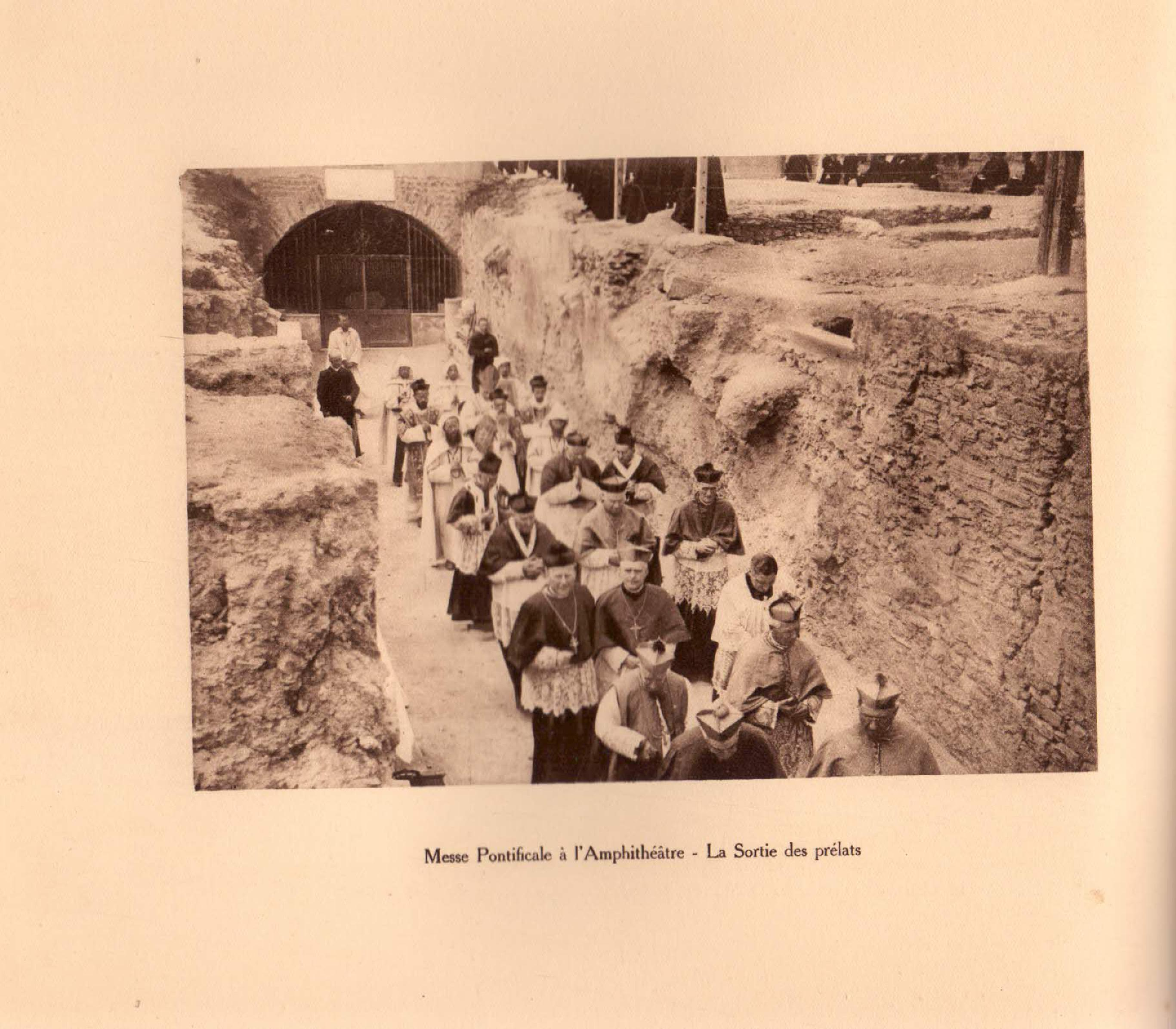
لحظة خروج الأساقفة والكهنة من المصلى الكنسي للمسرح الدائري بقرطاج.
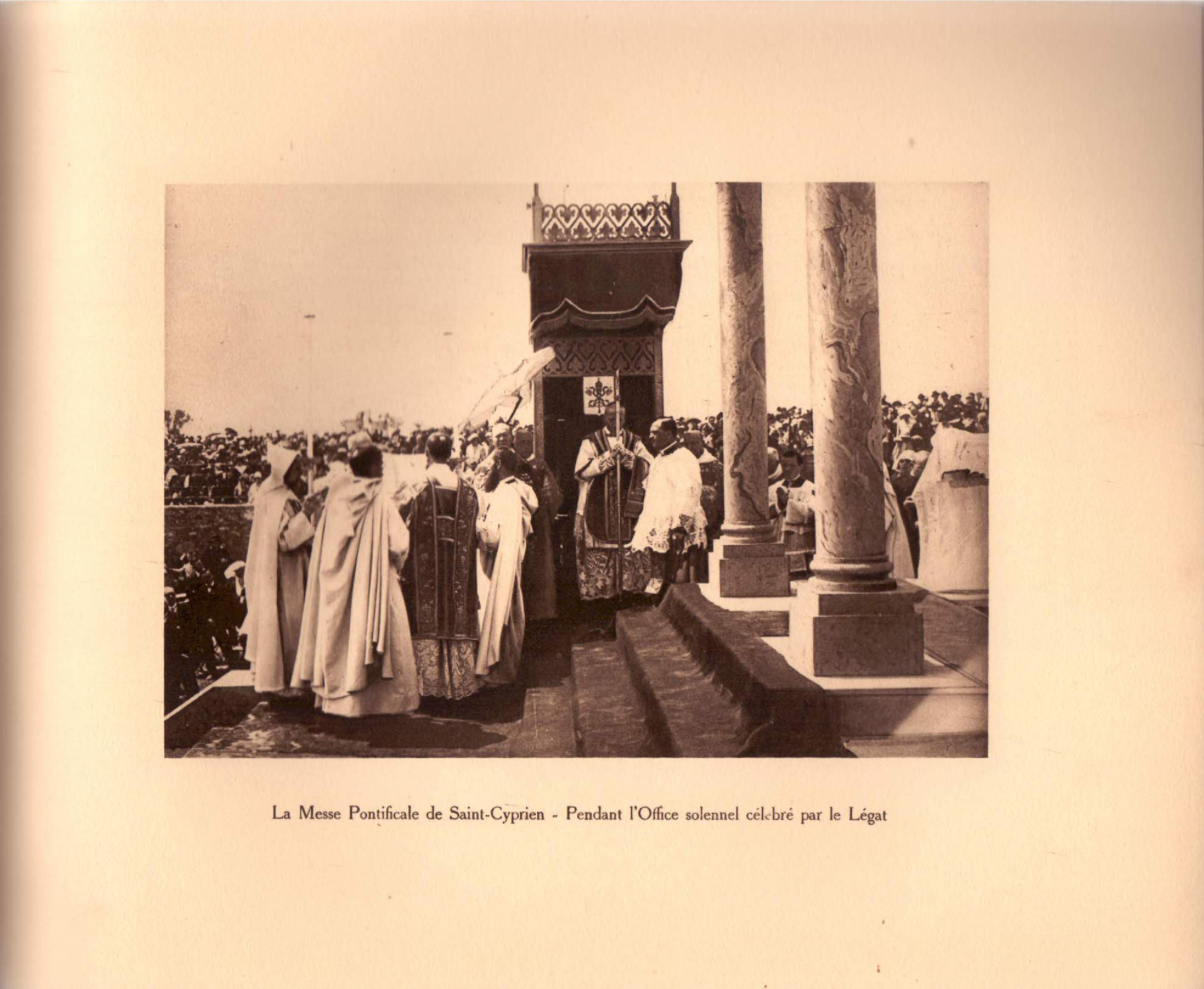
القداس الحبري الثالث والإختتامي للمؤتمر في بازيليكا القديس سبريانوس عند ضفاف بحر بقرطاج وترأسه نفس الكاردينال.
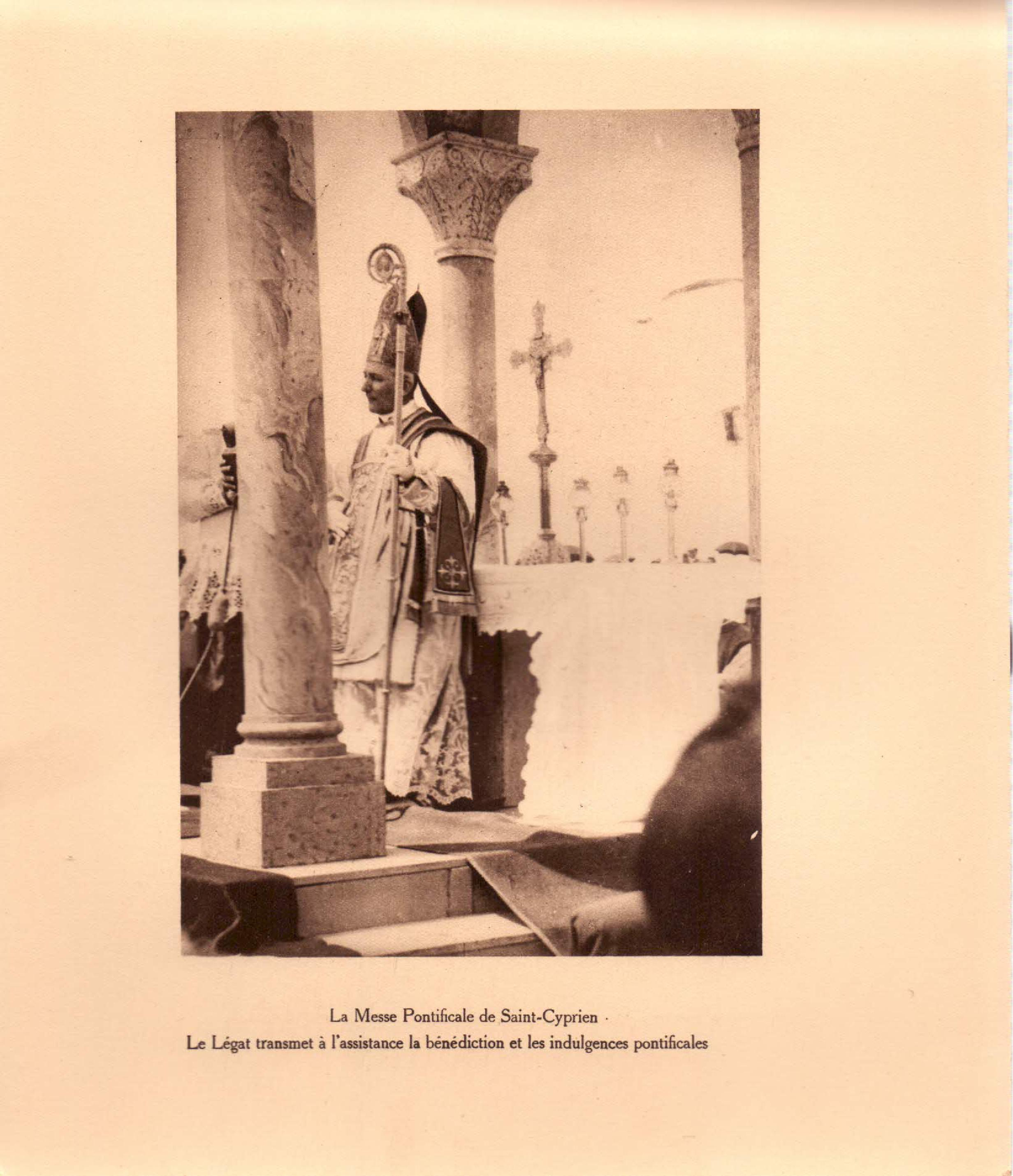
الكاردينال ليبيسيي يعطي البركة الأسقفية الأخيرة في آخر قداس حبري للمؤتمر.
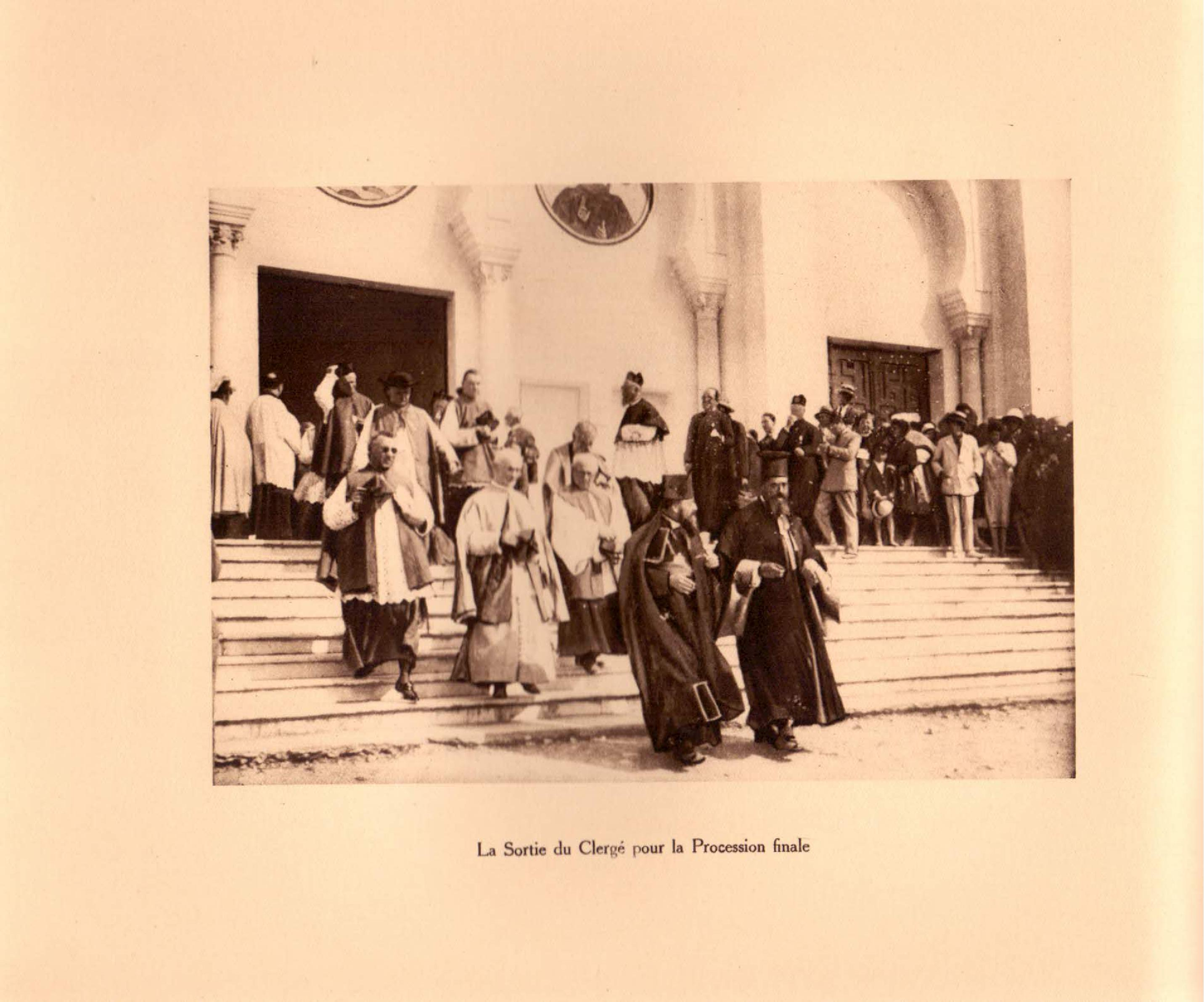
لحظة خروج الأساقفة، من بعدهم الكرادلة من كاتدرائية القديس لويس والقديس سبريانوس بقرطاج استعدادا لبدأ موكب التنقل بالقربان المقدس.
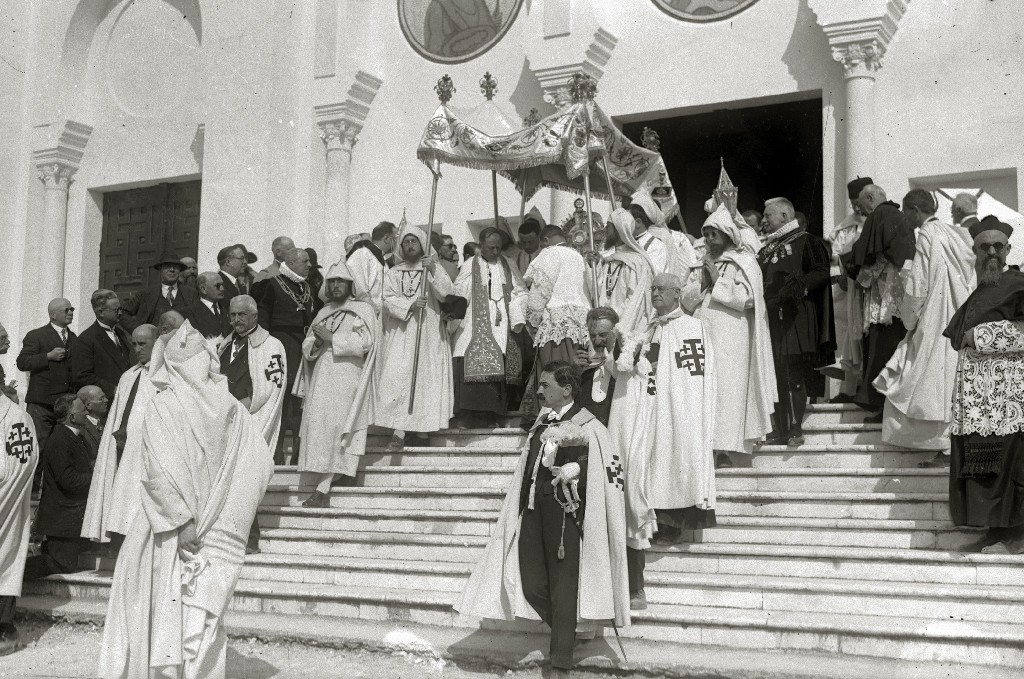
موكب الخروج بالقربان المقدس من كاتدرائية القديس لويس والقديس سبريانوس بقرطاج إلى المسرح الدائري.
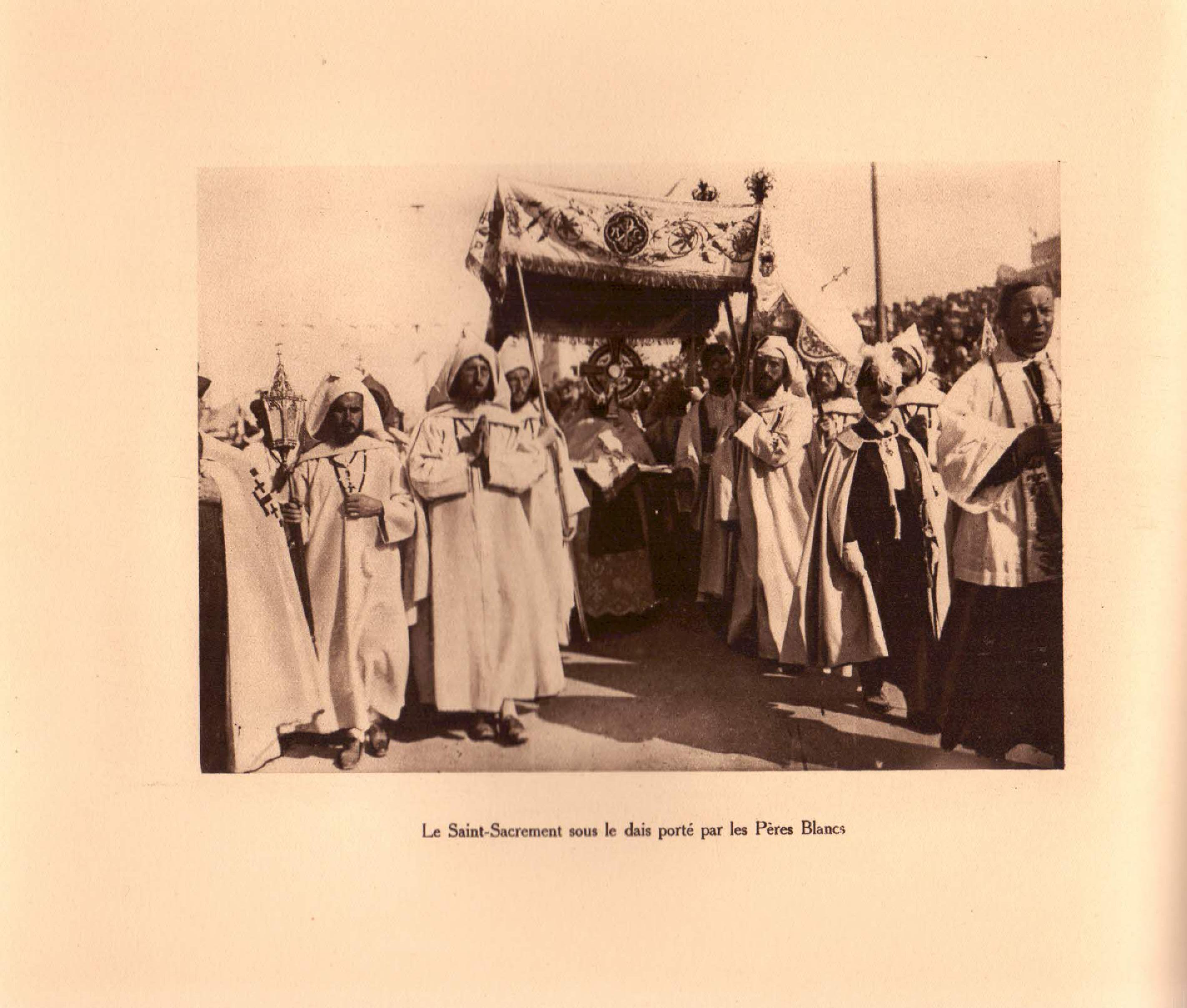
موكب السير بالقربان المقدس إلى المسرح الدائري بقرطاج محفوفا بالآباء البيض.
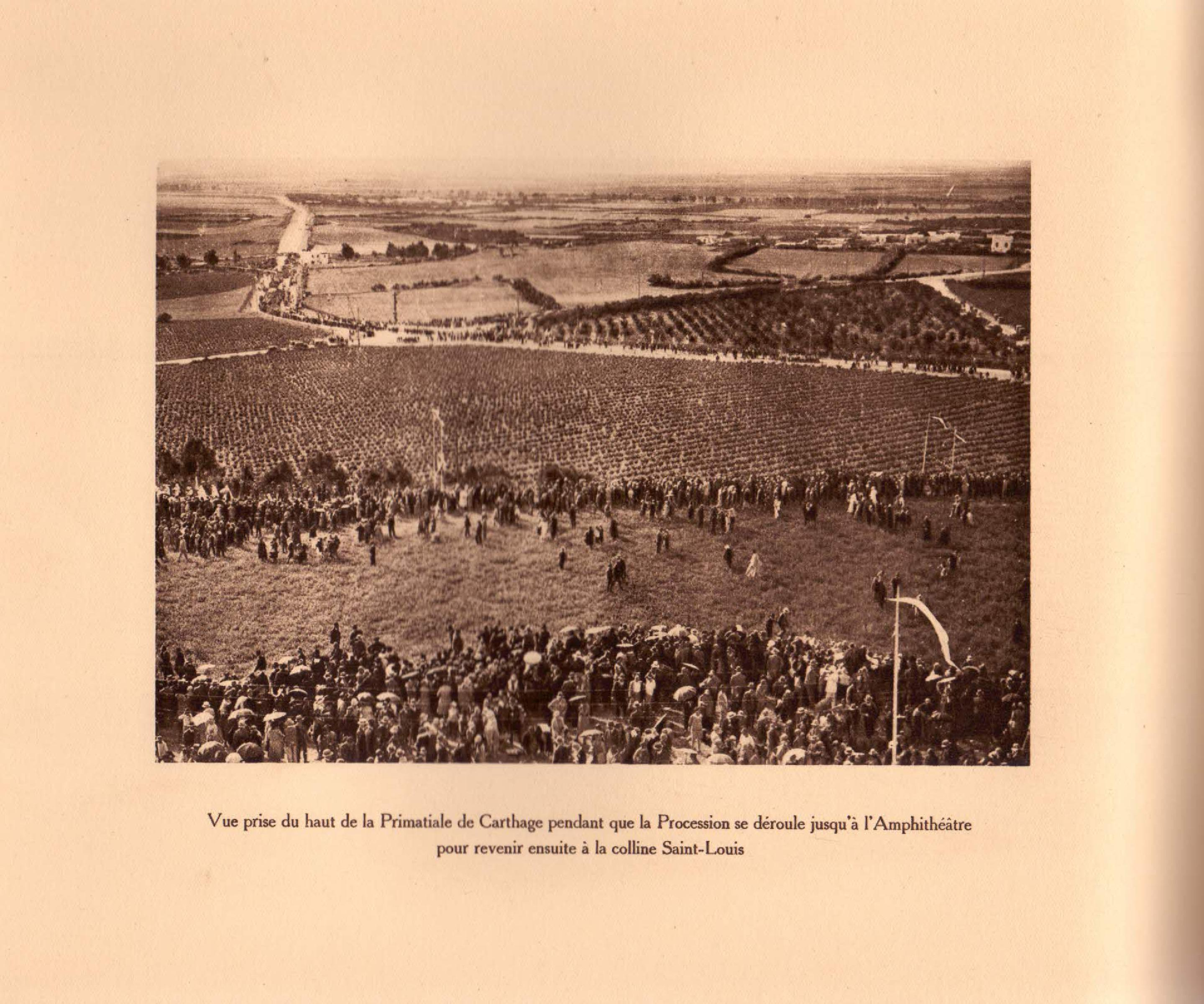
صورة من شرفة البازيليكا لفعاليات انتقال الموكب إلى المسرح الدائري بقرطاج.
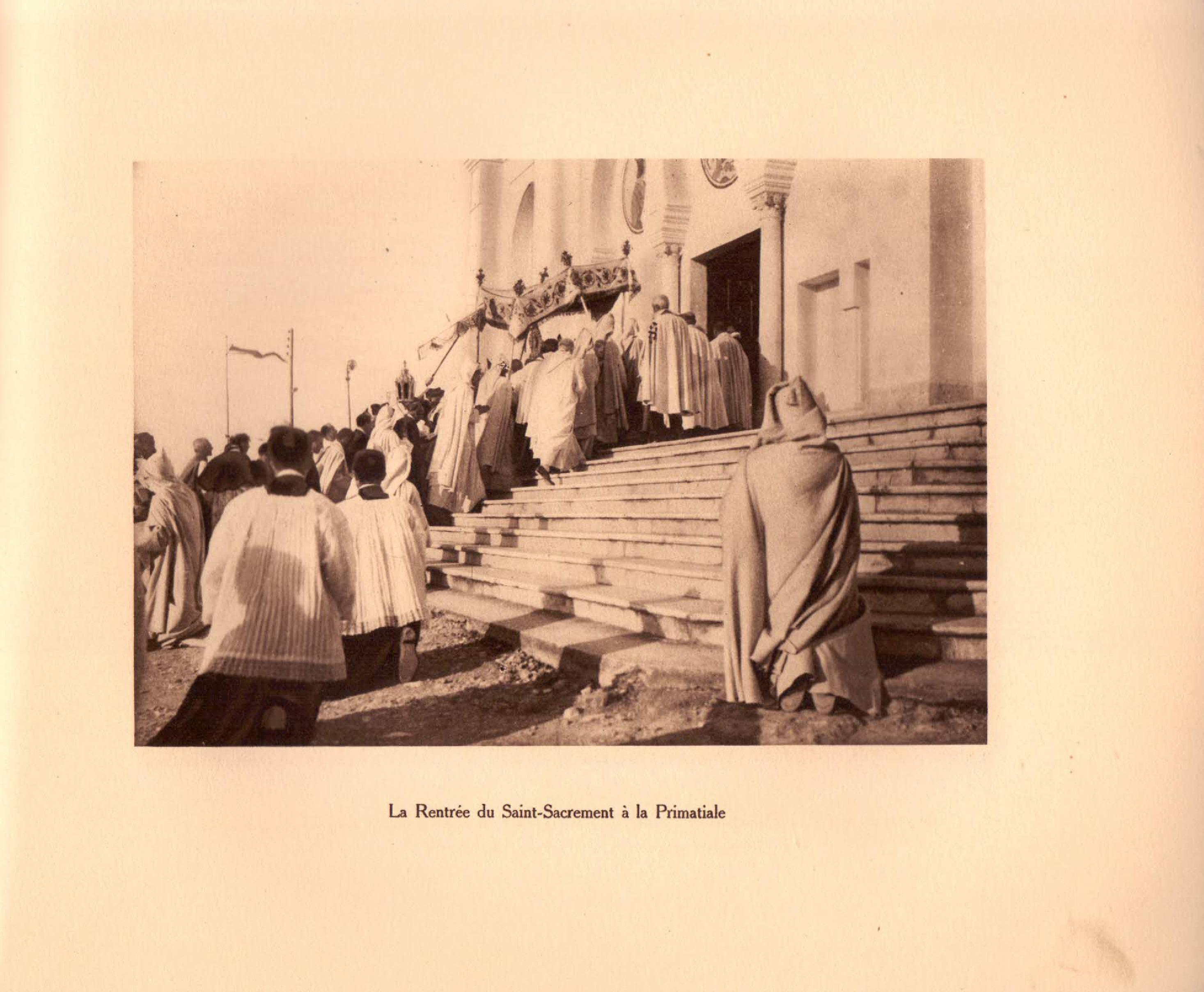
موكب العودة بالقربان المقدس من المسرح الدائري إلى كاتدرائية قرطاج.
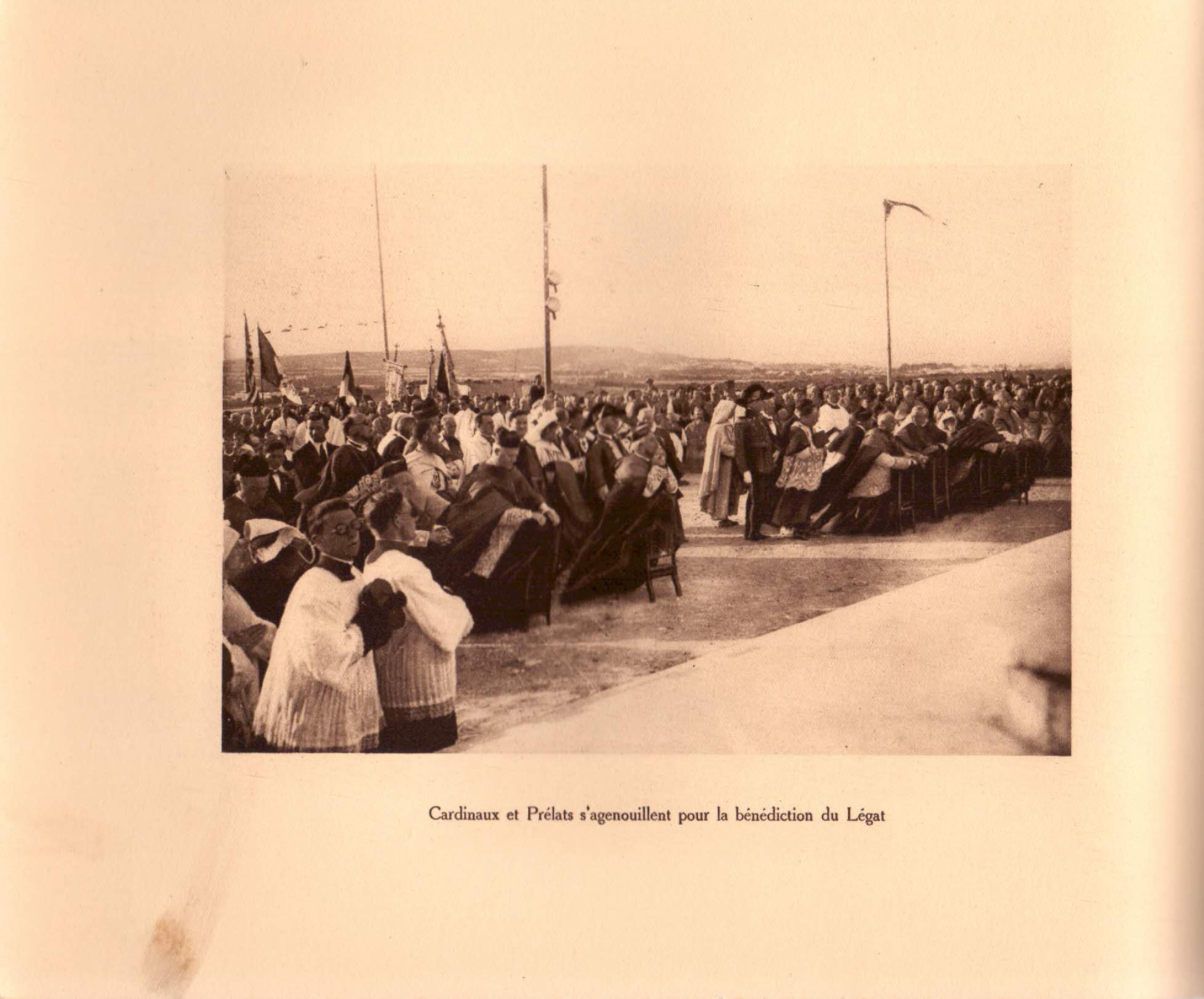
ركوع الكرادلة والأساقفة والكهنة وبقية المؤمنين أمام البازيليكا استعدادا لتلقي البركة بالقربان المقدس.
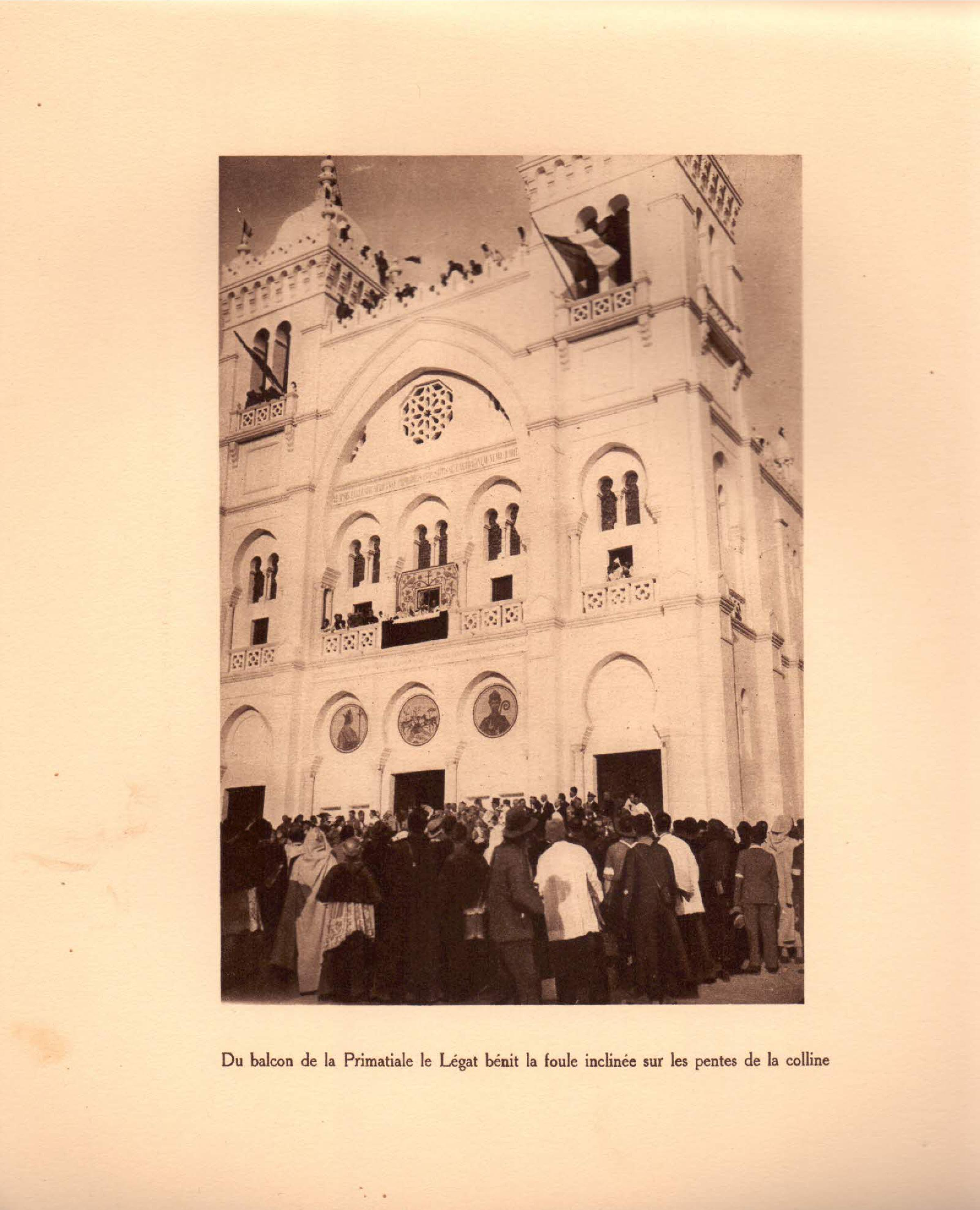
الكاردينال ليبيسيي يعطي البركة النهائية بالقربان المقدس من شرفة كاتدرائية القديس لويس والقديس سيبريانوس بقرطاج لتنتهي بذلك فعاليات المؤتمر الأفخارستي.

#### الزمن المعاصر

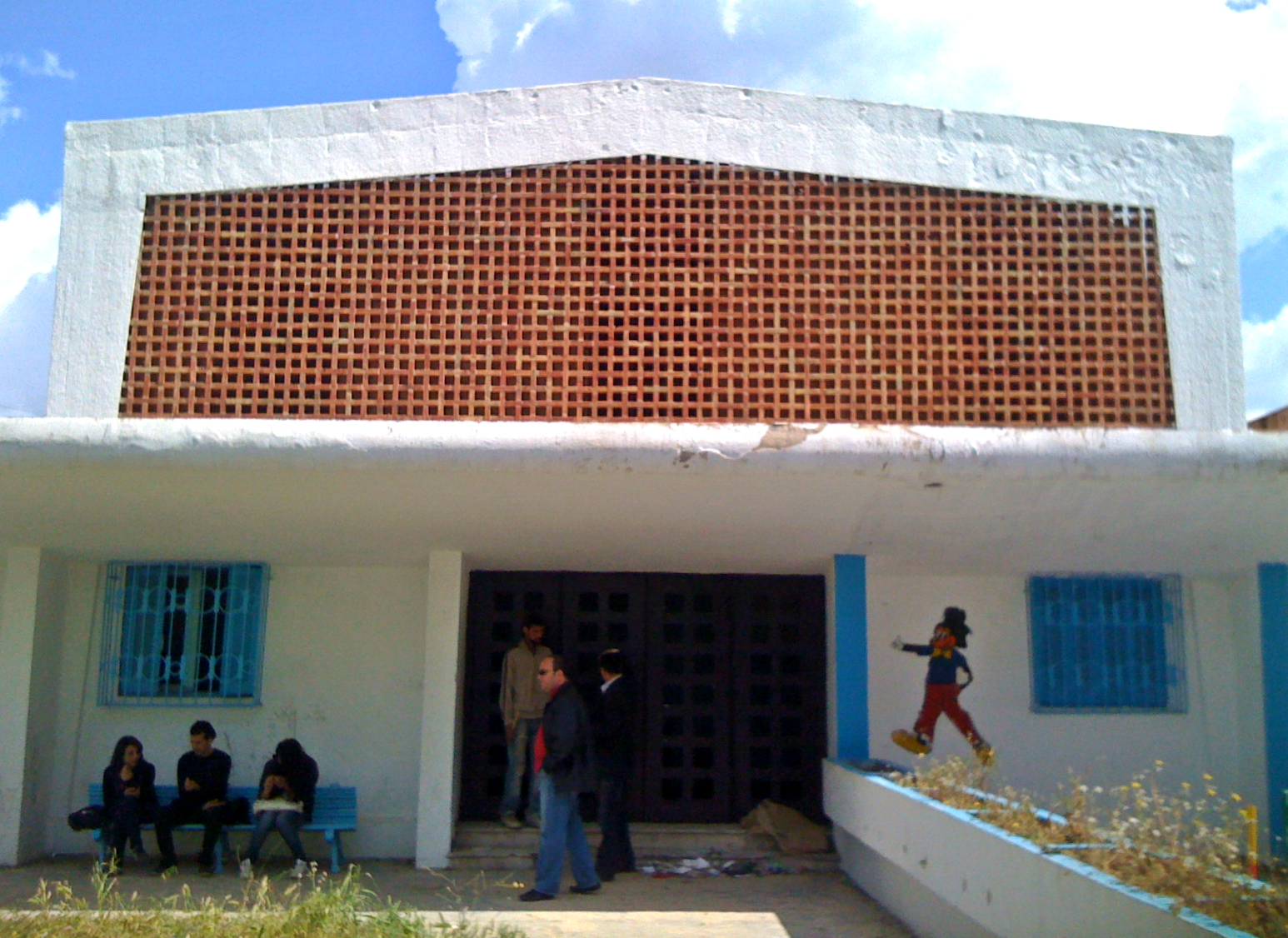
كنيسة مقرين لسكور في بداية الألفينات بعد أن تم تحويلها إلى روضة أطفال.

اثر استقلال البلاد يوم 20 مارس 1956 ابتدأت الكنيسة في الانعزال شيئا فشيئا عن الحياة العامة، فابتدأت يوم 8 ماي/مايو من نفس السنة بنقل تمثال الكاردينال لافيجري من أمام المدينة العتيقة إلى وراء جدران رئاسة الأسقفية بعد أن اُعتبر استفزازيا من قبل التونسيين منذ نصبه سنة 1930، ونزولا لرغبة النقابات تم ابعاد الراهبات اللواتي كنّ يشتغلن في المستشفى الإيطالي بتونس (المعروف اليوم بمستشفى الحبيب ثامر) من سنة 1910 ليفسحن المجال للتونسيين.
عاشت الكنيسة بعد استقلال البلاد سنة 1956 طقوسها وتقاليدها كما في الماضي خاصة تلك المواكب التي تكون مفتوحة أمام العامة، بل وكان يتم استدعاء رئيس أساقفة قرطاج في الاحتفالات الرسمية، حتى يوم الأحد 8 مارس/آذار 1959 يومئذ احتفلت الكنيسة بعيد القديستين فليسيتاس وبربتوا وأتباعهما الشهداء وذلك من خلال قداس حبري ترأسه المنسينيور موريس بيران رئيس أساقفة قرطاج وأسقف إفريقيا الأول، كان هذا الموكب المفتوح للعامة الأخير من نوعه إذ تم بعد ذلك فرض ترخيص إداري من الدولة لمثل هكذا مواكب يُجاب بالرفض في أغلب الأحيان مثلما حصل في موكب المادونا دي تراباني يوم 15 أوت/أغسطس من نفس السنة حيث تم رفض طلب الكنيسة ولم يُعد يحتفل بهذه الذكرى من 1959 إلى سنة 2017 حيث تم إحياؤها من جديد ابتداء من هذه السنة.

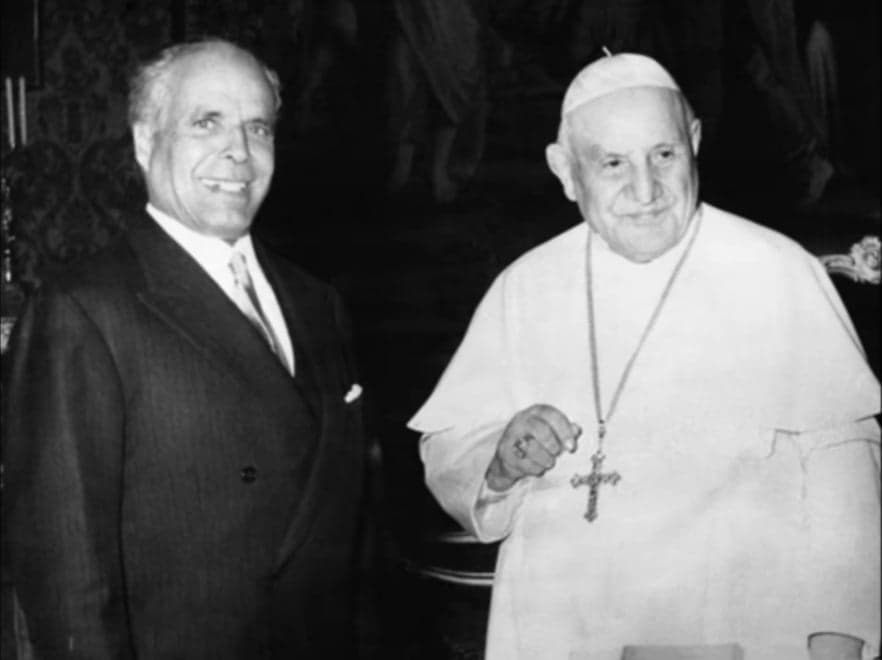
زيارة الرئيس التونسي الحبيب بورقيبة للبابا يوحنا الثالث والعشرين يوم 19 جوان/يونيو 1959 لفتح المفاوضات التي نتجت عنها إتفاقية التسوية المؤقتة سنة 1964.

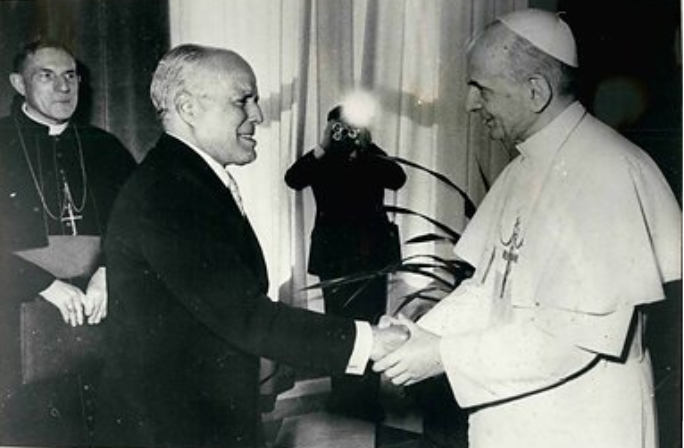
زيارة الرئيس التونسي الحبيب بورقيبة للبابا بولس السادس في روما بالفاتيكان لإمضاء إتفاقية التسوية المؤقتة يوم 27 جوان/يونيو 1964.

تم بناء آخر كنيسة في البلاد بعد الاستقلال سنة 1957 وهي كنيسة مقرين لسكور (Mégrine-Lescure) وكان الشروع في أشغال بنائها قد بدأ قبل الاستقلال، إلا أنه تم الاستغناء عنها بعد ذلك نظرا لتعرض الكنيسة لسقوط حاد في عدد الكاثوليك نتيجة لمغادرة الكثيرين للبلاد ذلك أنه لم يبق سنة 1959 من الأكثر من 250000 كاثوليكي سوى حوالي 70000 فقط، أدى هذا إلى فتح مفاوضات ثنائية بين الكرسي الرسولي والدولة التونسية حول الكنائس المغلقة بالبلاد والتي لاتزال ملكا خاصا لرئاسة أسقفية قرطاج، تم الاقتناع بضرورة فتح هذه المفاوضات عند زيارة الرئيس التونسي الحبيب بورقيبة للفاتيكان ولقائه بالبابا يوحنا الثالث والعشرين يوم 19 جوان/يونيو 1959، تم اختيار المنجي سليم بصفته ديبوماسيا تونسيا مبرّزا لبدء المقابلات وذلك يوم 5 جويلية/يوليو 1959 بالفاتيكان بحضور موريس بيران رئيس أساقفة قرطاج، انقطعت اثر ذلك الزيارات لدراسة الوضع بدقة من قبل الطرفين ولانشغال الدولة التونسية بأحداث بنزرت والتمهيد لها والتي وقعت في صيف 1961، اثر ذلك قام الرئيس الحبيب بورقيبة بزيارة ثانية للبابا يوحنا الثالث والعشرين في الفاتيكان في 24 سبتمبر 1962 والتي نتج عنها الافتتاح الرسمي للمفاوضات وذلك يوم 16 فيفري/فبراير 1963 مثل الطرف التونسي الطيب السحباني بصفته كاتبا للدولة للشؤون الخارجية وأما الطرف الرسولي فمثله المونسينيور لويجي بوجي الذي عينه البابا يوحنا بولس الثاني لاحقا كردينالا، ابتدأت المرحلة الأولى من المفاوضات من 13 إلى 15 أفريل/أبريل من نفس السنة، لتنقطع بعد ذلك اثر وفات البابا يوحنا الثالث والعشرين يوم 3 جوان/يونيو لتنطلق المرحلة الثانية اثر تعيين البابا الجديد القديس بولس السادس من 10 إلى 14 ومن 23 إلى 27 سبتمبر، أما المرحلة الثالثة والأخيرة فقد افتتحت يوم 19 ماي/مايو 1964 وفي يوم 27 جوان/يونيو من نفس السنة تم التوقيع في تونس وفي الفاتيكان على اتفاقية تسوية مؤقتة والمعروفة أكثر بتسميتها اللاتينية (Modus vivendi : طريقة عيش) ويوم 24 جويلية/يوليو نُشر نص الإتفاقية في الرائد الرسمي للجمهورية التونسية. يقول أحد المفاوضين من الطرف البابوي أن المفاوضات التي قام بها الكرسي الرسولي مع الحكومة التونسية من اجل اتفاقية التسوية المؤقتة كانت أصعب من المفاوضات مع بعض دول شرق أوروبا الشيوعية.

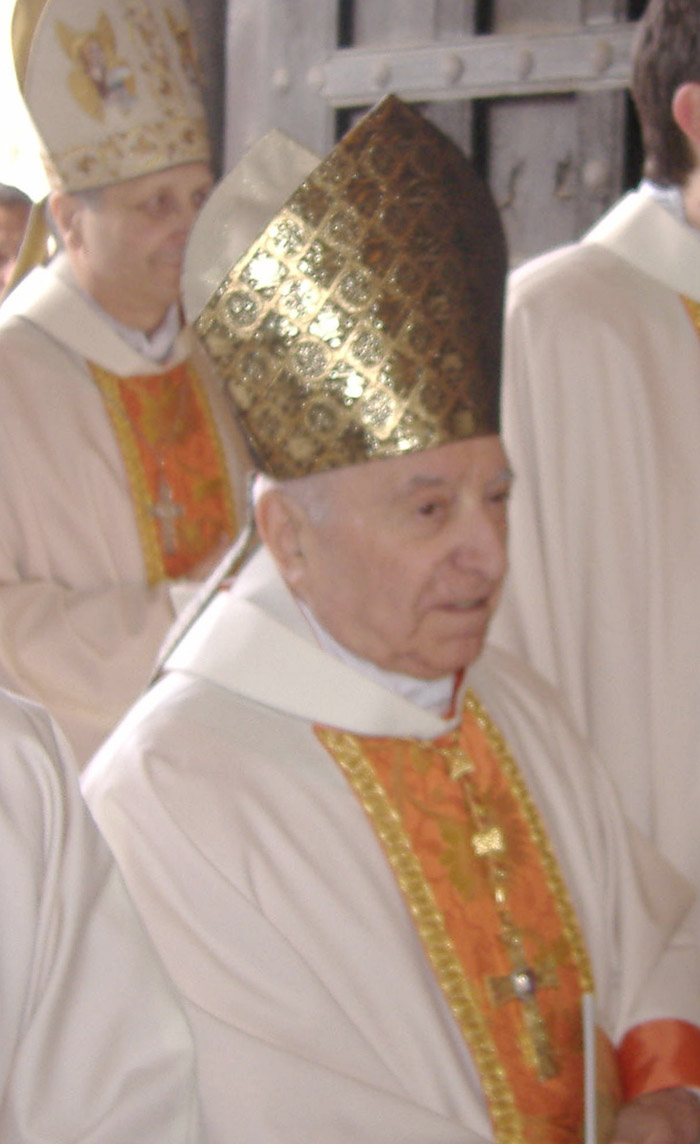
المنسينيور لويجي بوجي، الذي مثل الطرف الرسولي في المفاوضات.

 قلّلت هذه الاتفاقية من عدد الكنائس لرئاسة أسقفية قرطاج من أكثر من 130 كنيسة إلى فقط 6 كنائس وهي كاتدرائية القديس فنسون دو بول والقديسة أوليفيا بتونس، كنيسة القديسة جان دارك بتونس، كنيسة القديس أوغسطينوس والقديس فيدال بحلق الوادي، كنيسة المرسى، كنيسة قرمبالية وكنيسة القديس فيليكس بسوسة، كما خسرت الكنيسة كل إكليرياتها المخصصة لتكوين الكهنة إذ كان لرئاسة أسقفية قرطاج أربعة إكليريكيات اثنان للآباء البيض الأولى بقرطاج وهي التي تم تحويلها إلى المتحف الوطني بقرطاج والثانية بتيبار والتي تم تحويلها إلى المدرسة القطاعية الفلاحية لتربية الماشية والبقية لتكوين الكهنة الأسقفيين وهما الإكليريكية الكبرى بميتيالفيل والثانية هي الإكليريكية الصغرى بسيدي الظريف والتي لازالت مبانيها ملكا للكنيسة إلى اليوم إلا أن مؤسستها قد تم حلها نظرا لارتباط الإكليريكيات الصغرى بالإكليريكيات الكبرى حسب القانون الكنسي للكنيسة الكاثوليكية، كما تم منع الكنيسة من حق بيع وشراء الأراضي والعقارات إلا بإذن من الدولة، أما بناء الكنائس فمسموح به إذا ما رخصت الدولة في ذلك وبشرط أن يكتسي المبنى في شكله الخارجي مظهر كنيسة، كما اعطت هذه الاتفاقية صلاحية للدولة في التدخل لاختار الأسقف الذي يرأس الكنيسة بتونس بالقبول أو الرفض، كما تم حل رئاسة أسقفية قرطاج وتعويضها بالحاكمية الإقليمية لتونس (أي شبه أسقفية) يرأسها الحاكم الإقليمي بتونس أو كما يعرف أيضا باللاتيني «بريلانوليوس» وهو الذي يمثل الكنيسة قانونيا أمام الدولة. رغم أن هذه الإتفاقية قد قلصت من صلاحيات الكنيسة في تونس إلا أنها منحتها صفة قانونيا واعتبرتها مؤسسة من مؤسسات الدولة التونسية.
هذه قائمة العقارات المخصصة للعبادة والتي بقيت ملكا للكنيسة بعد الإمضاء على الإتفاقية:
| المكان     | طبيعة العقار                                                          |
| ---------- | --------------------------------------------------------------------- |
| تونس       | كاتدراية القديس فنسون دو بول والقديسة أوليفيا بتونس مع مركز الأسقفية. |
| تونس       | كنيسة القديسة جان دارك بتونس مع بيت كاهن الرعية.                      |
| المرسى     | مبنى الإكليريكية الصغرى مع مصلى الكاردينال لافيجري.                   |
| حلق الوادي | كنيسة القديس أوغسطينوس والقديس فيديل بحلق الوادي مع بيت كاهن الرعية.  |
| حمام الأنف | بيت كاهن رعية كنيسة القديسة مريم.                                     |
| قرمبالية   | كنيسة قرمبالية مع بيت كاهن الرعية وقاعة رعوية.                        |
| سوسة       | كنيسة القديس فيليكس مع بيت كاهن الرعية.                               |
| جربة       | بيت كاهن رعية كنيسة القديس يوسف.                                      |

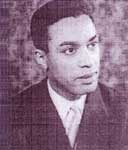
الطيب السحباني، ممثل الطرف التونسي في المفاوضات.

كما قامت الكنيسة بعد ذلك باكتراء العديد من العقارات وتخصيصها أماكن للعبادة، هذا بالإضافة إلى العديد من المدارس التي بقيت ملكا للكنيسة وتخضع لإدارتها. يوم 19 جويلية/يوليو 1964 توجه رئيس الأساقفة موريس بيران برسالة إلى من بقي من المسيحيين في البلاد تم نشرها في «صدى الأسقفية» قائلا:«إننا نشعر في علاقاتنا مع معارفنا وأصدقائنا المسلمين أن وضع الكنيسة في تونس يجب أن يؤسس على أسس جديدة وذلك بسبب الاستقلال والرحيل المكثّف للكاثوليك... الإتفاقية المؤقتة (Modus Vivendi) هي الإتفاقية المقبولة بحرية والتي تستجيب لهذا الشعور». منصب رئيس أساقفة قرطاج وأسقف إفريقيا الأول تم إلغاؤه من قبل البابا بولس السادس، المنسينيور موريس بيران لم يصبح سوى مجرد بريلا نوليوس لتونس مع حفظ لقب «رئيس أساقفة» الشرفي لكل من يتولى هذا المنصب، إلا أنه محبطا استقال بعد سنة وذلك يوم 9 جانفي/يناير 1965 ليتم تعيينه بعد ذلك رئيسا لأساقفة بغداد وسفيرا للفاتيكان بالعراق يوم 31 جويلية/يوليو 1965 إلى 16 جانفي/يناير 1970 إذ تم ارساله إلى اثيوبيا أيضا كسفير للفاتيكان بها حتى يوم 15 نوفمبر 1972، ليحال بعد ذلك إلى التقاعد واكمل حياته في سافوا بفرنسا إلى أن توفي بها يوم 3 أكتوبر 1994 عن عمر تسعين سنة.
مباشرة بعد استقالة موريس بيران تم تعيين ميشال كالان أحد الكهنة من الآباء البيض يوم 9 جانفي/يناير 1965 حاكما إقليميا لتونس (بريلانوليوس) من قبل البابا بولس السادس وتم تكريسه أسقفا يوم 11 أفريل/أبريل من نفس السنة من قبل الكاردينال لاون دوفال رئيس أساقفة الجزائر وبقي في منصبه إلى أن توفي 19 أوت/أغسطس 1990 عن عمر 72 عاما، وقد امتازت فترة إدارته للكنيسة بالضعف والخوف ففي عهد هذا الأخير انخفض عدد الكهنة بالبلاد من أكثر 80 في نهاية الستينات إلى حوالي أربعين زمن وفاته واقر مبدأ عدم لبس الملابس الكهنوتية للكنة والراهبات بالبلاد لاضفاء نوع من السرية والعزلة للكنيسة عن الحياة العامة بتونس، وقد قام كذلك بارسال تمثال الكاردينال لافيجري إلى الجزائر والذي كان منصوبا امام باب المدينة العتيقة والذي تم حمله اثر الاستقلال إلى مبنى الأسقفية، كما قام بإرسال رفاة رؤساء أساقفة قرطاج إلى فرنسا باستثناء الكاردينال لافيجري إذ تم إرسال رفاته إلى روما، بالإضافة إلى ذلك فقد أرسل إلى فرنسا ذخائر القديس لويس إلى أسقفية سان دونيس بباريس سنة 1985.

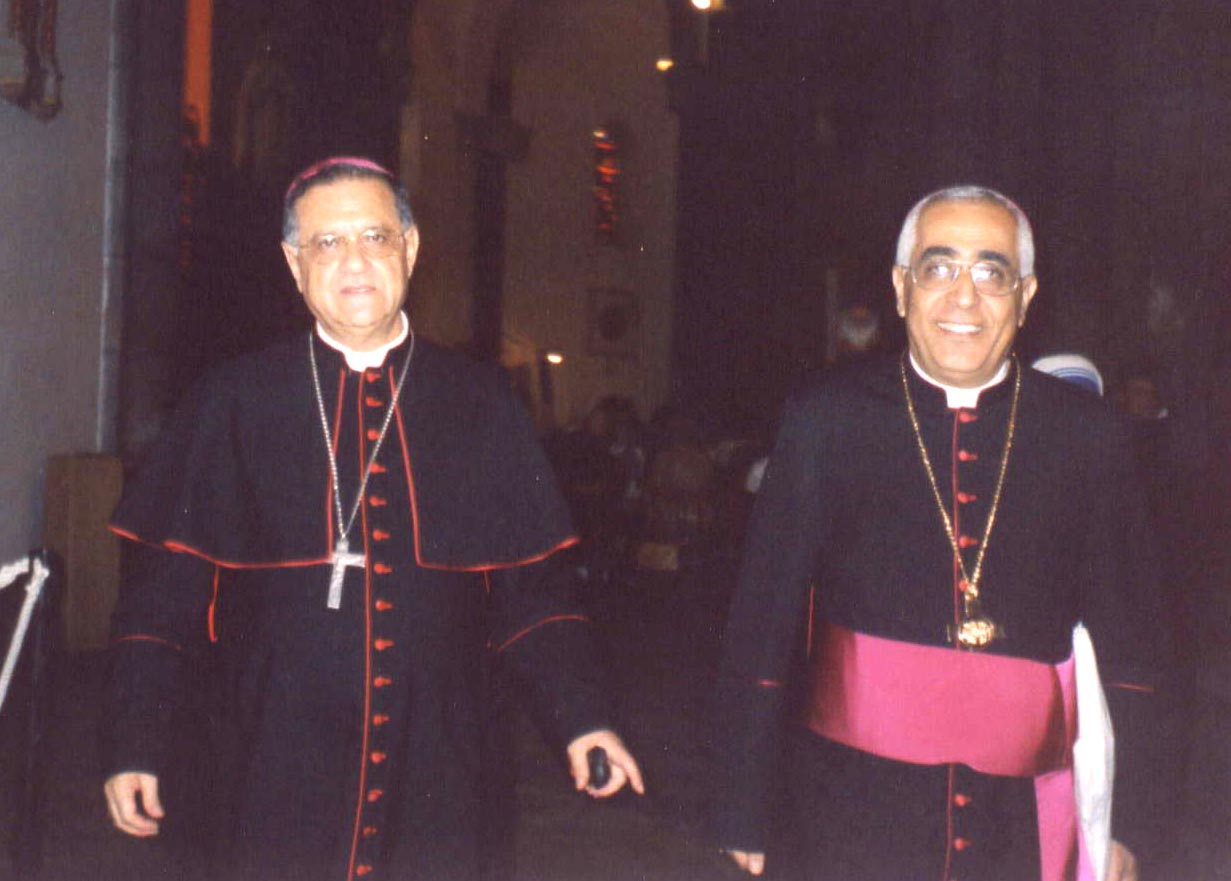
يوم تسليم مهام إدارة أسقفية تونس من فؤاد طوال إلى مارون لحّام سنة 2005.

سنة 1966 أسست كنائس شمال إفريقيا «مجلس أساقفة منطقة شمال أفريقيا» (CERNA) والتي جمعت الكنائس الكاثوليكية في كل من ليبيا، تونس، الجزائر، المغرب والصحراء الغربية أي 12 إدارة كنسية موزعة بين هذه البلدان الخمسة، وهي اليوم: رئاسة أسقفية تونس، رئاسة أسقفية الرباط، رئاسة أسقفية طنجة، رئاسة أسقفية الجزائر وأسقفيتي وهران وقسنطينة-عنابة المتفرعتين عنها، أسقفية الأغواط، النيابة الرسولية بطرابلس، النيابة الرسولية ببنغازي، النيابة الرسولية بدرنة، الولاية الرسولية بمصراتة، الولاية الرسولية بالصحراء الغربية. وترأس كل من فؤاد طوال ومارون لحّام إدارة مجلس أساقفة منطقة شمال إفريقيا، الأول بين سنتي 2004 و2005 والثاني من جانفي/يناير 2012 إلى نوفمبر/تشرين الثاني من نفس السنة.
بين سنتي 1990 و1992 شغل الأب بول جيير مديرا أسقفيا للكنيسة إلى أن تم تعين فؤاد طوال حاكما إقليميا لتونس يوم 30 ماي/مايو 1992 وتم تكريسه أسقفا يوم 22 جويلية/يوليو من نفس السنة ليكون بذلك أول أسقف عربي في شمال إفريقيا وفي زمن إدارته للكنيسة تم رفع الحاكمية الإقليمية بتونس التي تم تأسيسها يوم 9 جويلية/يوليو 1964 من قبل البابا بولس السادس في وثيقة (Prudens Ecclesiae) إلى أسقفية تونس مع حفظ رتبة رئيس أساقفة شرفيا لمن يتولى هذا المنصب وذلك يوم 31 ماي/مايو 1995 من قبل البابا يوحنا بولس الثاني في وثيقة (Antiquorum istius) وفي السنة الموالية قام البابا يوحنا بولس الثاني بزيارة رسولية لتونس يوم 14 أفريل/أبريل 1996 زار فيها البابا القصر الرئاسي بقرطاج واحتفل بالقداس في كاتدرائية القديس فنسون دو بول والقديسة أوليفيا بتونس كما زار بقرطاج المسرح الدائري، وبازيليكا فاوستوس وبازيليكا القديس سبريانوس وبازليكا القديستين بربتوا وفيليسيتاس.
وبعد مصادرة أغلبية الكنائس سنة 1964، تم بناء كنيسة جديدة في قابس في ساحة روضة الأطفال المدارة من قبل راهبات وهي كنيسة رعية الحبل بلا دنس بقابس إلى اليوم، وبعد فراغ مدينة قرمبالية من جماعتها المسيحية تم تسليم ملكية كنيستها نهائيا للدولة التونسية وتم بعد ذلك هدمها، أما الجماعة المسيحية بالحمامات فبعد مصادرة كنيستهم سنة 1964 أهدت لهم بلدية الحمامات منزلا لم يعد له ورثاء وتم تحويله إلى كنيسة بتمويل من رئاسة أسقفية كولونيا الألمانية مع هبة أخرى من بلجيكيا وتم افتاتاحها يوم 27 أكتوبر 1968 وهي إلى اليوم كنيسة رعية الطوباوي أنطوان نايرو بالحمامات إلى اليوم.
أما جربة فقد طالب الجماعة المسيحية بها الدولة التونسية لسنوات بإعادة منحهم كنيسة القديس يوسف مرة أخرى لتتم الموافقة على طلبهم يوم 18 فيفري/فبراير 2005 وذلك في زمن فؤاد طوال أسقف تونس وهي كنيسة رعية القديس يوسف بجربة إلى اليوم، ومع مجيء مارون لحام خليفة لسلفه فؤاد طوال تم تأسيس كنيسة في صفاقس الطابق السفلي من بيت الراهبات سنة 2006 وهي كنيسة رعية القديسين بطرس وبولس بصفاقس إلى اليوم.
وفي يوم 5 جانفي/يناير 2010 نشب حريق في معهد الآداب العربية بتونس التابع لأسقفية تونس تسبب في حرق ما بين 15.000 و17.000 كتاب من إجمالي 34.000 كتاب ووفاة كاهن من الآباء البيض كان موجودا في المكتبة زمن اندلاع الحريق، وبعد انتهاء التحقيقات عبر رئيس الجمهورية زين العابدين بن علي يوم 21 جانفي/يناير عن تأسفه لهذه الفاجعة كما واعلن عن مساعدة للمعهد بإعادة إعمار مكتبته وتعويض العناوين التي حُرقت، ليتم افتتاحها لاحقا في سبتمبر 2011.
وفي يوم 22 ماي/مايو 2010 تم رفع أسقفية تونس إلى رئاسة أسقفية تونس بالرغم من عدم وجود أسقفيات أخرى متفرعة منها وذلك نظرا لمكانة كنيسة تونس التاريخية والروحية للكنيسة العالمية، وقد تم ذلك بأمر من البابا بندكتوس السادس عشر في وثيقة (Cum in Tunetana)، ليرتفع بذلك المونسينيور مارون لحام من رتبة أسقف تونس إلى رئيس أساقفة تونس.

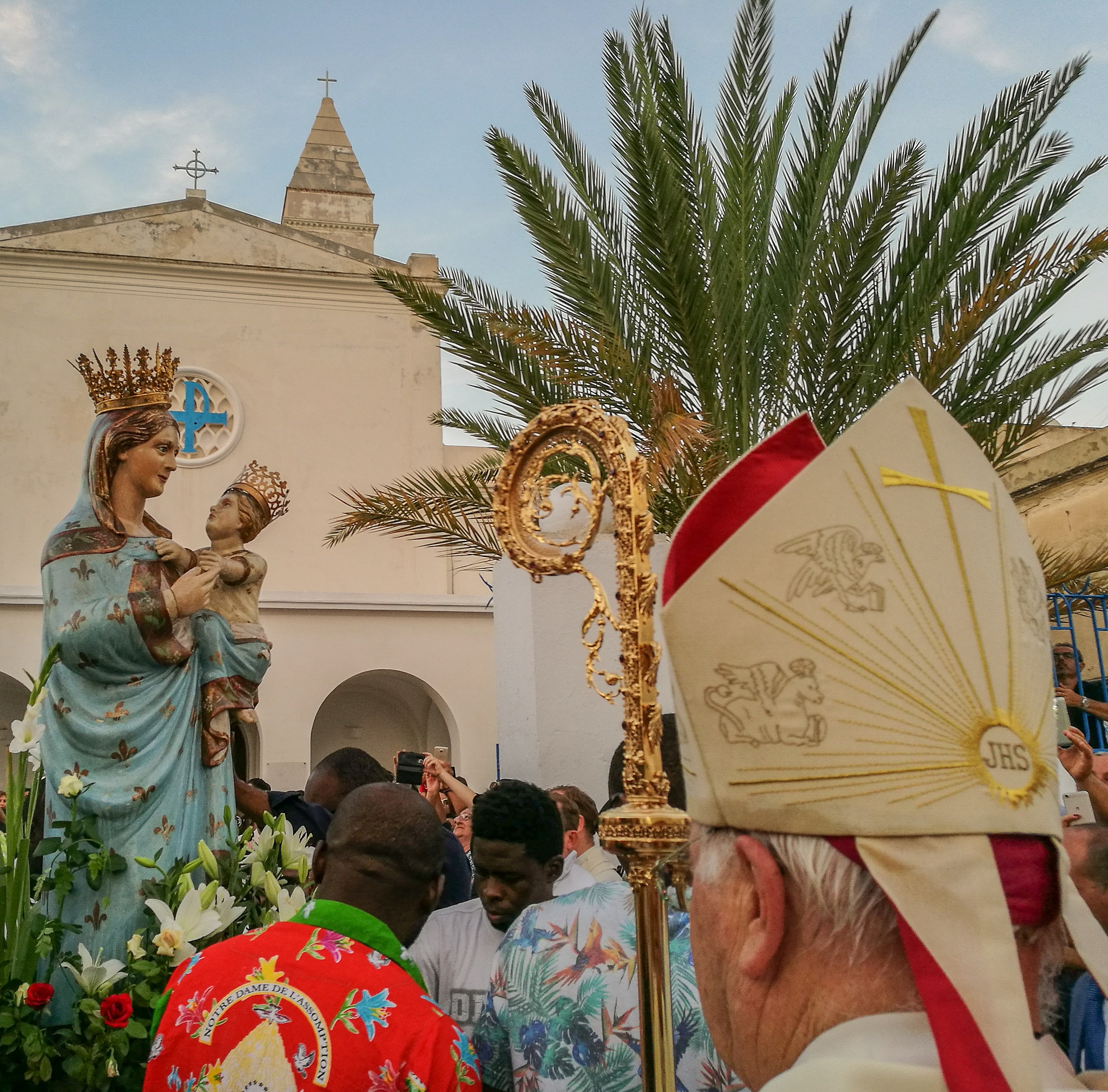
موكب الإحتفال بعيد الصعود في حلق الوادي لأول مرة سنة 2017 منذ انقطاعه سنة 1959 يظهر في الصورة رئيس أساقفة تونس إيلاريو أنطونيازي.

وفي يوم 19 جانفي/يناير 2012 عُيّن مارون لحام أسقفا مساعدا في البطريركية اللاتينية للقدس ونائبا بطريركيا في عمّان، ليبقى بذلك كرسي رئيس أساقفة تونس شاغرا لمدة سنة تحت إدارة النائب العام لرئاسة الأسقفية وهو الأب نيكولا ليرنو، ليتم تعيين إيلاريو أنطونيازي رئيسا لأساقفة تونس من قبل البابا بندكتوس السادس عشر وذلك يوم 21 فيفري/فبراير 2013 وهو رئيس أساقفة تونس إلى اليوم.
وفي يوم 18 فيفري/فبراير 2011 تم العثور على الكاهن السالزياني البولندي مارك ريبينسكي والذي يبلغمن العمر أربعة وثلاثين عاما مقتولا إلا أن التحقيقات أثبتت لاحقا أنه قتل لأسباب شخصية لا علاقة لها بخلفيته الدينية، وقد تظاهر مجموعة من المواطنين التونسيين المسلمين أمام كاتدرائية تونس معبرين عن اعتذارهم وتظامنهم مع رئاسة أسقفية تونس والعائلة المسيحية الكاثوليكية بتونس.
وفي يوم 11 سبتمبر/أيلول 2014، زار رئيس الجمهورية التونسية محمد المنصف المرزوقي دولة مدينة الفاتيكان وقد استقبله البابا فرنسيس في القصر الرسولي وتمحور اللقاء بينهما حول المسار الانتقالي الديمقراطي في تونس وطرق ترسيخ مفاهيم التعايش بين المسلمين والمسيحيين، وقد قبل البابا الدعوة التي وجهها له رئيس الجمهورية لزيارة تونس مؤكدا انه سيقع تحديد موعدها لاحقا.
وفي يوم 15 أوت/أغسطس 2017 تم إعادة إحياء تقليد موكب الخروج بتمثال مريم العذراء سيدة تراباني من كنيسة القديس أوغسطينوس والقديس فيديل بحلق الوادي وذلك في عيد الانتقال الذي يتم احياءه يوم 15 أوت/أغسطس من كل سنة، وقد عاد الاحتفال بهذا التقليد من سنة 2017 إلى اليوم بعد أن تم إلغاء الاحتفال به منذ سنة 1959.
وفي يوم 23 أكتوبر 2019 ألقى الرئيس التونسي الجديد قيس سعيد خطابه بمجلس نواب الشعب قبل انتقاله لقصر قرطاج قصد تسلمه مهامه كرئيس للجمهورية، وقد حضر الجلسة في مجلس نواب الشعب كل من كبير حاخامات تونس حائيم بيتان، رئيس أساقفة تونس إيلاريو أنطونيازي ومفتي الجمهورية التونسية عثمان بطيخ، وقد توجه رئيس الجمهورية في خطابه بكلمة لهم.
وفي يوم 8 فيفري/فبراير 2020 تمت رسامة الأب نيكولا ليرنو النائب العام لرئاسة أسقفية تونس أسقفًا لأسقفية قسنطينة-عنّابة بالجزائر ليكون بذلك خليفة للقديس أوغسطينوس على كرسي عنّابة، وقد تمت رسامته في كاتدرائية القديس فنسون دو بول والقديسة أوليفيا بتونس بوضع يدي الكاردينال كرستوبال لوباس روميرو رئيس أساقفة الرباط كمكّرس رئيسي مع كل من بول دسفارج رئيس أساقفة الجزائر وجورج بوجيجا النائب الرسول بطرابلس كمكرّسين معاونين، هذا بالإضافة إلى جمع من الأساقفة الآخرين من مختلف البلدان يصل عددهم الجملي إلى حوالي 15 أسقفا، ويُعد هذا الحدث فريدا من نوعه إذ أن آخر أسقف تمت رسامته في البلاد كان أندري كوليني الذي تمت رسامته أسقفا لأسقفية أجاكسيو يوم 6 أكتوبر 1962 في كاتدرائية القديس لويس والقديس سبريانوس بقرطاج والذي أصبح لاحقا رئيس أساقفة تولوز.
يبلغ عدد الكاثوليك بالبلاد 30.700 نسمة وذلك حسب الإحصائيات الكنسية الصادرة في الدليل الحبري لسنة 2017 وهم من التونسيين والأجانب، أما التونسيين فهم من الإيطاليين التونسيين والفرنسيين التونسيين والمالطيين التونسيين، وقد بلغ عدد التونسيين الإيطاليين سنة 2003 حوالي 3.000 نسمة من بينهم 900 تعود جذورهم إلى ما قبل مجيء الحماية الفرنسية، وفي سنة 2015 بلغ عدد التونسيين الفرنسيين الكاثوليك حوالي 13.870 نسمة إلا أن نسبة ممارسة الكثلكة عند الفرنسيين الكاثوليك لا تتجاوز 5% ليكون بذلك عدد التونسيين الفرنسيين الذين يرتادون الكنائس الكاثوليكية بتونس حوالي 700 فقط، وبالنسبة للتونسيين المالطيين فهم لا يتجاوزون 100 نسمة ولم يتبقى من المالطيين الأوائل الذين دخلوا تونس سوى بضعة أشخاص والبقية تجنسوا فيما بعد، هذا بالإضافة إلى حوالي 100 تونسي من أبناء البلاد الأصليين الذين اختاروا بحرية الكثلكة والذين عمدوا إما خارج البلاد أو داخلها. وأما غير التونسيين فهم من جنسيات مختلفة من قارّات العالم الخمسة إلا أغلبيتهم من أفارقة جنوب الصحراء وهم طلبة ودبلوماسيون وموظفون في عدة مؤسسات خاصة البنك الإفريقي للتنمية. هذا بالإضافة إلى العديد من السياح الذين يرتادون الكنائس في فترة زيارتهم للبلاد ويكون ذلك بالأساس في فصل الصيف.

## قائمة رؤساء الكنيسة عبر التاريخ

### أساقفة تونس زمن الرومان[20]
- حوالي 411: لوسيانوس
- حوالي 553: سكتليانوس

اندثرت الأسقفية مع نهاية القرن الحادي عشر على الأرجح

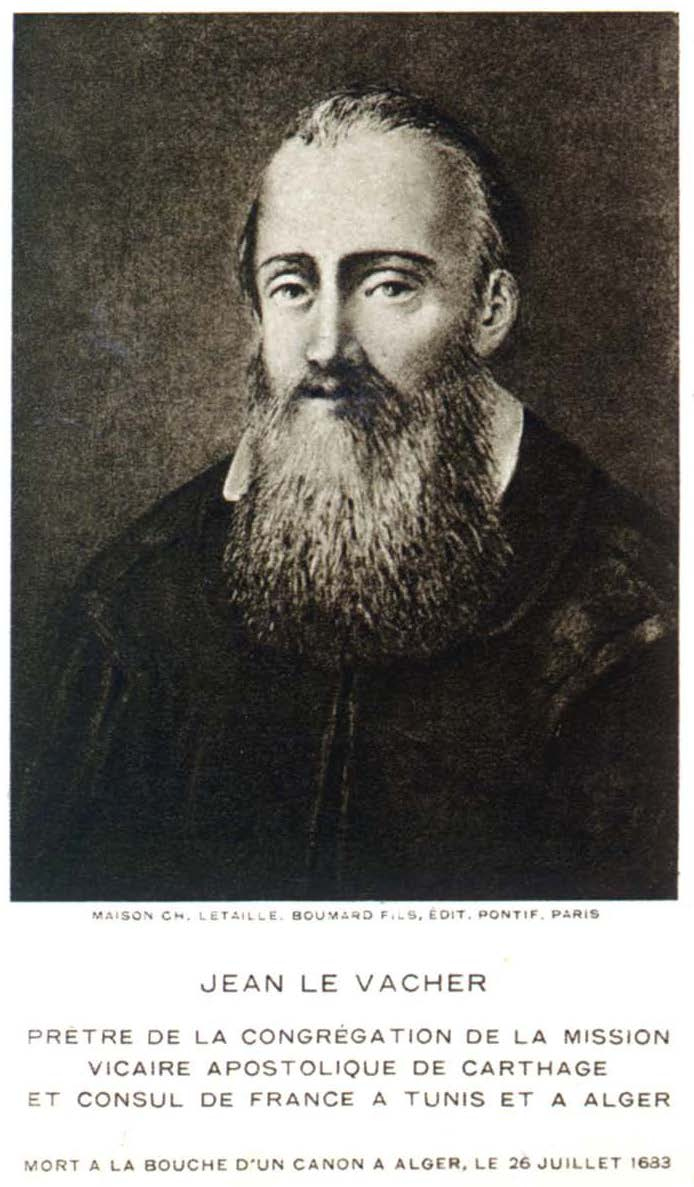
جون لوفاشي الوالي الرسولي بتونس بين 1651 و1666.

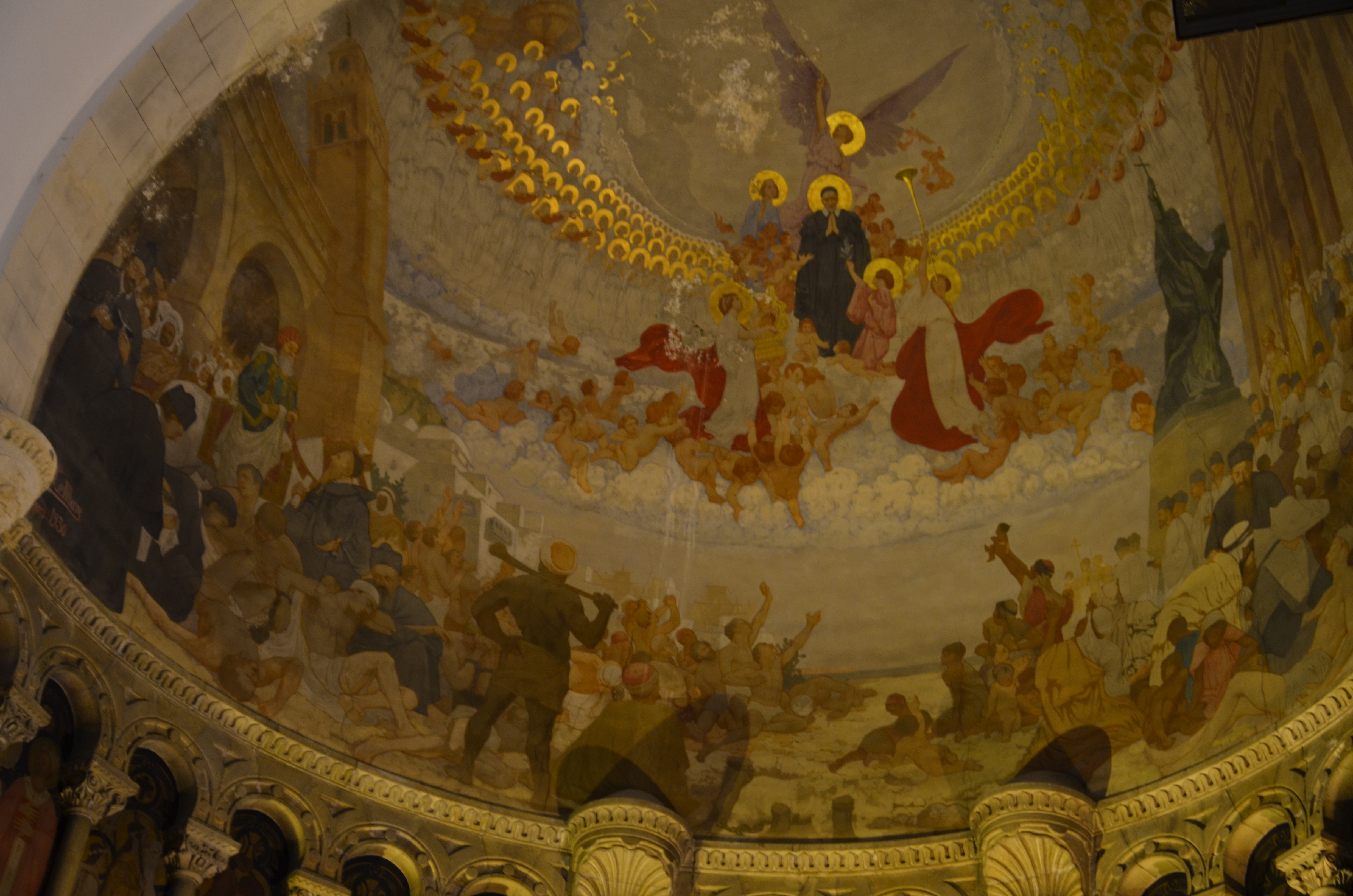
جون لوفاشي في يسار الصورة راكعا أمام حمودة باشا المرادي. (أيقونة من كاتدرائية القديس فنسون دو بول والقديسة أوليفيا)

### الولّاة الرسوليين بتونس Préfets apostoliques de Tunis[64]
- 1624 - 1630: انجلو دي كونغليانو.
- 1630 - 1636: لويس دي بلارمو.
- 1636 - ؟ : ألكسندر دي جنوا.
- 1651 - 1666: جون لوفاشي.
- 1672 - ؟ : شارل دي انكون.
- 1685 - ؟ : فنسون دي فرسكاتي.
- 1693 - ؟ : بندكت دي فسانو.
- 1698 - ؟ : باسيل دي تورن.
- 1702 - ؟ : مايكل انجيلو دي بلسترينا.
- 1708 - ؟ : دونات دي كانتالابا.
- 1712 - ؟ : جبريال دي مونتيشيليو.
- 1716 - ؟ : جوشيم دي أماتريتشي.
- 1719 - ؟ : فرنشسكو دي مودينا.
- 1723 - ؟ : جيروم دي بونتريمولي.
- 1724 - ؟ : ثيودور دي بافيا.
- 1730 - ؟ : كليمنت دي روما.
- 1738 - ؟ : أنطوان دي نوفالارا.
- 1744 - ؟ : شارل-فيلكس دي أفوري.
- 1747 - ؟ : لويس دي أفرسا.
- 1750 - ؟ : إتيان-أنطوان دي جنوا.
- 1755 - ؟ : ألكسندر دي بولونيا.
- 1761 - ؟ : جيروم دي ألبانو.
- 1765 - ؟ : جيتان دي سيفينيو.
- 1766 - ؟ : بياترو-باولو دي كادارو.
- 1768 - ؟ : سانتي دي ليزانو.
- 1772 - ؟ : سباستيان دي كورتون.
- 1782 - ؟ : كليمنت دي مونتالبودو.
- 1792 - ؟ : شارل دي بيانفاي.
- 1797 - 1797: فورتونا دي فابيانو.
- 1797 - ؟ : فينونس-ماري دي كاميرينو.
- 1802 - ؟ : سبتيم دي مونتالبودو.
- 1807 - ؟ : ألكسندر دي ماسّينيانو (المرة الأولى).
- 1815 - ؟ : مايكل أنجيلو دي بارتونا.
- 1819 - ؟ : ألكسندر دي ماسّينيانو (المرة الثانية).
- 1832 - ؟ : لويس دي ماريالا.
- 1837 - ؟ : لويس دي تاجيا.
- 1841 - 1843: بياترو-باولو دي مالطا.
  - 1841 - 1842: امانويل دي مالطا (تحت والي رسولي : Sous-Préfet apostolique).
  - 1842 - 1843: فرنشسكو دي مالطا (تحت والي رسولي : Sous-Préfet apostolique).

### النواب الرسوليين بتونس Vicaires apostoliques de Tunis[65]
- 1844 - 1881: فيدال سوتار.
  - 1881 - 1884: شارل مارسيال لافيجري (مدير رسولي).
- 1884 - 1884: سبيريديون بوهادجيار.

### رئيس أساقفة قرطاج وأسقف إفريقيا الأول Archevêques de Carthage et Primats d'Afrique[65]
- 1884 - 1892: شارل مارسيال لافيجري.
- 1893 - 1922: كليمنت كومب.
- 1922 - 1939: ألكسيس لوماتر.
- 1939 - 1953: شارل غونو.
- 1953 - 1964: موريس بيران.

### الحكّام الإقليميين بتونس Prélats territoriales de Tunis[65]
- 1964 - 1965: موريس بيران.
- 1965 - 1990: ميشال كالان (1918-1990).
  - 1990 - 1992: الأب بول جيير (مدير أسقفي)
- 1992 - 1995: فؤاد طوال.

### أساقفة تونس Évêques de Tunis[65]
- 1995 - 2005: فؤاد طوال.
- 2005 - 2010: مارون لحام.

### رؤساء أساقفة تونس Archevêques de Tunis[65]
- 2010 - 2012: مارون لحام.
  - 2012 - 2013: مارون لحام، مدير رسولي.[66][67]
- 2013 - الآن: إيلاريو أنطونيازي.

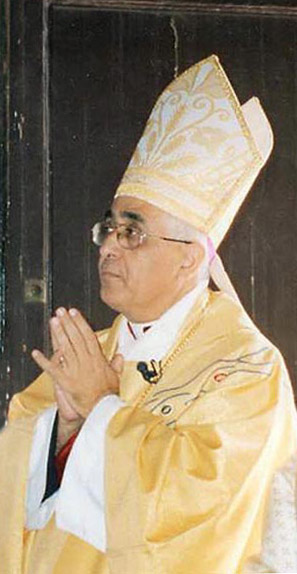
مارون لحام، أسقف تونس من 2005 إلى 2010 ورئيس أساقفة تونس من 2010 إلى 2012.
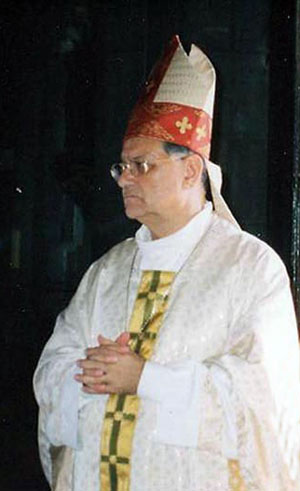
فؤاد طوال، الحاكم الإقليمي بتونس من 1992 إلى 1995 وأسقف تونس من 1995 إلى 2005.
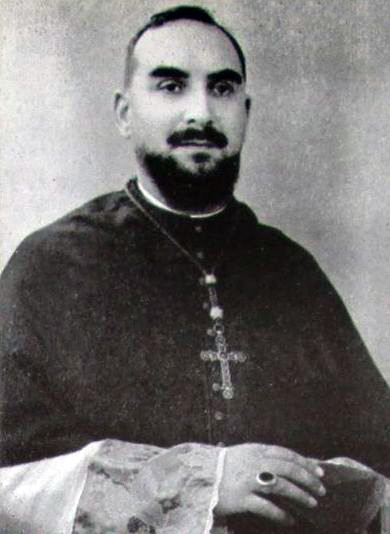
موريس بيران، رئيس أساقفة قرطاج وأسقف إفريقيا الأول من 1953 إلى 1964 والحاكم الإقليمي بتونس من 1964 إلى 1965.
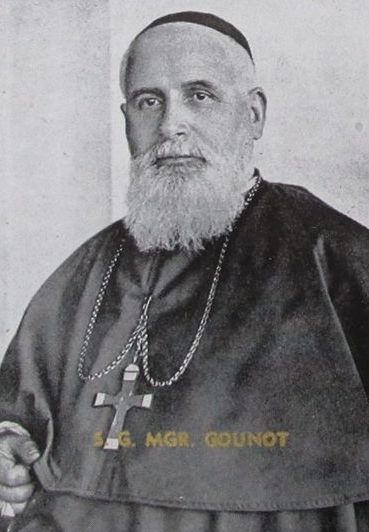
شارل غونو، رئيس أساقفة قرطاج وأسقف إفريقيا الأول من 1939 إلى 1953.
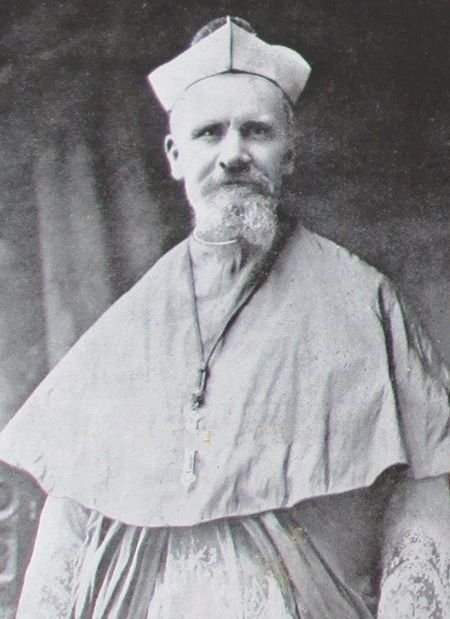
ألكسيس لوماتر، رئيس أساقفة قرطاج وأسقف إفريقيا الأول من 1922 إلى 1939.
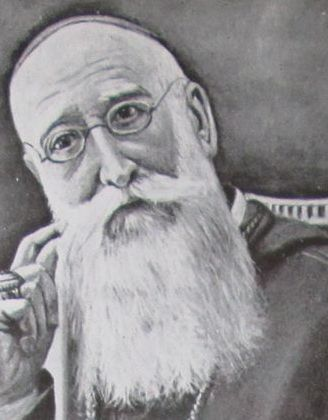
كليمنت كومب، رئيس أساقفة قرطاج وأسقف إفريقيا الأول من 1892 إلى 1922.
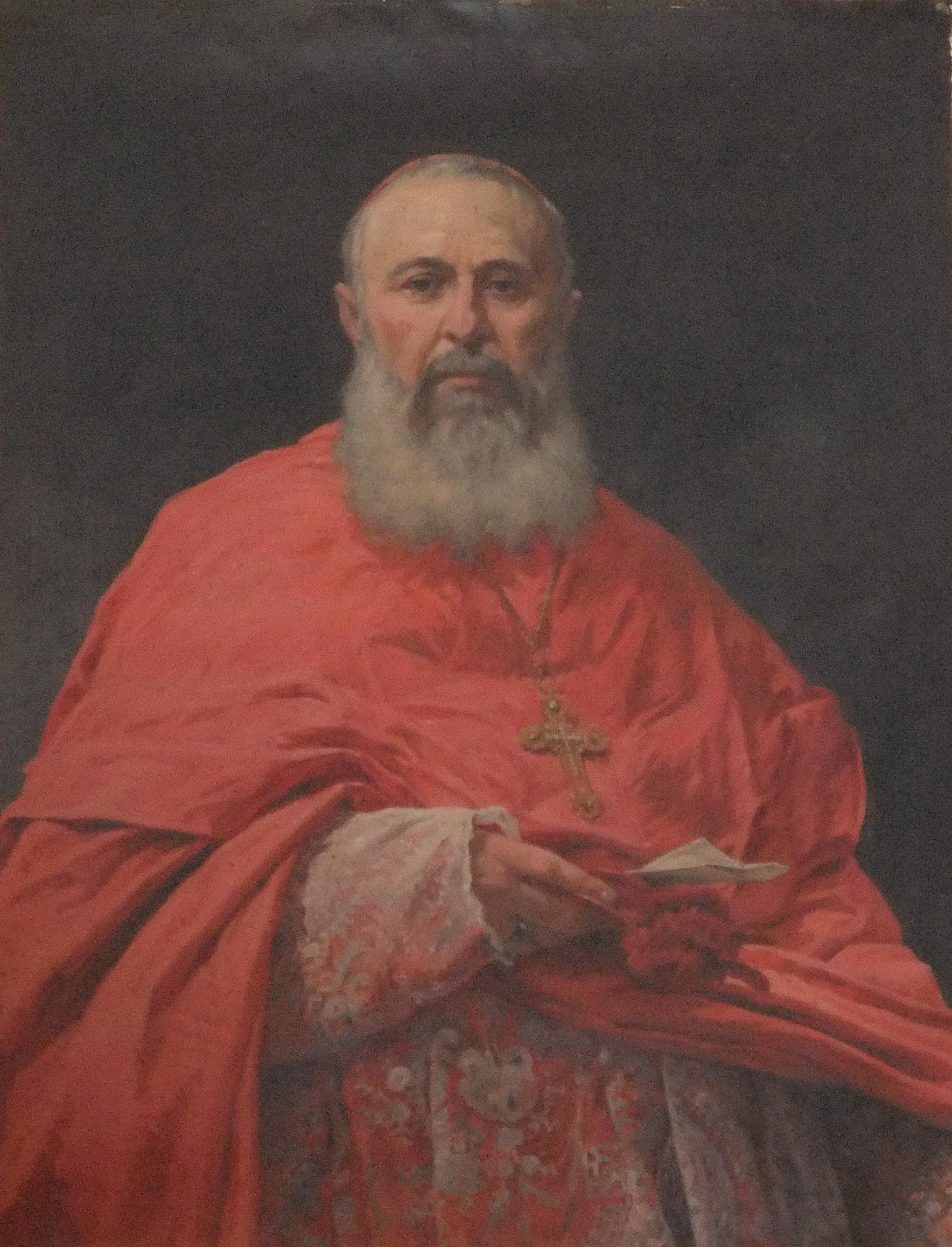
الكاردينال شارل لافيجري، رئيس أساقفة قرطاج وأسقف إفريقيا الأول من 1884 إلى سنة 1892.

## قائمة الرعيات الحالية
تضم رئاسة أسقفية تونس 10 رعايا، وهي :
- رعية كاتدرائية القديس فنسون دو بول والقديسة أوليفيا بتونس
- رعية كنيسة القديسة جان دارك بتونس
- رعية كنيسة القديس أوغسطينوس والقديس فيديل بحلق الوادي
- رعية كنيسة القديس سبريانوس القرطاجي بالمرسى
- رعية مصلى سيدة الانتقال ببنزرت
- رعية كنيسة الطوباوي أنطوان نايرو بالحمامات
- رعية كنيسة القديس فليكس بسوسة
- رعية كنيسة القديس بطرس والقديس بولس بصفاقس
- رعية كنيسة الحبل بلا دنس بقابس
- رعية كنيسة القديس يوسف بجربة

كما توجد 9 أماكن عبادة أخرى موزعة على كامل تراب الجمهورية تتبع هذه الرعايا : في رادس، منزل بورقيبة، عين دراهم، جندوبة، الكاف، القصرين، المنستير، قفصة وتوزر.

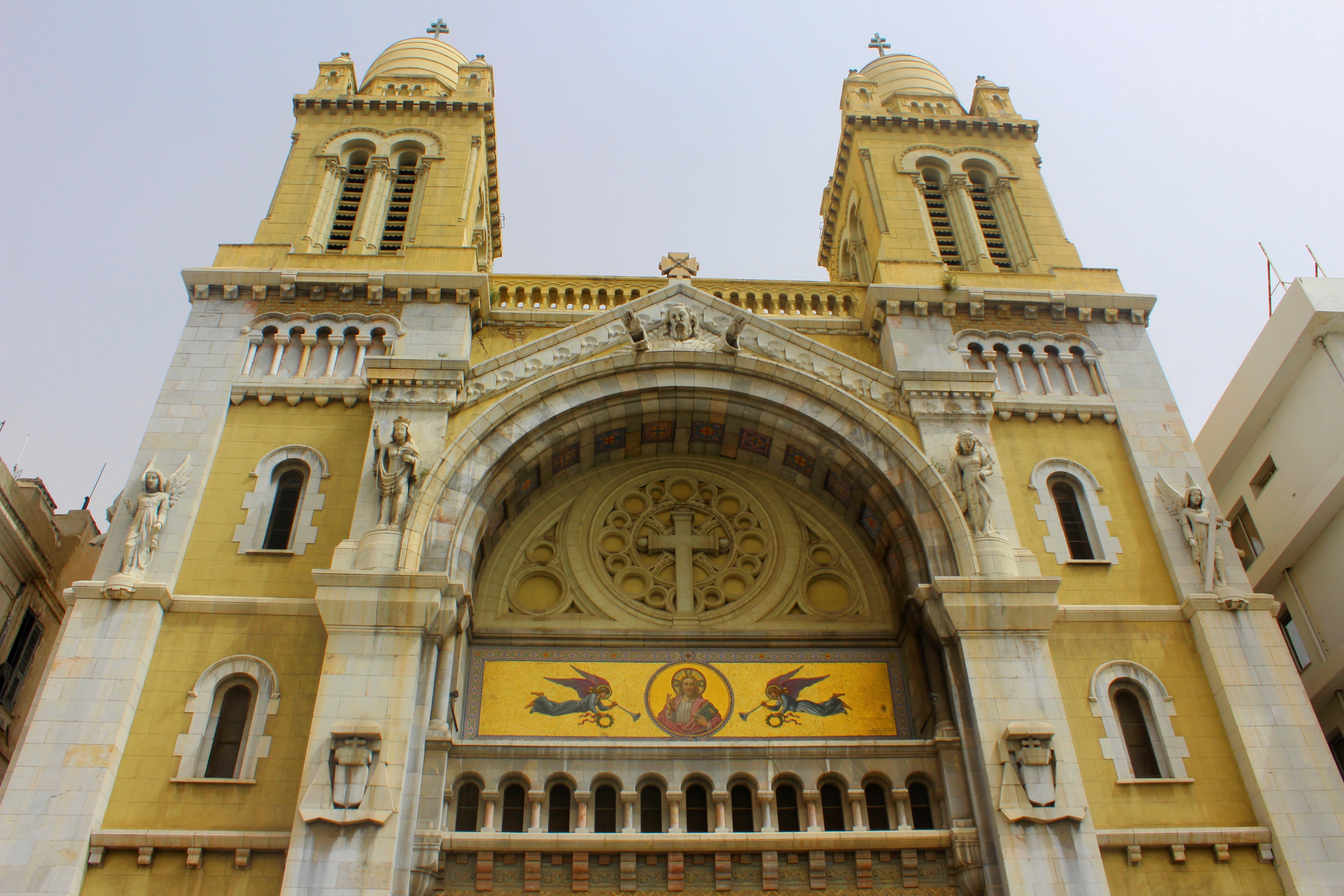
كاتدرائية رعية القديس فنسون دو بول والقديسة أوليفيا بتونس.
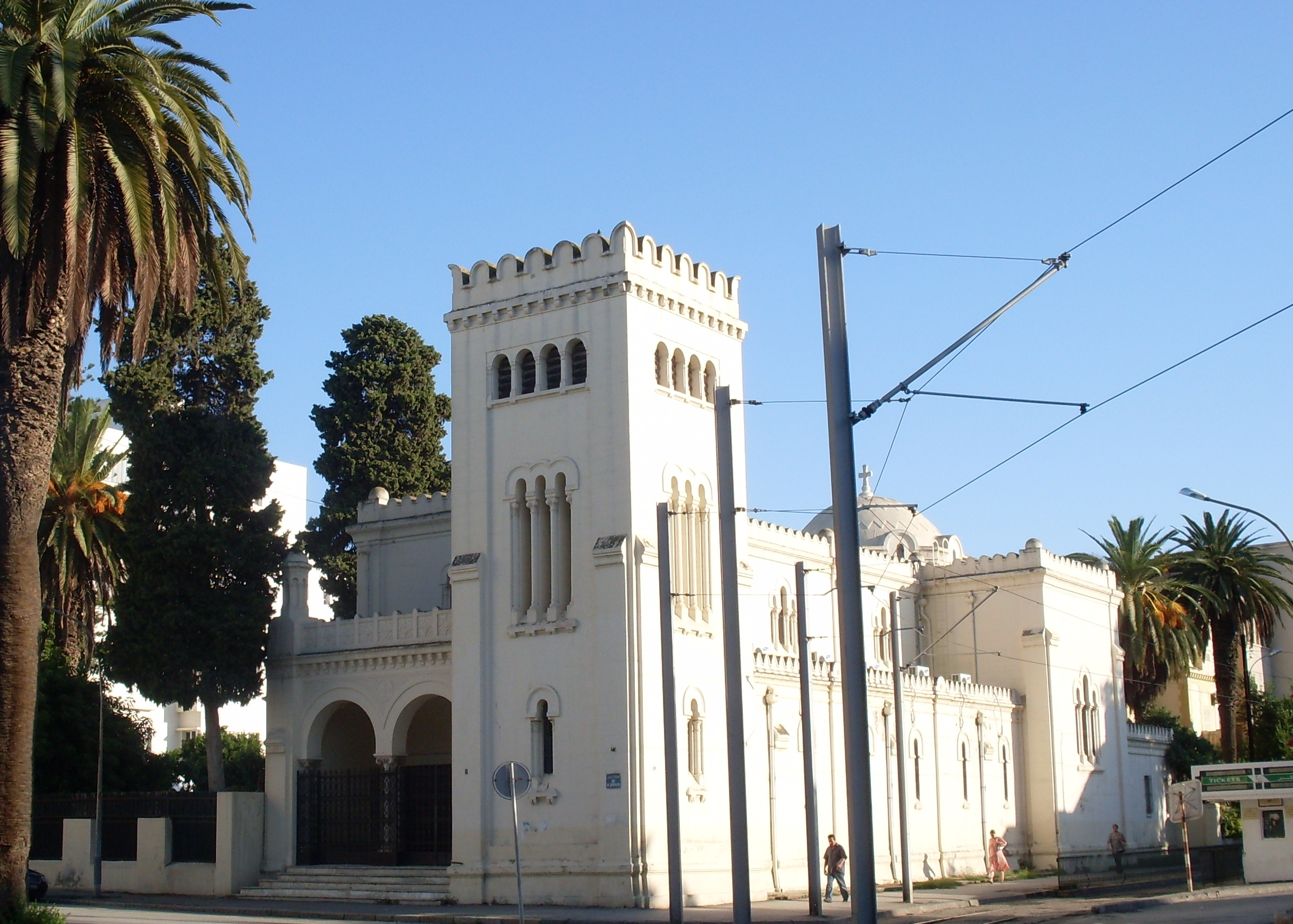
كنيسة رعية القديسة جان دارك بتونس.
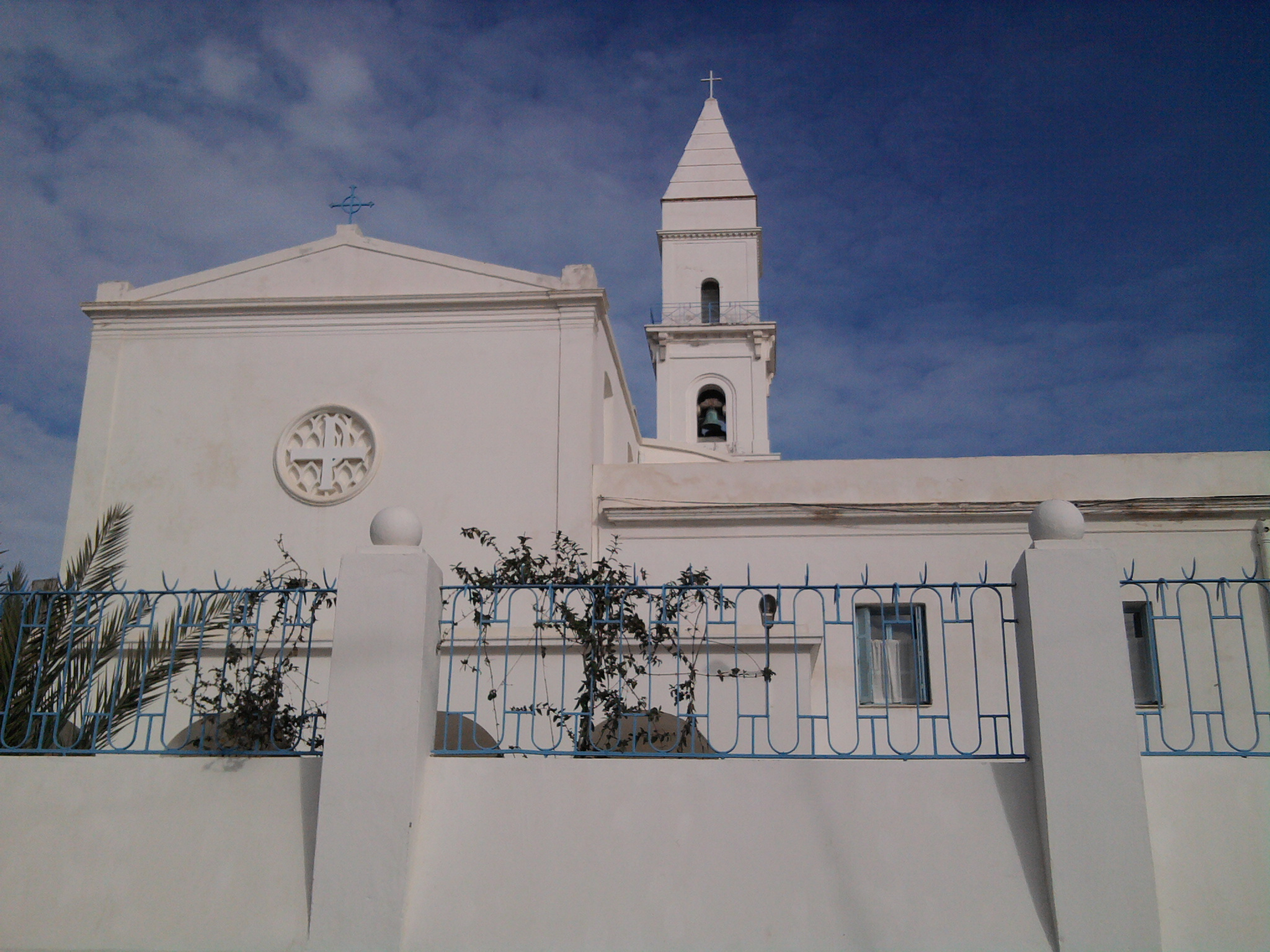
كنيسة رعية القديس أوغسطينوس والقديس فيدال بحلق الوادي.
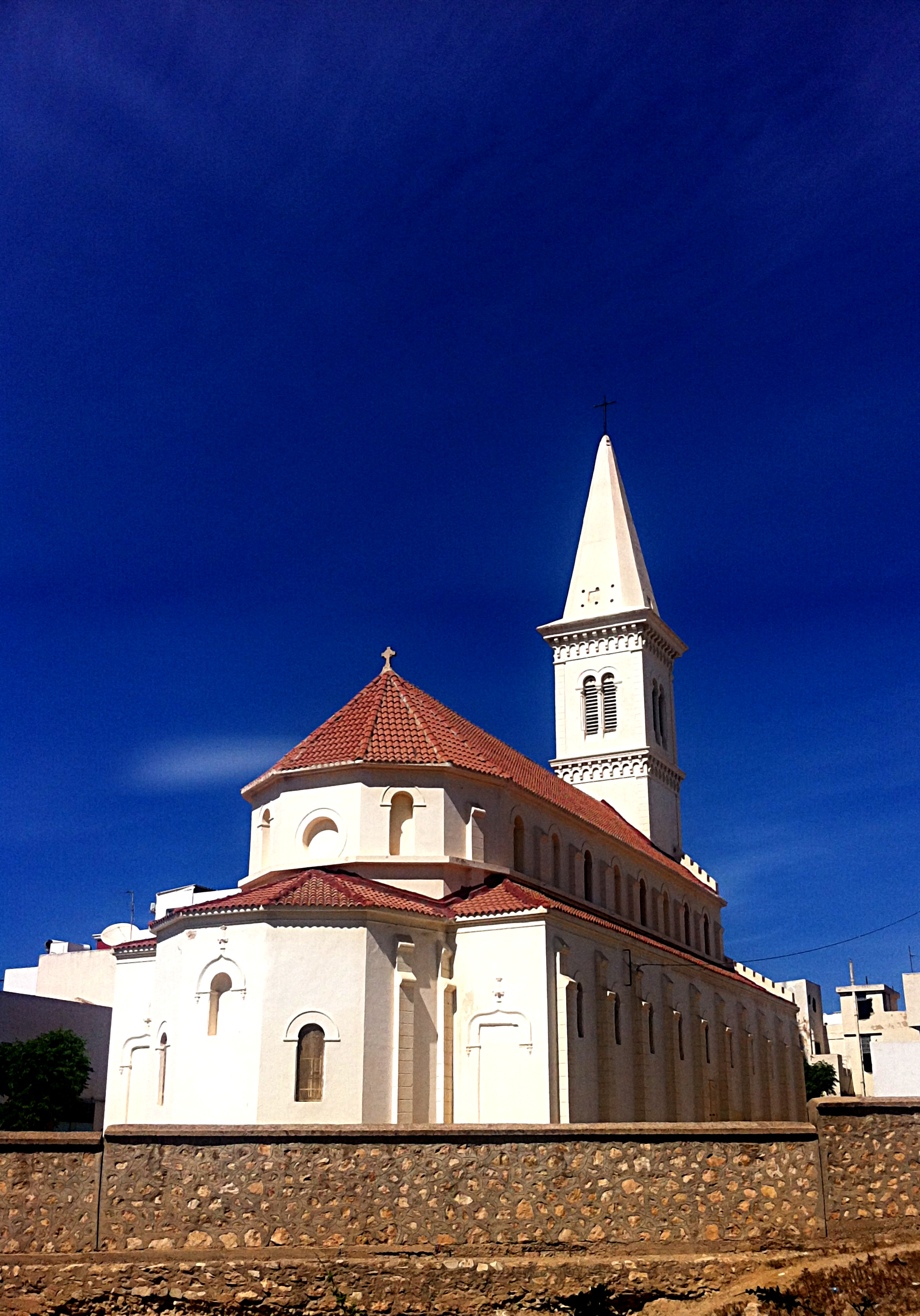
كنيسة رعية القديس فليكس بسوسة.
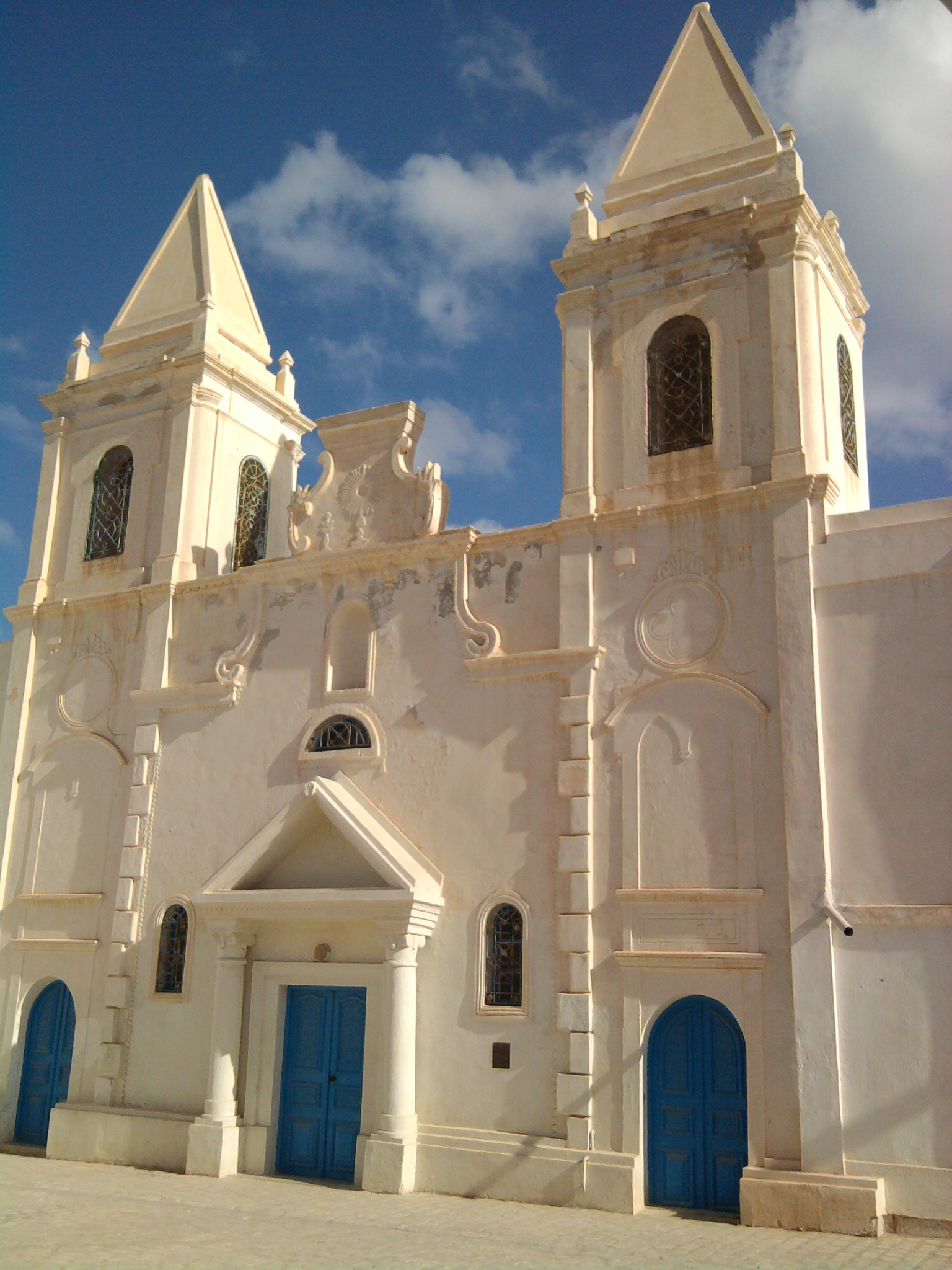
كنيسة رعية القديس يوسف بجربة.

## الإحصائيات[65][68]
| السنة | السكان             | السكان         | السكان | الكهنة           | الكهنة         | الكهنة                | الكهنة                | الشمامسة الدائمون | الدينيّون | الدينيّون | عدد الرعايا |
| السنة | الكاثوليك المعمّدين | التعداد الجملي | %      | الكهنة الأسقفيين | الكهنة الرهبان | التعداد الجملي للكهنة | عدد المعمّدين لكل كاهن | الشمامسة الدائمون | الرجال   | النساء   | عدد الرعايا |
| ----- | ------------------ | -------------- | ------ | ---------------- | -------------- | --------------------- | --------------------- | ----------------- | -------- | -------- | ----------- |
| 1856  | 12.000             | 950.000        | 1.3    | --_--            | --_--          | --_--                 | --_--                 | --_--             | --_--    | --_--    | --_--       |
| 1870  | 14.585             | 1.007.200      | 1.5    | --_--            | --_--          | --_--                 | --_--                 | --_--             | --_--    | --_--    | 9           |
| 1881  | 18.708             | 1.007.200      | 1.9    | --_--            | --_--          | --_--                 | --_--                 | --_--             | --_--    | --_--    | 9           |
| 1886  | 29.203             | --_--          | --_--  | --_--            | --_--          | --_--                 | --_--                 | --_--             | --_--    | --_--    | --_--       |
| 1891  | 42.752             | --_--          | --_--  | --_--            | --_--          | --_--                 | --_--                 | --_--             | --_--    | --_--    | 23          |
| 1901  | 111.080            | --_--          | --_--  | --_--            | --_--          | --_--                 | --_--                 | --_--             | --_--    | --_--    | --_--       |
| 1906  | 128.895            | --_--          | --_--  | --_--            | --_--          | --_--                 | --_--                 | --_--             | --_--    | --_--    | --_--       |
| 1911  | 176.235            | 1.956.762      | 9      | --_--            | --_--          | --_--                 | --_--                 | --_--             | --_--    | --_--    | --_--       |
| 1921  | 156.115            | 2.093.939      | 7,5    | --_--            | --_--          | --_--                 | --_--                 | --_--             | --_--    | --_--    | --_--       |
| 1926  | 173.281            | 2.091.211      | 8,3    | --_--            | --_--          | --_--                 | --_--                 | --_--             | --_--    | --_--    | --_--       |
| 1931  | 195.293            | 2.337.395      | 8,4    | --_--            | --_--          | --_--                 | --_--                 | --_--             | --_--    | --_--    | --_--       |
| 1936  | 213.295            | 2.608.403      | 8,2    | --_--            | --_--          | --_--                 | --_--                 | --_--             | --_--    | --_--    | --_--       |
| 1946  | 239.549            | 3.143.498      | 7,6    | --_--            | --_--          | --_--                 | --_--                 | --_--             | --_--    | --_--    | --_--       |
| 1949  | 280.000            | 3.230.950      | 8,7    | 80               | 90             | 170                   | 1.647                 |                   | 80       | 500      | 238         |
| 1956  | 255.224            | 3.696.926      | 6,9    | --_--            | --_--          | --_--                 | --_--                 | --_--             | --_--    | --_--    | --_--       |
| 1959  | 70.000             | 3.800.000      | 1,8    | 88               | 91             | 179                   | 391                   |                   | 115      | 547      | 78          |
| 1966  | 32.767             | 4.499.284      | 0.7    | --_--            | --_--          | --_--                 | --_--                 | --_--             | --_--    | --_--    | --_--       |
| 1970  | 35.000             | 4.960.000      | 0,7    | 37               | 46             | 83                    | 421                   |                   | 71       | 410      | 21          |
| 1977  | 18.000             | 5.870.000      | 0,3    | 26               | 35             | 61                    | 295                   | 1                 | 52       | 250      | 24          |
| 1988  | 15.500             | 7.300.000      | 0,2    | 19               | 29             | 48                    | 322                   |                   | 38       | 198      | 15          |
| 1999  | 22.000             | 9.200.000      | 0,2    | 13               | 22             | 35                    | 628                   |                   | 33       | 168      | 13          |
| 2000  | 22.000             | 9.200.000      | 0,2    | 13               | 30             | 43                    | 511                   |                   | 39       | 160      | 13          |
| 2001  | 22.000             | 9.500.000      | 0,2    | 12               | 21             | 33                    | 666                   |                   | 28       | 165      | 12          |
| 2002  | 22.000             | 10.000.000     | 0,2    | 11               | 17             | 28                    | 785                   |                   | 24       | 153      | 12          |
| 2003  | 20.000             | 9.673.600      | 0,2    | 11               | 17             | 28                    | 714                   |                   | 22       | 139      | 12          |
| 2004  | 20.000             | 9.700.000      | 0,2    | 13               | 21             | 34                    | 588                   |                   | 25       | 139      | 11          |
| 2007  | 20.100             | 10.030.000     | 0,2    | 15               | 20             | 35                    | 574                   |                   | 28       | 126      | 10          |
| 2010  | 21.000             | 11.000.000     | 0,2    | 11               | 21             | 32                    | 656                   | 1                 | 27       | 121      | 10          |
| 2014  | 25.000             | 10.886.500     | 0,2    | 10               | 22             | 32                    | 781                   |                   | 26       | 105      | 10          |
| 2017  | 30.700             | 11.366.000     | 0,3    | 10               | 23             | 33                    | 930                   | 1                 | 29       | 102      | 10          |

## وصلات خارجية
- الموقع الرسمي للأبرشية.
- الموقع الرسمي لكاتدرائية تونس.
- معلومات حول الأبرشية كاثوليك هيارارشي.